# Минск
Минск (бел. Мінск) — столица и крупнейший город Беларуси, административный центр Минской области и Минского района, в состав которых не входит, поскольку является самостоятельной административно-территориальной единицей с особым (столичным) статусом. Крупнейший транспортный узел, политический, экономический, культурный и научный центр страны. Является ядром Минской агломерации. Десятый по численности населения (без учёта пригородов) город в Европе, седьмой — после Москвы, Санкт-Петербурга, Ташкента, Киева, Алма-Аты и Баку на территории бывшего СССР. Город расположен недалеко от географического центра страны и стоит на реке Свислочь. Площадь составляет 353,6 км², население — 1 996 730 человек (без учёта пригородов). Город-герой (1974).
Город впервые упоминается в «Повести временных лет» во время Битвы на реке Немиге под 1067 годом. В дальнейшем город перешёл в состав Речи Посполитой и Российской империи, где стал губернским городом. В СССР был столицей Белорусской Советской Социалистической Республики, а с 1991 года — столицей независимой Беларуси.

## Этимология

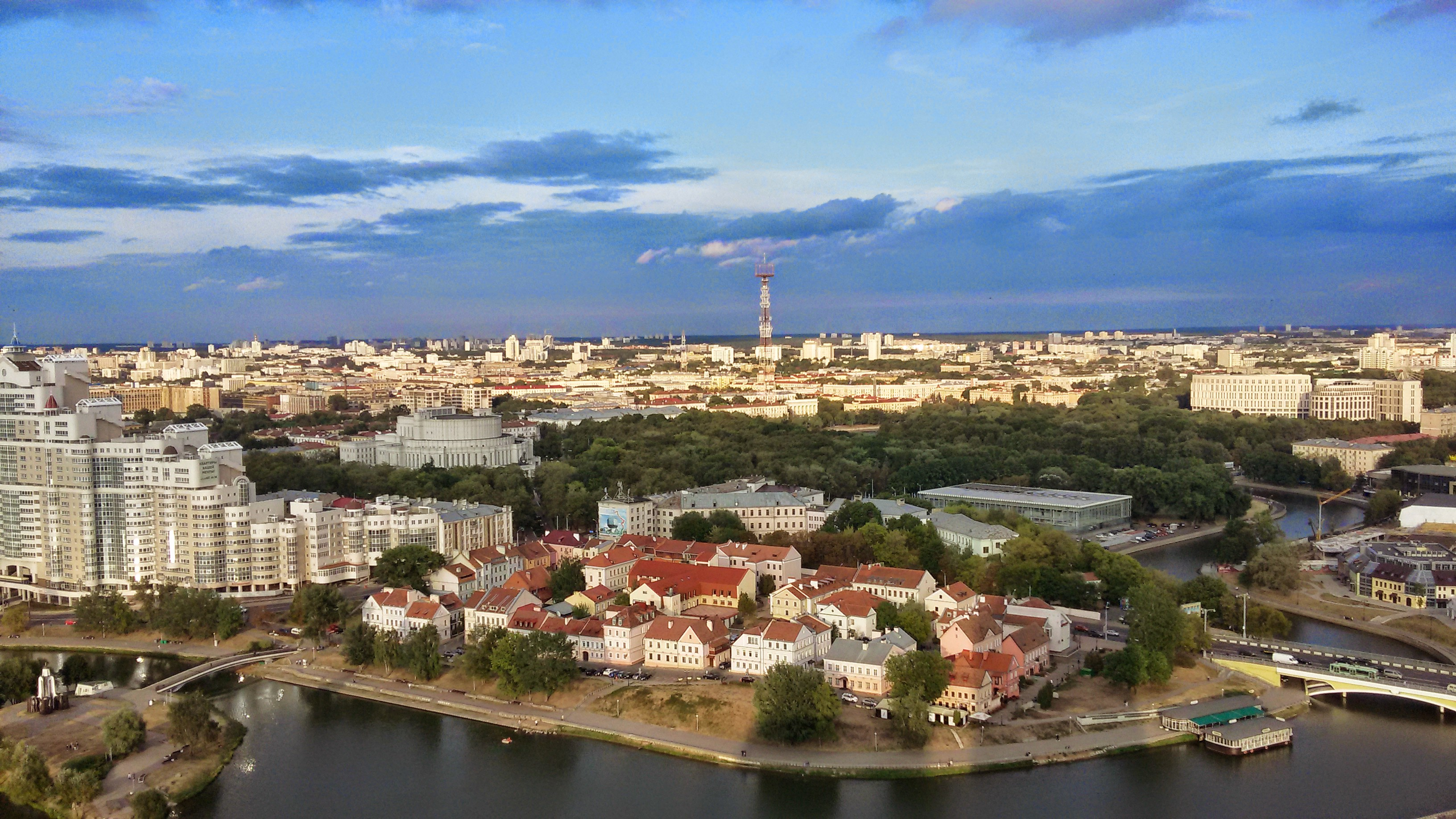
Минск. Вид на реку Свислочь и Троицкое предместье

Вероятнее всего, название города произошло от реки Меня (Менка), которая была притоком Птичи. Гидроним Меня может быть объяснён путём индоевропейского *men- «малый», сравните древнерусское мьнии, праславянское *mьnjes — «меньший». Древнерусские варианты названия — Мѣньскъ, Мѣнескъ, Мѣнскъ — встречались в летописях. В более поздних источниках название города писалось и без ятя — Меньск, Менеск, Менск.
В конце XVI века отмечались единичные случаи употребления формы Минск, в дальнейшем, по мере усиления полонизации, процент употребления формы «Миньск—Минск» увеличился (2-я половина XVII века), однако не перестал употребляться и Менск. Форма «Менск» исчезла из официальных документов только в XVIII веке.
Начиная с 1502 года, форма Минск использовалась в латино- и польскоязычных документах (Minsk, Mińsk). Подобное преобразование названия города в польском языке произошло под влиянием польского Миньска-Мазовецкого или в результате влияния украинских говоров. В конце XVIII века, после разделов Речи Посполитой, написание Минскъ устойчиво закрепилось в русскоязычных документах как механический перевод польской формы Mińsk.
Правописание и литературная норма в белорусском языке сложились лишь в конце XIX века, что сказалось и на формализации названия города: оно к этому времени не устоялось. Устное употребление формы Менск по-прежнему фиксировалось, последнее отмечали белорусский этнограф Павел Шпилевский и «Географический словарь Царства Польского» (1885). Кроме того, Шпилевский опубликовал легенду о происхождении названия Минска, согласно которой, основателем Минска был Менеск. С 1916 года в среде белорусской интеллигенции закрепилось название Менск-Белорусский (бел. Менск-Беларускі). Оно сохранялось при немецкой и польской оккупациях, использовалось в документах белорусской эмиграции.
Во времена БССР название Менск на некоторое время вновь стало нормативным и повсеместно использовалось в официальных документах на белорусском языке вплоть до 29 июля 1939 года, когда Верховный Совет БССР своим постановлением изменил белорусское название города на Мінск. Это переименование, по мнению белорусского историка З. Шибеко, было вызвано усилением сталинских репрессий против национальных кадров республики. По мнению белорусского историка В. Ляховского, переименование явилось закреплением русификации в БССР на уровне названий городов.
С того времени форма Мінск является в белорусском языке нормативным названием города, однако некоторые СМИ, авторы и интернет-проекты, использующие дореформенную тарашкевицу в отношении современного Минска, а также печатные исторические издания (в том числе и официальные, к примеру, книги издательств «Беларуская энцыклапедыя», «БелТА» и др.) в отношении периода истории города до 1793 года используют форму Менск.
В 1991 году Минский городской Совет народных депутатов обратился в Верховный Совет с просьбой вернуть городу прежнюю форму названия Менск, однако в просьбе было отказано. За возвращение названия Менск проголосовало 142 депутата при необходимых 173.
В польском языке исторически использовалось название пол. Mińsk Litewski (Минск-Литовский, от Великого княжества Литовского), а позднее пол. Mińsk Białoruski (Минск-Белорусский), чтобы различить Минск с небольшим городом в Польше Минском-Мазовецким. Сейчас польское слово Mińsk почти всегда обозначает белорусскую столицу, нежели административный центр Миньского повята в Мазовии, который обычно употребляется с уточнением пол. Mińsk Mazowiecki.

## Физико-географическая характеристика

### Географическое положение

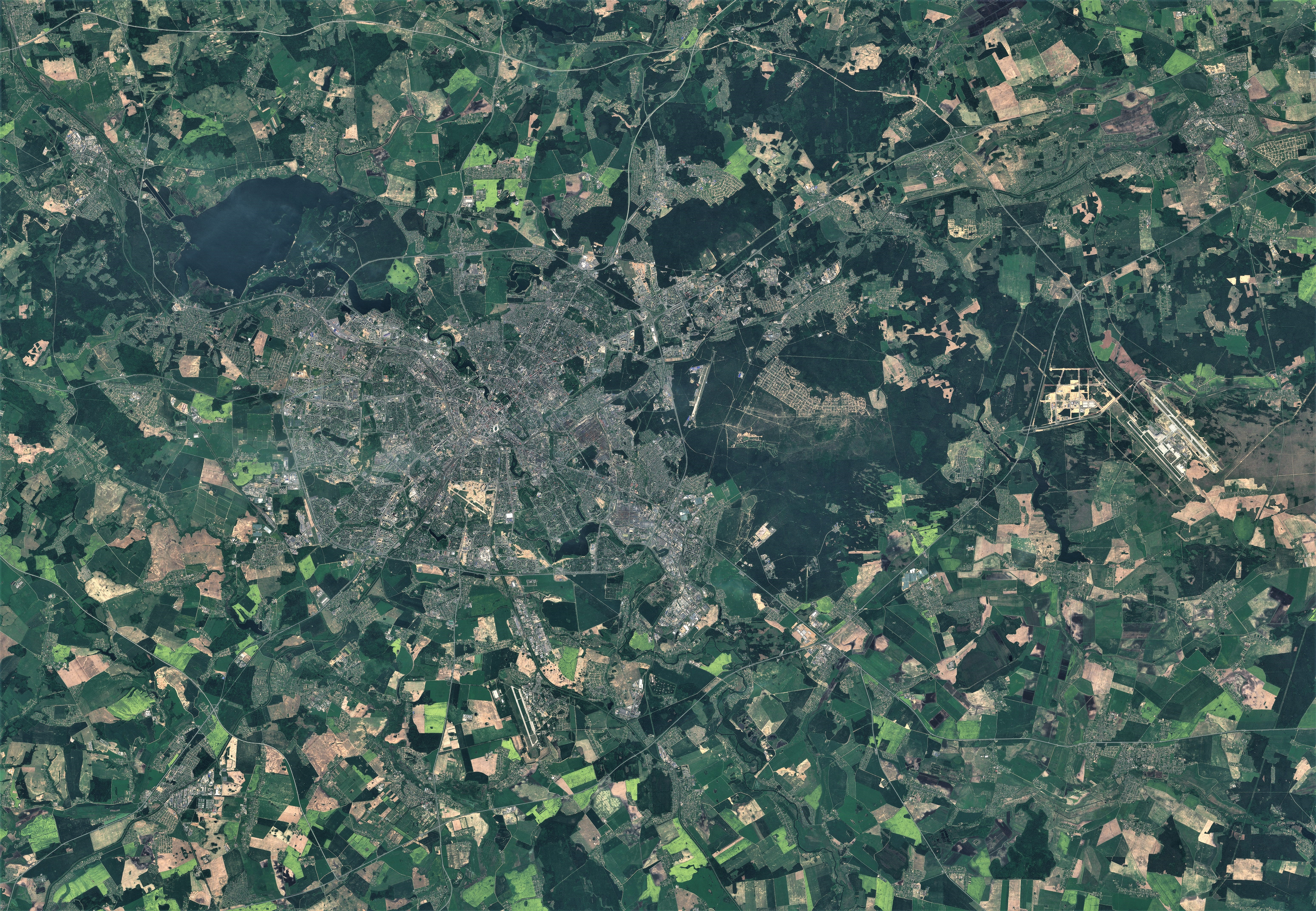
Вид из космоса

Минск расположен на юго-восточном склоне Минской возвышенности, имеющей моренное происхождение. Она образовалась во время Сожского оледенения, последнего, достигшего этой территории. Средняя высота над уровнем моря 220 м.
Наиболее возвышенная часть Минска (283 м) расположена в районе улицы Лещинского, за домом № 8 (до застройки города на запад такая точка была между улицами Тимирязева и Харьковской). Самая низкая отметка (181,4 м) находится на юго-востоке города в пойме Свислочи в микрорайоне Чижовка (см. Чижовское водохранилище).

### Климат
Умеренно-континентальный, со значительным влиянием атлантического морского воздуха. Среднегодовое количество осадков — около 700 мм. Лето тёплое, но не жаркое. Среднесуточная температура в июле +19,1 °C. Зима мягкая, с частыми оттепелями, среднесуточная температура в январе −4,2 °C. В последние годы наметилась чёткая тенденция к повышению температуры в зимний период.
- Среднегодовая температура — +7,2 °C
- Абсолютный максимум температуры (+35,8 °C) был зарегистрирован 8 августа 2015 года, абсолютный минимум (−39,1 °C) — 17 января 1940 года
- Среднегодовая скорость ветра — 2,4 м/с
- Среднегодовая влажность воздуха — 77 %

| Показатель                    | Янв.  | Фев.  | Март  | Апр.  | Май  | Июнь | Июль | Авг. | Сен. | Окт.  | Нояб. | Дек.  | Год   |
| ----------------------------- | ----- | ----- | ----- | ----- | ---- | ---- | ---- | ---- | ---- | ----- | ----- | ----- | ----- |
| Абсолютный максимум, °C       | 10,3  | 13,6  | 24,6  | 28,8  | 30,9 | 35,8 | 35,0 | 35,8 | 31   | 24,7  | 16    | 11,1  | 35,8  |
| Средний суточный максимум, °C | −2    | −0,8  | 4,5   | 12,8  | 18,9 | 22,4 | 24,3 | 23,6 | 17,5 | 10,3  | 3,6   | −0,6  | 11,2  |
| Средняя температура, °C       | −4,2  | −3,6  | 0,7   | 7,6   | 13,4 | 17,1 | 19,1 | 18,2 | 12,7 | 6,7   | 1,4   | −2,6  | 7,2   |
| Средний суточный минимум, °C  | −6,3  | −6    | −2,6  | 2,9   | 8,3  | 12,2 | 14,4 | 13,4 | 8,7  | 3,8   | −0,5  | −4,5  | 3,7   |
| Абсолютный минимум, °C        | −39,1 | −35,1 | −30,5 | −18,4 | −5   | 0    | 4,3  | 1,7  | −4,7 | −12,9 | −20,4 | −30,6 | −39,1 |
| Норма осадков, мм             | 46,5  | 39,8  | 41,4  | 43,2  | 65,9 | 78,7 | 96,8 | 71   | 51,3 | 55,1  | 49,1  | 46,9  | 685,7 |
| Источник: Погода и климат     |       |       |       |       |      |      |      |      |      |       |       |       |       |

### Территориальный рост
По состоянию на 31 декабря 2006 года территория города составляла 306,68 км². В дальнейшем, 22 ноября 2007 года в городскую черту было передано 5,2715 га (0,05 км²) территории Минского района. Ещё 116,95 га (1,17 км²) территории Смолевичского района Минской области были переданы в городскую черту города Минска 21 июля 2008 г. Следующее изменение границ города и его территории состоялось 26 марта 2012, когда территория города увеличилась на 4095,0812 гектара (40,95 км²), ранее находившихся в Колодищанском сельсовете Минского района Минской области.
По состоянию на 26 марта 2012 года общая площадь земель, находящихся в городской черте города Минска, составляла 34 884,43 га (348,84 км²). На эту дату уже около 1/3 (30,71 %) территории города Минска (10 714,37 га, или 107,14 км²) находилось за пределами Минской кольцевой автомобильной дороги, в то время как в её пределах территория города составляла 24 170,07 га (241,70 км²), или 69,29 % городской территории.
11 марта 2016 г. в городскую черту города Минска из состава Смолевичского района Минской области были переданы земельные участки общей площадью 0,8486 га. 10 июля 2018 г. из состава территории Минска в состав территории Минского района Минской области был передан участок площадью 1,48 га. Это было связано с необходимостью объединения в едином землепользовании располагающегося вблизи промзоны Шабаны предприятия по производству табачных изделий. 22 мая 2018 г. в целях реализации проекта по строительству в Национальном аэропорту Минск второй искусственной взлётно-посадочной полосы в черту г. Минска из состава Смолевичского района Минской области были включены земельные участки общей площадью 158,44 га. 14 октября 2019 года в целях комплексного развития территории, прилегающей к Национальному аэропорту Минск, были включены в черту г. Минска (в состав Октябрьского района) из состава Смолевичского района Минской области земельные участки юридических лиц общей площадью 321,56 га.
Положениями Генерального плана города Минска, разработанного в 2010 году во исполнение решения Минского горисполкома от 2 августа 2006 года № 1526, был предусмотрен территориальный рост города до 54,2 тыс. га (542 км²) в границах его перспективного развития, что увеличило площадь города Минска до 35 042,24 га (350,42 км²). В 2016 году Генеральный план был скорректирован так, что согласно новой его версии перспективная площадь города Минска на 2030 год должна составить 38,1 тыс. га (381 км²).

### Водная система
Возле города проходит водораздел бассейнов Балтийского и Чёрного морей. Через Минск протекает река Свислочь, в которую в пределах городской черты впадают ещё шесть небольших (малых) рек. Все они относятся к Черноморскому бассейну. Высота над уровнем моря в пределах города колеблется от 184 до 280 метров, что, вместе с двумя надпойменными террасами реки Свислочь, обусловливает сложный рельеф местности.

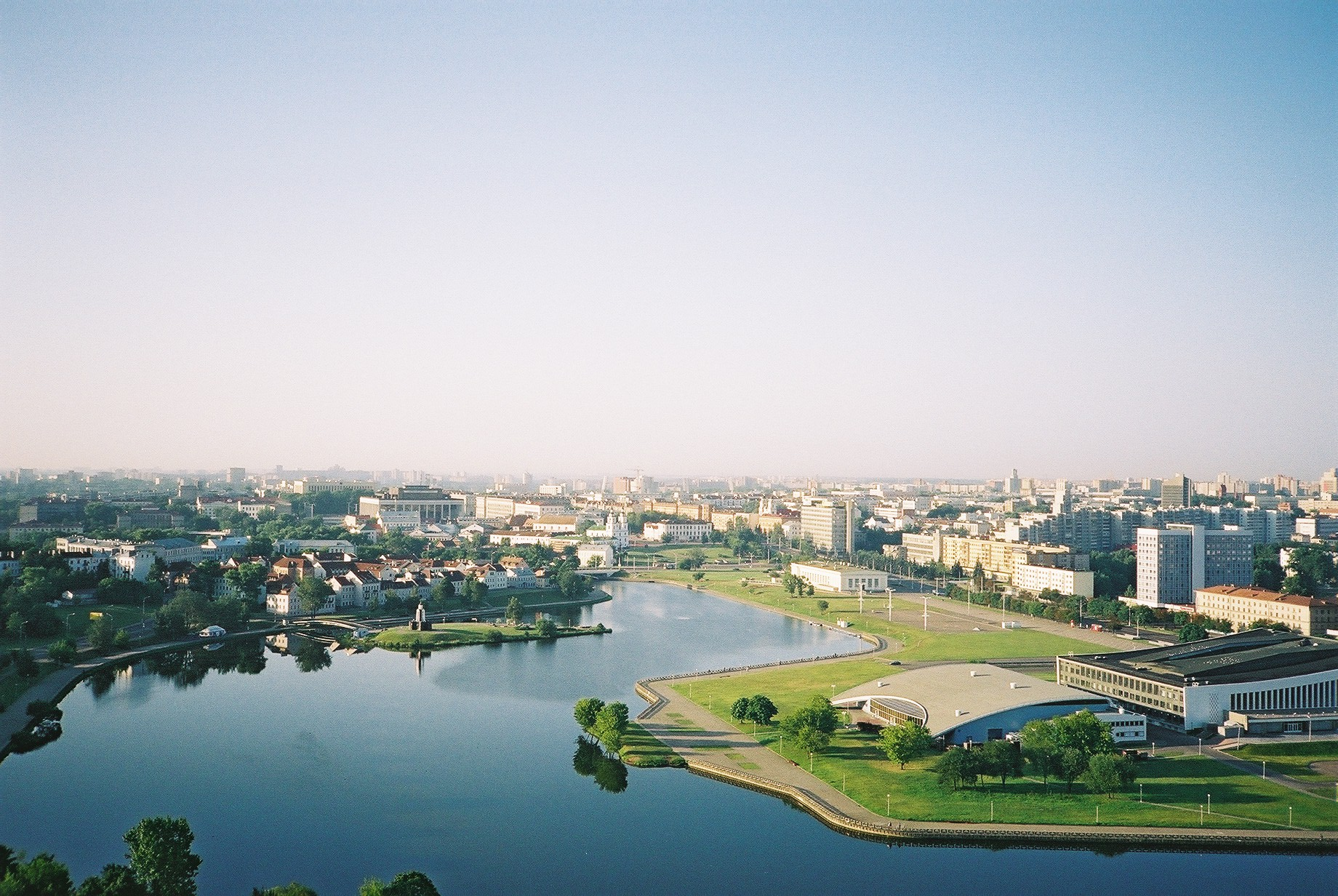
Река Свислочь

Столичные водоёмы летом 2010 года были пригодны для купания. Постоянно идёт плановый отбор проб воды, по результатам исследования патогенная микрофлора не обнаруживалась.
С середины мая по конец июля 2010 было вывезено на свалку около 28 тонн скошенных водорослей. За весенне-осенний период 2011 года из Свислочи извлекли около 400 тонн мусора.
Питьевая вода в город поставляется (данные на июнь 2011 года) из двух источников — подземного и поверхностного. Артезианская питьевая вода (от общего объёма питьевой воды — более 60 %) потребляется в районах: Ленинский, Первомайский, Советский, Центральный, Заводской, Партизанский и частично Октябрьский районы. Фрунзенский, Московский, частично Октябрьский районы — поверхностные источники (специальная обработка).
Водозаборы: «Островы» и «Водопой» (станции обезжелезивания), находятся в составе УП «Минскводоканал». Планируются к открытию: в 2013 году — станции обезжелезивания на водозаборах «Фелицианово» и «Петровщина», 2014 год — на водозаборе «Вицковщина».

### Экология

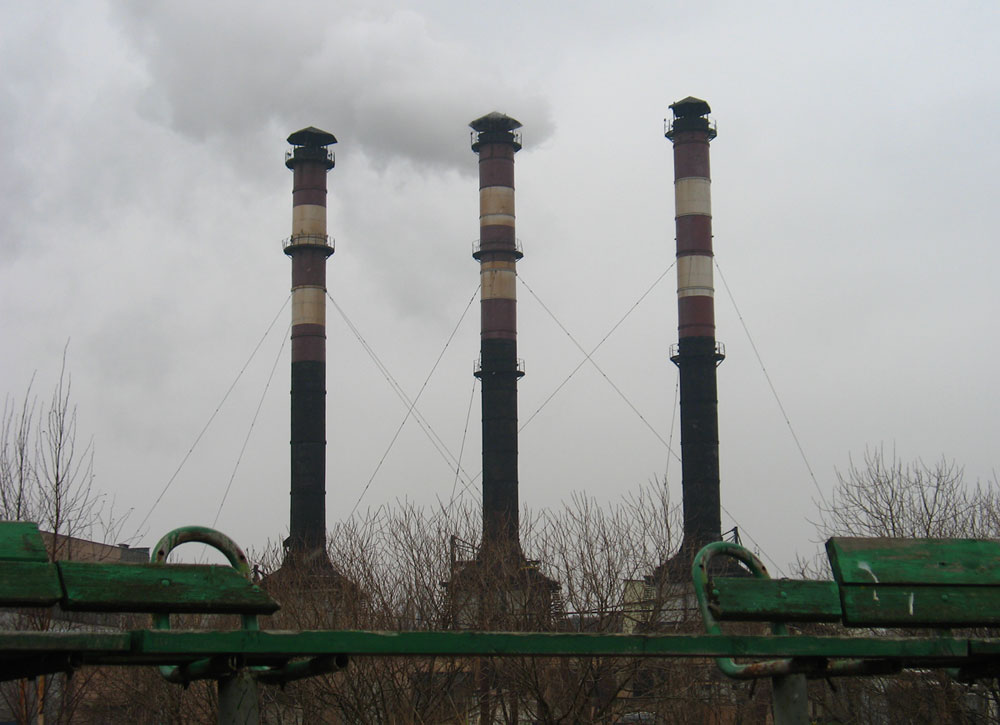
Трубы ТЭЦ-2

Большие площади Минска зарезервированы под зелёные насаждения и парки. Однако в черте города продолжают работать крупные промышленные предприятия, а число автомобилей постоянно растёт. В тёплое время года в городе неоднократно превышается предельно допустимая концентрация формальдегида в воздухе. В некоторых районах остро стоит проблема загрязнения воздуха диоксидом азота и твёрдыми частицами размером менее 10 микрон (ТЧ10).
По объёму выбросов загрязняющих веществ в воздух стационарными источниками Минск по итогам 2010 года оказался в Беларуси на втором месте после Новополоцка (31 тысяча тонн против 50 тысяч тонн), в 2013 году этот показатель составил 26,6 тысяч тонн. За 2003—2008 годы общая эмиссия загрязняющих веществ в Минске выросла со 186 тысяч тонн до 247,4 тысячи тонн. Экологическая ситуация в городе ухудшилась из-за частичного перехода по экономическим соображениям на мазут вместо природного газа в качестве топлива, однако большая часть загрязнений приходится на автомобили. По последнему показателю Минск незначительно уступает Минской области — 160,5 тысячи тонн против 182,5 тысячи тонн. 109,2 тысячи тонн из этого объёма составил оксид углерода, 31,8 тысячи — углеводороды, 15,8 тысячи — оксиды азота, 3,6 тысячи — твёрдые вещества (частицы), 100 тонн — диоксид серы, около 110 килограммов бенз(а)пирена.
Среди предприятий наибольшая доля загрязнений приходится на предприятия машиностроения и энергетики (Минский тракторный завод, Минскую ТЭЦ-4, Минскую ТЭЦ-3, Минский автомобильный завод, Минский завод отопительного оборудования, Минские тепловые сети, Атлант и др.).
В 2012 году суммарные выбросы загрязняющих веществ в воздух от стационарных источников составили 26,6 тыс. тонн, в том числе твёрдых частиц — 2,4 тыс. тонн, диоксида серы — 2 тыс. тонн, диоксида азота — 5,2 тыс. тонн, оксида углерода — 11 тыс. тонн, неметановых летучих органических соединений — 4,7 тыс. тонн. По итогам 2013 года общий уровень эмиссии загрязняющих веществ составил 25 тысяч тонн, в том числе 2190 тонн твёрдых частиц, 10 140 тонн оксида углерода, 870 тонн диоксида серы, 6910 тонн оксидов азота, 4270 тонн неметановых летучих органических соединений, 610 тонн прочих углеводородов. С 2005 по 2012 год количество образовавшихся отходов производства всех видов увеличилось с 1,15 млн тонн до 1,62 млн тонн, а использование воды городом уменьшилось с 253,7 до 184,5 млн тонн.

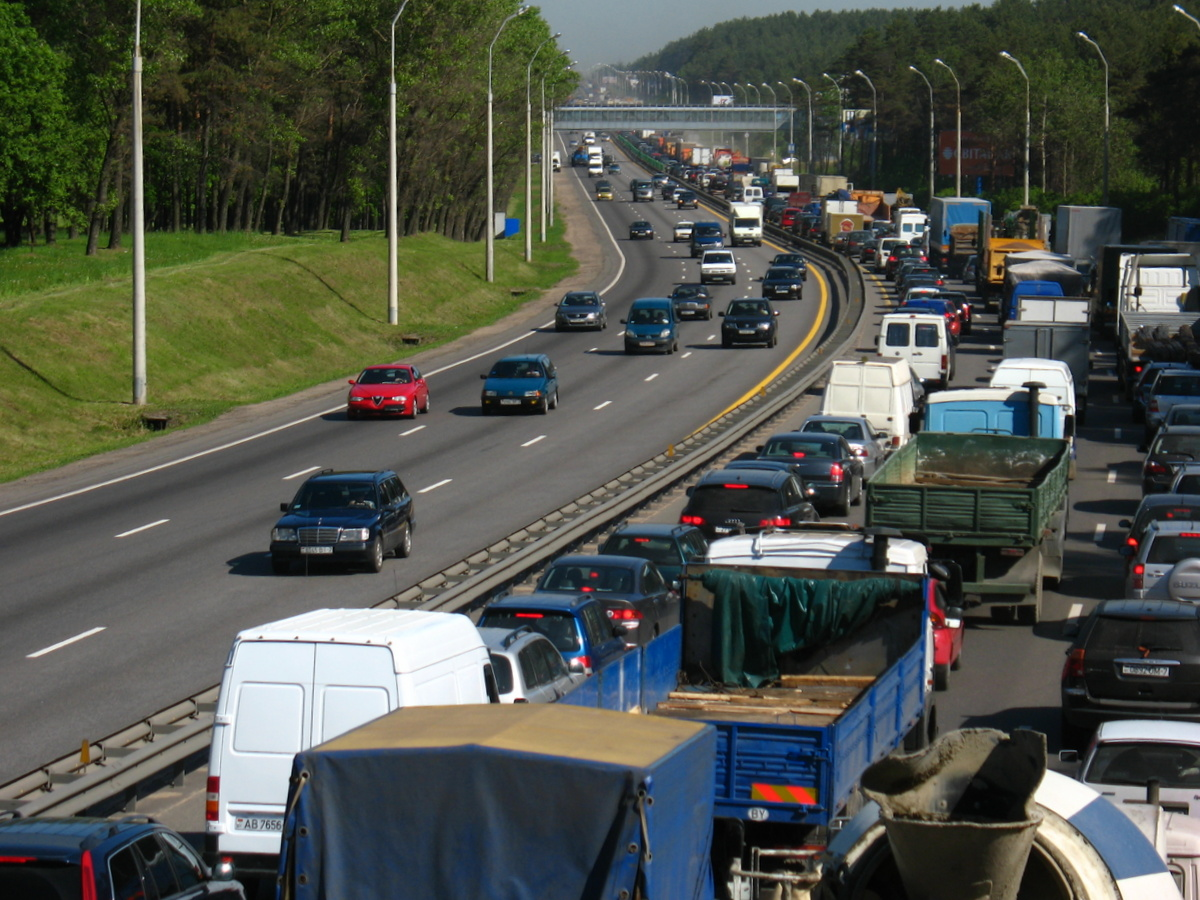
Магистраль М9

Наивысший уровень концентрации диоксида азота и оксидов углерода приходится на 17—19 часов в холодное время года и 20—21 час — в тёплое. В городе иногда наблюдается краткосрочное превышение предельно допустимых концентраций вредных веществ — в частности, формальдегида и аммиака в окрестностях Минского автомобильного завода и микрорайоне Шабаны. Также зарегистрированы значительные количества хрома-VI и диоксида азота. Наиболее загрязнёнными являются улицы Тимирязева, Челюскинцев, Богдановича, Радиальная, Казинца, Шаранговича, Судмалиса, Шабаны, Бобруйская, Щорса, площадь Свободы и их окрестности. Наиболее загрязнённой в целом является юго-восточная часть Минска (Заводской, Ленинский и Партизанский районы).
Республиканский центр радиационного контроля и мониторинга окружающей среды (РЦРКМ) контролирует среднесуточные концентрации твёрдых частиц РМ-10, диоксида азота, уровень формальдегида, оксида углерода, дозы гамма-излучения.
Для профилактики загрязнений РЦРКМ в случае наступления неблагоприятных погодных условий отправляет предупреждения предприятиям. Кроме того, ГАИ города периодически проводит комплекс мероприятий «Чистый воздух», в ходе которого организуются передвижные посты по проверке автомобилей на соответствие экологическим стандартам. В 2009 году Министерство природных ресурсов и охраны окружающей среды рассматривало возможность внесения предложения о запрете на въезд в центр города автомобилей с неэкологичными двигателями. В 2008 году было озвучено намерение вынести за черту города предприятия третьего класса опасности, в том числе МАЗ и МТЗ.
Вышеперечисленные инициативы по улучшению экологической ситуации в Минске до настоящего[когда?] времени не реализованы, а точнее, принесены в жертву экономии бюджетных средств. Правительство страны и руководство города не видят в улучшении экологической ситуации в городе Минске первоочередной задачи. Во многом это происходит из-за непонимания всей полноты последствий долговременного вдыхания загрязнённого воздуха. В частности, одно из наиболее страшных последствий вдыхания загрязнённого воздуха — рак (не только лёгких), имеет временной лаг (задержку) между причиной и следствием (воздействием канцерогена и клинически диагностируемой развитой формой рака) порядка 10—20 лет.
Улучшению экологической динамики способствует развитие велодвижения: общественные организации совместно с ГАИ и администрацией города развивают велосипедную инфраструктуру, в Минске увеличивается число велосипедов.
В Минске упразднено подразделение ГАИ, ранее отвечавшее за контроль выбросов автотранспорта. А у городского экологического комитета на выполнение этих функций нет штатной численности сотрудников, то есть эту работу регулярно вести некому.
В последнее десятилетие экологическая проблема в Минске усугубляется получившей широкое распространение практикой «уплотнения» — производится плотная застройка ранее уже сформировавшихся районов. Данная практика позволяет удешевить строительство за счёт отсутствия необходимости вкладывать средства в инфраструктуру: подвод к новым зданиям коммуникаций — трубопроводов, дорог, объектов торговли и т. п. Но при этом генерация автомобильных выхлопных газов на 1 км² площади города резко возрастает ввиду увеличения плотности застройки, а рассеивание ухудшается из-за плохой продуваемости города. При этом уплотняемые участки города, ранее являвшиеся участками рассеивания выхлопных газов и прочих загрязнений воздуха, сами становятся очагами генерации загрязнений.
Во время сильных дождей в Минске регулярно затапливается ряд центральных улиц города, расположенных возле реки Свислочь, в том числе одна из главных транспортных артерий города — улица Немига. В начале 2000-х годов для решения этой проблемы началось строительство центрального ливневого коллектора и, по заверениям председателя Мингорисполкома Николая Ладутько, уже в 2013 году центр города перестанет затапливать. Тем не менее по состоянию на 2014 год проблема нехватки мощностей для сбора дождевой воды сохраняется, и центральные улицы города заливаются дождевой водой с более высоких мест.

## История

### Ранняя история
Самые ранние поселения на территории современного города датируются IX веком. Долина реки Свислочь была заселена двумя восточнославянскими племенами: кривичами и дреговичами. Около 980 года территория современного города вошла в Полоцкое княжество.
Первое летописное упоминание о Минске содержится в «Повести временных лет»; оно относится к 1067 году, когда сыновья киевского князя Ярослава Мудрого явились под стены Менеска, принадлежавшего тогда полоцкому князю Всеславу Брячиславичу. Вече отказалось сдать город, однако братья Ярославичи захватили и разрушили его, а затем разбили в битве на Немиге (в пределах нынешней центральной части Минска) подошедшие на помощь войска Всеслава Брячиславича: «В год 6575 Поднял рать в Полоцке Всеслав, сын Брячеслава, и занял Новгород. Трое же Ярославичей, Изяслав, Сятослав, Всеволод, собрав воинов, пошли на Всеслава в сильный мороз. И подошли к Менску, и меняне затвориись в городе. Братья же эти взяли Менск и перебили всех мужей, а жён и детей захватили в плен и пошли у Немиге, и Всеслав пошёл против них. И встретились противники на Немиге месяца марта в 3-й день; и был снег велик, и пошли друг на друга. И была сеча жестокая, и многие пали в ней, и одолели Изяслав, Святослав, Всеволод, Всеслав же бежал».
После смерти Всеслава Брячиславича в 1101 году его сыновья разделили владения отца на уделы, в результате чего Менеск стал столицей отдельного княжества. Первым менским князем стал Глеб Всеславич. Столичный статус и выгодное географическое положение содействовали экономическому развитию города и превращению его в крупный торгово-ремесленный центр, о чём свидетельствуют результаты археологических раскопок. Однако частые междоусобные войны князей (известны походы на Менеск в 1119, 1159, 1160, 1161 годах) мешали процветанию города.

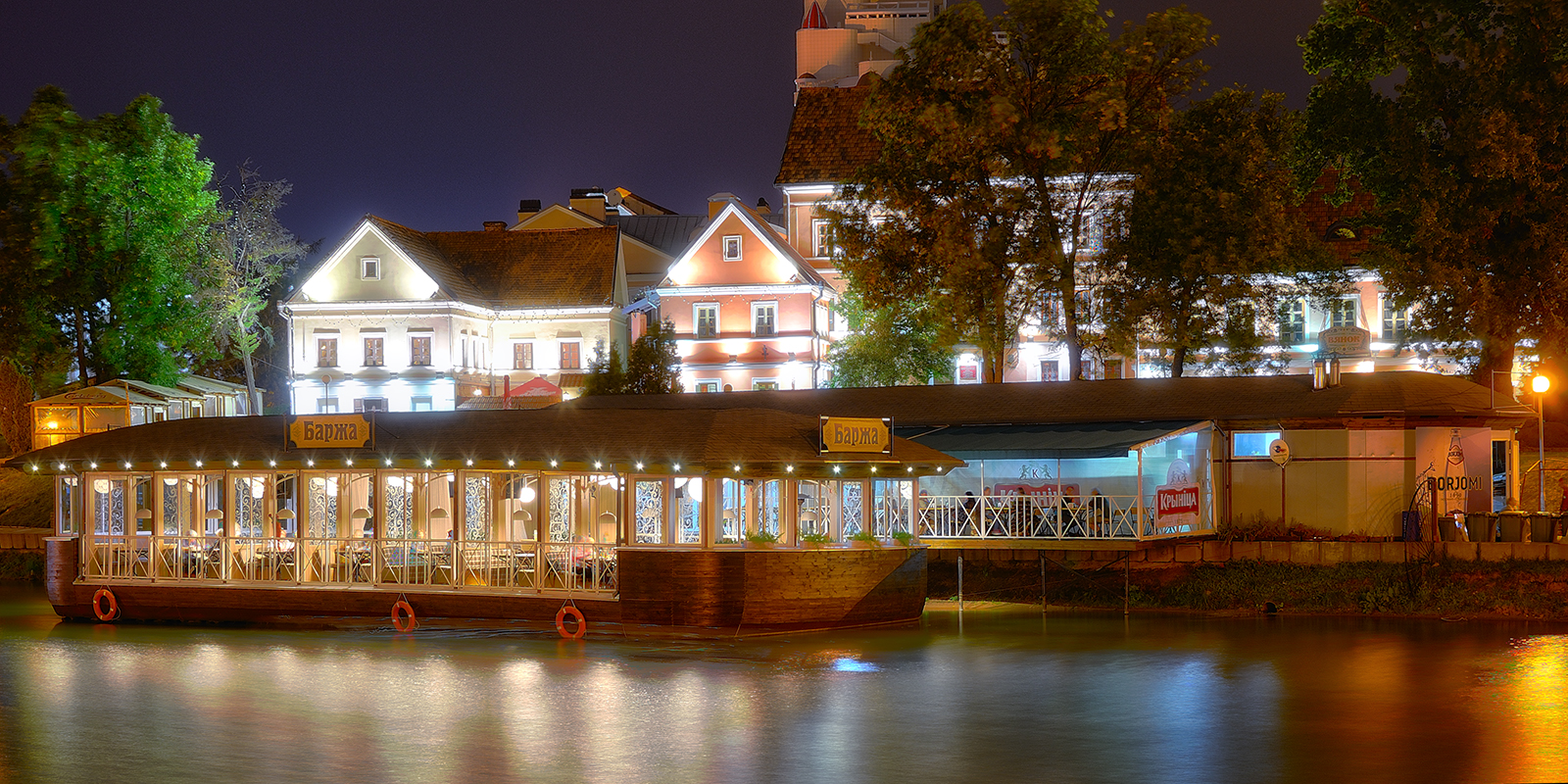
Троицкое предместье

### Эпоха Великого княжества Литовского

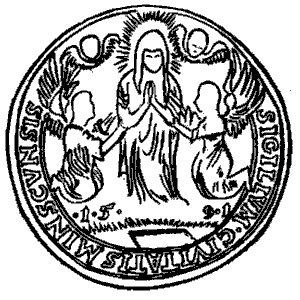
Гербовая печать Минска после получения магдебургского права (1499)

Примерно с первой половины XIII века город и княжество исчезли со страниц летописей, нет никаких сведений о событиях, связанных с монголо-татарским нашествием в 1237—1239 годах, но более поздние набеги Золотой Орды, а также распад Древнерусского государства сильно ослабили княжество. Для своей защиты Менеск, вероятно, обратился к Великому княжеству Литовскому, которое сильно развивалось в это время. Следующее упоминание о городе датируется лишь 1324 годом. Под названием Мѣнескъ он упоминается в разделе «литовские города» летописного «Списка русских городов дальних и ближних» (конец XIV века).

В 1385 году Великое княжество Литовское и Королевство Польское заключили Кревскую унию, а позже, в 1401 году, заключили Виленско-Радомскую унию, ещё более укрепившую союз двух государств. В 1441 году Великий князь Литовский Казимир IV дал городу устав привилегированных городов. По велению его сына Александра Ягеллона в 1499 году (по другим данным — 1496) город получил магдебургское право. В 1565—1566 годах город стал центром Минского воеводства и Минского повета (уезда) в его составе. По привилею 1591 года Минску был пожалован герб. Оригинал документа не сохранился, однако имеется его копия, в которой есть следующие строки: 
Ку тому, показуючи имъ в том ласку нашу гдрскую, ку оздобе и учтивому захованью того места нашего Меньского надаем имъ на гербъ до печати местьское на ратуш фикгуру внебовзятья панъны Марыи, и в семъ листе нашомъ вымолевати есьмо тую фикгуру велели...Литовская Метрика

### Эпоха Речи Посполитой

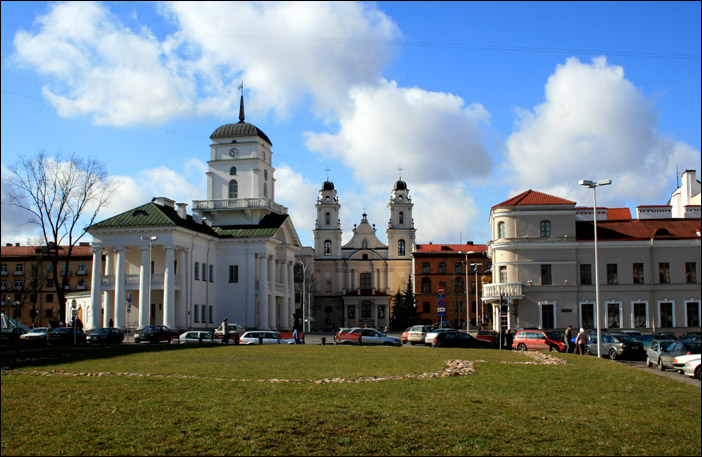
Верхний город, Ратуша (построена в 2003 году на месте и по чертежам исторической ратуши)

В 1569 году была подписана Люблинская уния, которая окончательно объединила Польское королевство и Великое княжество Литовское в единое государство — Речь Посполитую. В вальном сейме новообразованного государства Минскому повету было дано два места — для воеводы и каштеляна. Помимо этого, каждый из двух остальных поветов Минского воеводства — Речицкий и Мозырский — имели свои сеймики, которые посылали по два депутата на сейм и в Литовский трибунал.
К середине XVII века Минск стал важным экономическим, культурным и религиозным центром Речи Посполитой, особенно для православия. Но одновременно ввиду миграции поляков и евреев, а также в связи с переходом шляхты в католицизм в Минске также появились крупные общины католиков и иудеев. После Брестской унии православие постепенно уступило место униатству. Постепенно изменился и национальный облик города, многие представители дворянства и интеллигенции были полонизированы. Со второй половины XVII века в Минске проводились сессии Главного трибунала Великого княжества Литовского.
В 1654 году в ходе русско-польской войны (1654—1667) Минск был взят войсками царя Алексея Михайловича, которые удерживали город до 1667 года. За время войны Минск был полностью разрушен, в нём осталось только две тысячи жителей и 300 домов. Вторая волна разрушений последовала в период Великой Северной войны, когда в 1708 году шведский король Карл XII взял город, год спустя Минск был взят русскими войсками.
Помимо гибели населения и разрушений обе войны привели к упадку экономики города. В XVIII веке Минск стал периферией Речи Посполитой и не играл какой-либо значимой роли. К 1790 году численность населения города достигла примерно 6500—7000 жителей, вернувшись тем самым к показателям 1654 года.

### Эпоха Российской империи

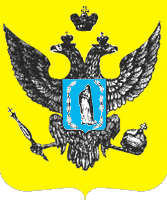
Герб Минска после вхождения в состав Российской империи

В результате 2-го раздела Речи Посполитой в январе 1793 года Минск был присоединён к Российской империи и 3 апреля того же года стал центром новообразованной Минской губернии. В 1795 году Указом Сената России было отменено Магдебургское право для Минска.
22 января (2 февраля) 1796 года по утверждённому докладу сената городу был присвоен новый герб.
В российскую эпоху вновь началось развитие города, в 1805 году был открыт первый общественный парк, и уже к 1811 году население насчитывало около 11 тысяч жителей.
В ходе Отечественной войны 1812 года Минск с 8 (20) июля по 15 (27) ноября был оккупирован корпусом маршала Даву. 18 (30) июля 1812 года была издана первая минская газета на польском языке — «Tymczasowa gazeta Mińska». По плану Наполеона Минск был превращён в центральную провиантскую базу французской армии, сборный центр для отставших частей и эвакуационный пункт для больных и раненых военнослужащих. К концу лета 1812 года под складские помещения и лазареты начали перестраивать все пригодные к этому здания в городе, включая костёлы, церкви, монастыри, синагоги и школы. В результате мародёрства и реквизиций значительная часть жилого фонда было разрушена; население города к моменту его освобождения русскими войсками составляло около 3,5 тысяч человек.
Последние волнения XIX века в Минске произошли во время Польского восстания 1830 года. Подавление мятежа польской шляхты привело к изменению национального и религиозного характера города: постепенному уменьшению польского населения и ликвидации униатских приходов. А то, что в 1835 году Минск был включён в черту еврейской оседлости, способствовало росту еврейского населения города.

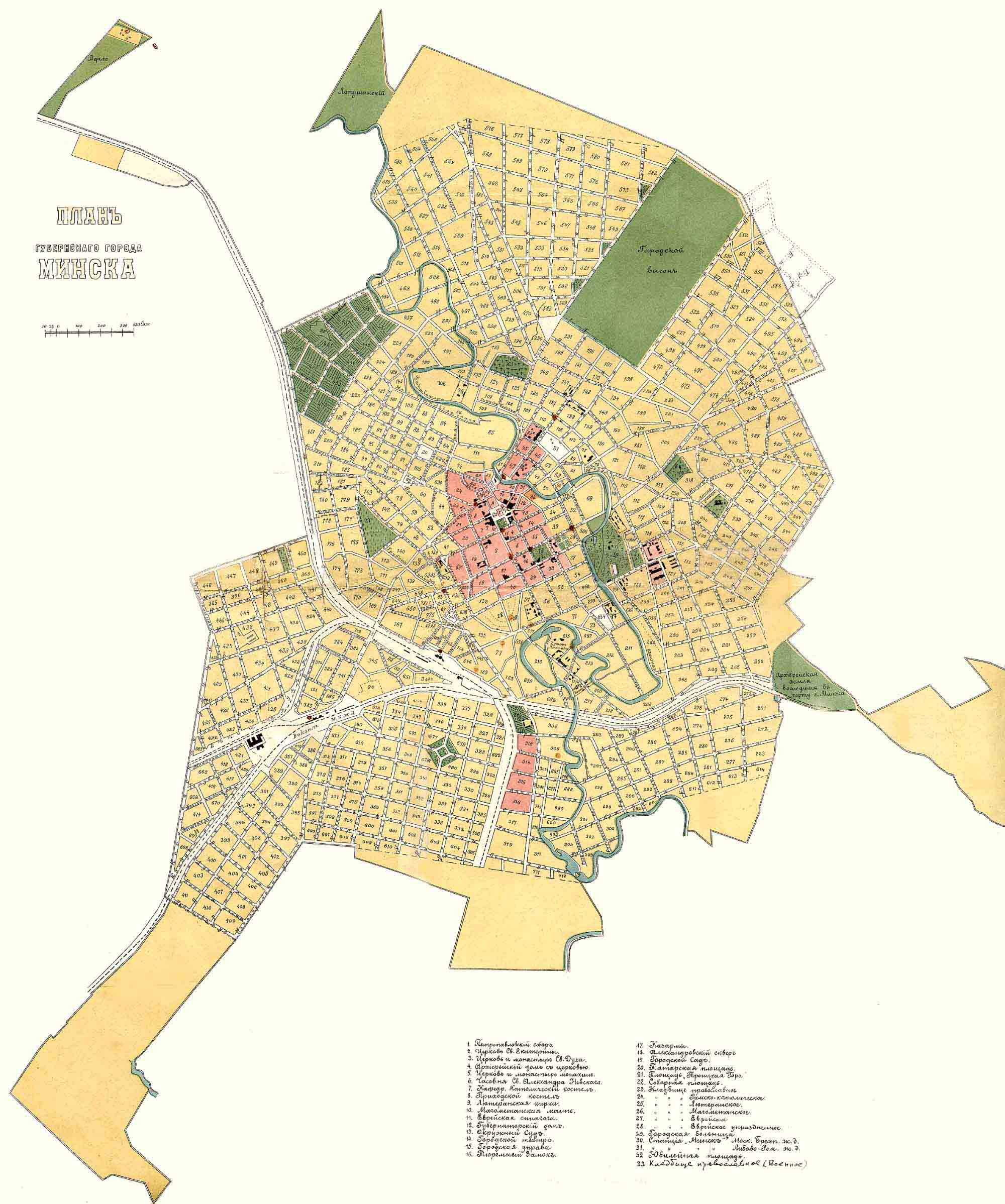
План губернского города Минск. Конец XIX века.

На протяжении всего XIX века город продолжал расти. В 1830-х годах все главные улицы и площади были замощены булыжником, в 1836 году была открыта первая общественная библиотека, а год спустя первая пожарная каланча. В 1844 году был открыт первый театр. Уже к 1860 году в Минске насчитывалось 27 тыс. жителей, происходила интенсивная застройка двух- и трёхэтажными домами Верхнего города.
Важнейшим событием, повлиявшим на дальнейшее развитие города, стала прокладка в 1871 году через Минск железной дороги Москва — Варшава. А в 1873 году Минск стал железнодорожным узлом, так как через город проложили Либаво-Роменскую железную дорогу. В 1874 году в городе появился водопровод, в 1890 — телефон, в 1892 — конный трамвай, а в 1894 — первая электростанция. В 1900 году в Минске было 58 фабрик и заводов.
По переписи 1897 года в городе было 91 494 жителя. Более половины населения (47 561) составляли евреи. В 1909 году в Минске проживало 43,3 % евреев, русских — 34,8 %, поляков — 11,4 %.
1-3 (15) марта 1898 года в городе состоялся I съезд РСДРП.
Долгий мир был прерван Первой мировой войной, в 1915 году, после наступления германских войск, город стал прифронтовым. С августа 1915 года в нём размещались штабы Западного фронта, Минского военного округа, 10-й армии. В Минске располагалось множество госпиталей и складов. За время войны германские аэропланы и дирижабли неоднократно подвергали город бомбардировке.
25 октября (7 ноября) 1917 года в Минске власть перешла в руки Совета рабочих и солдатских депутатов.

### Революционный период

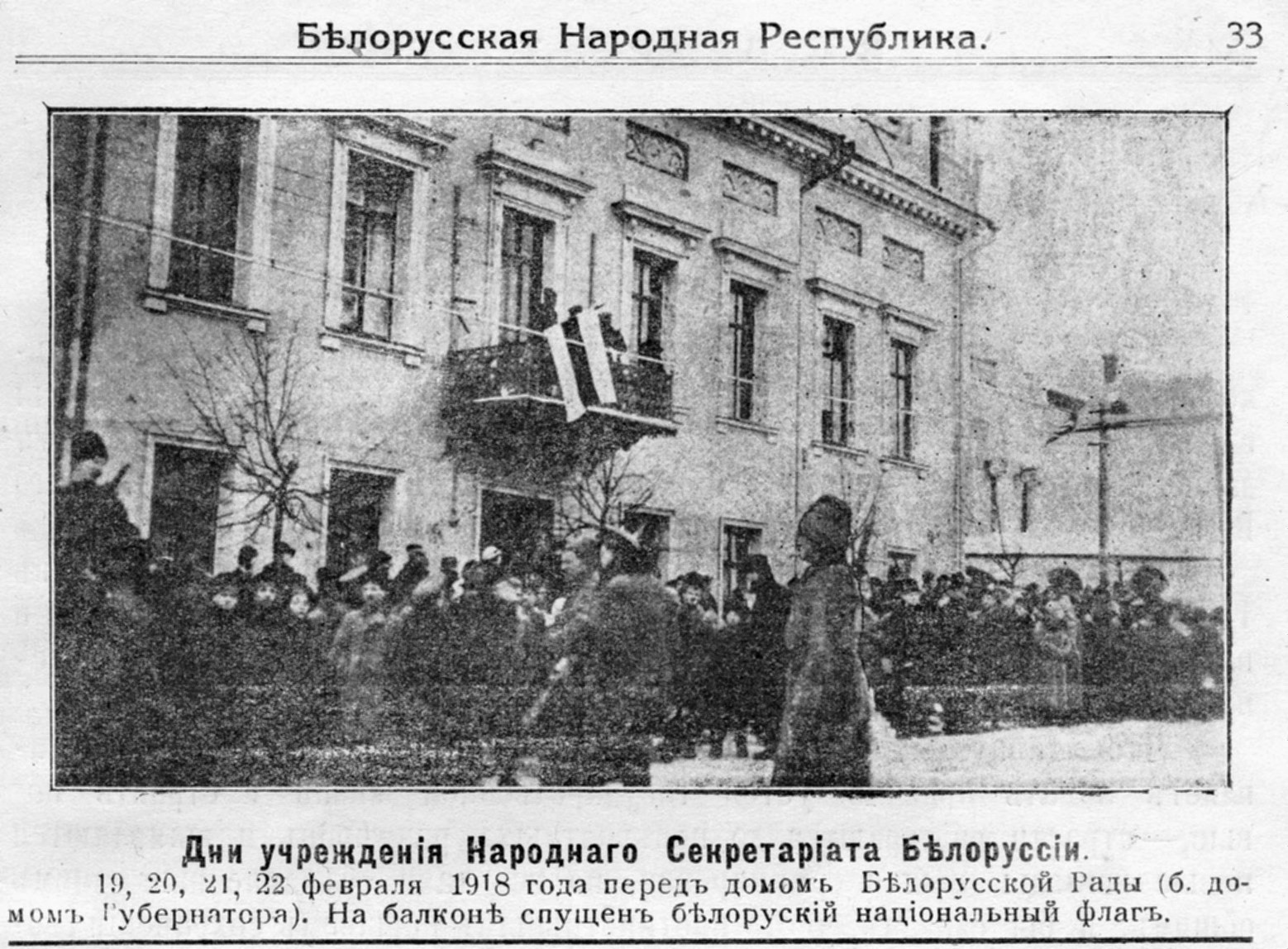
Рада Белорусской Народной Республики в Минске, Февраль 1918

Брест-Литовский мир позволил 21 февраля 1918 года германским войскам оккупировать Минск. Этому предшествовали события 19—21 февраля, когда предпринимались попытки захвата власти польскими и белорусскими активистами.
25 марта 1918 года в 8 утра в оккупированном германскими войсками Минске, в здании Крестьянского поземельного банка на улице Серпуховской (ныне — Володарского, 9), Рада Белорусской Народной Республики приняла Третью уставную грамоту, которой провозглашалась независимость Белорусской Народной Республики. Однако после поражения Германии в Первой мировой войне и подписания мирного соглашения, согласно которому Германия была обязана вывести войска с оккупированных территорий, Советское правительство денонсировало Брест-Литовский мир и направило войска на оставляемые немецкими войсками территории. Рада БНР покинула город вслед за отступающими немецкими войсками и 10 января 1919 года Красная Армия без боя заняла Минск, городской Совет объявил об установлении Советской власти, а к середине февраля 1919 года Советская власть была установлена почти на всей территории Беларуси.
1 января 1919 года в Смоленске была провозглашена Советская Социалистическая Республика Белоруссия (ССРБ) в составе Советской России, 7 января Минск стал столицей новообразованной советской республики, а уже 31 января 1919 года ССРБ вышла из состава Советской России и была переименована в Белорусскую Советскую Социалистическую Республику, Минск стал столицей новой республики. Однако уже 27 февраля Советская Беларусь вошла в состав Литовско-Белорусской ССР (Литбел). Столицей Литбела стала Вильна. В результате военных поражений в ходе советско-польской войны (1919—1921) 28 апреля органы власти Литбела были эвакуированы из Вильны в Минск. 19 июля пришлось покинуть и его, а 8 августа город был занят войсками Польской Республики.

### Межвоенный период

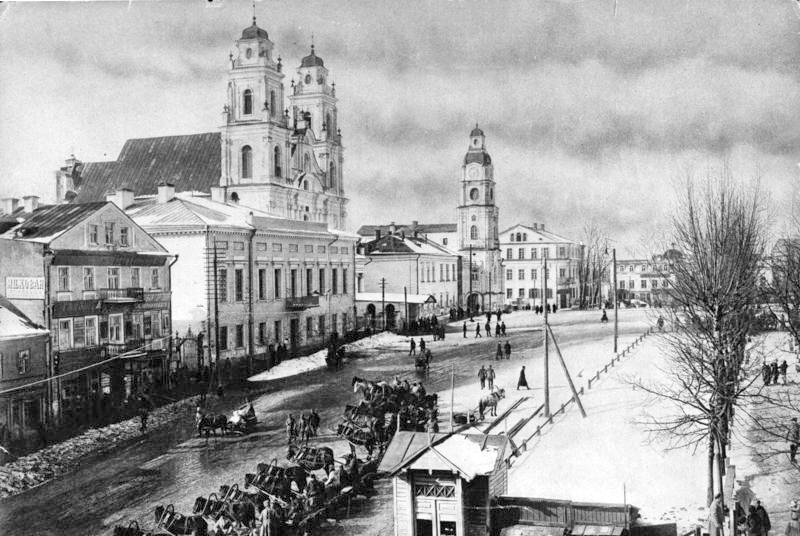
Площадь Свободы, 1914—1918 год

11 июля 1920 года Красная Армия заняла Минск, а 31 июля в него вернулось правительство Белорусской Советской Социалистической Республики. В октябре город вновь заняли поляки и вернули его большевикам в марте 1921 года после подписания Рижского мира. Многолетняя война сильно разрушила город, но уже в первые годы Советской власти началось его восстановление. В 1921 году в Минске был создан Белорусский государственный университет и первая научная библиотека. В 1924 году работало уже 29 заводов, множество кинотеатров, школ, больниц, были сооружены крупные комплексы новой застройки. В 1928 году в Минске была создана Академия наук, в этом же году появился первый завод по производству хлеба. В 1929 году на линию вышли первые минские трамваи, а в 1933-м начал действовать аэропорт. В 1934 году было построено здание Государственной библиотеки имени В. И. Ленина.
Большим событием в градостроительстве и архитектуре Минска явилось сооружение по проекту архитектора Иосифа Лангбарда Дома правительства БССР (1929—1934). Это крупнейшее общественное здание объёмом 240 000 м³, один из лучших памятников конструктивизма, положило начало формированию нового центра города — площади Ленина.

### Великая Отечественная война

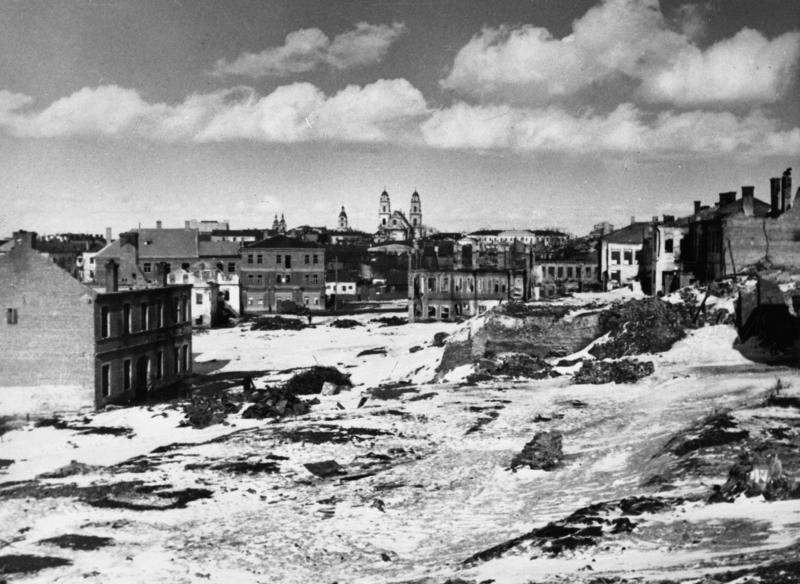
Вид на разрушенный бомбардировками Минск

В июне 1941 года город подвергался воздушным бомбардировкам со стороны немецкой авиации. Уже 25 июня 1941 года немецкие войска подошли к городу, а 28 июня Минск был оккупирован. Со стороны станции «Болотная» в город вступили механизированные части 3-й танковой группы генерал-полковника Германа фон Гота. В результате город стал центром генерального округа Беларусь в составе рейхскомиссариата Остланд. В обороне Минска 25—28 июня участвовали 44-й и 2-й стрелковые корпуса 13-й армии Западного фронта. 26 июня севернее Минска, в Острошицком городке, высадился немецкий парашютный десант, занявший посадочную площадку для транспортных самолётов, в результате чего туда начали перебрасываться войска, снаряжение и лёгкая техника.
О том, что Красная армия оставила город Минск, не сообщило ни Совинформбюро, ни прочие советские средства массовой информации.
В 1939 году население Минска составляло 238 800 человек. За время войны погибло около 70 тысяч минчан.
В Минске германскими оккупационными властями было создано три еврейских гетто, в которых за время оккупации было замучено и убито более 80 000 евреев. Всего в Минске и окрестностях было убито более 400 тысяч человек (в том числе 206,5 тысяч человек в лагере Малый Тростенец, 80 тысяч в лагере Масюковщина, 20 тысяч в лагере на улице Широкой).

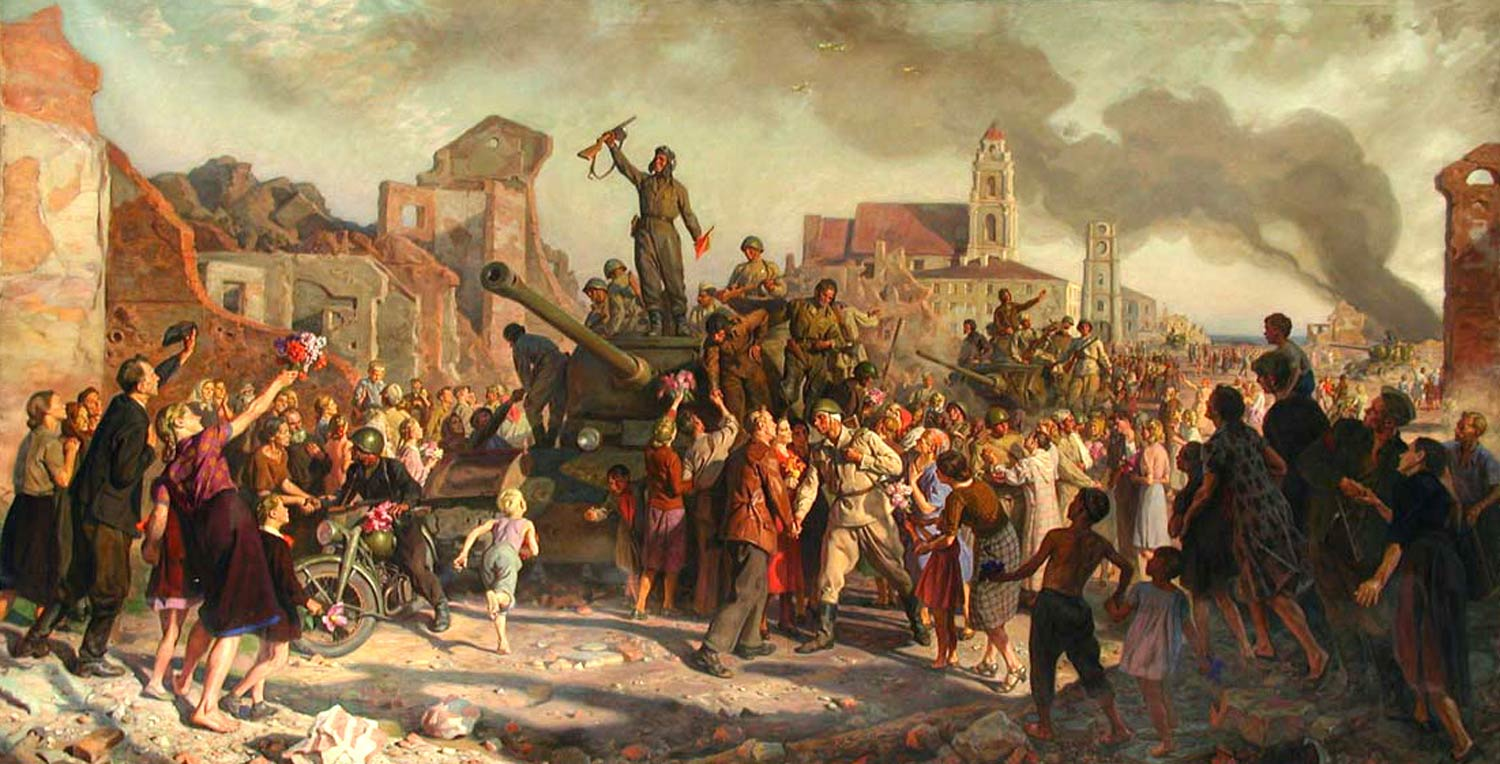
Валентин Волков. «Освобождение Минска».

29 июня 1944 года началась Минская операция — составная часть Белорусской операции. В ней приняли участие войска трёх Белорусских фронтов при поддержке 1-го Прибалтийского фронта. К началу наступления силы Красной армии окружили силы 4-й и частично 9-й немецких армий группы армий «Центр» полукольцом (войска 3-го Белорусского фронта находились севернее немецких частей, войска 1-го Белорусского фронта — южнее). В результате передовые соединения РККА к 29 июня находились ближе к Минску, чем основные силы немецких войск (100 км против 130—150 км). Планировалось окружить немецкие части и освободить Минск. 30 июня войска 3-го Белорусского фронта форсировали Березину и вскоре освободили расположенные неподалёку от города 1 июля — Борисов, 2 июля — Логойск и Смолевичи. На рассвете 3 июля в Минск вошли передовые части 3-го Белорусского фронта в составе 2-го гвардейского танкового корпуса (вступили в город с востока и северо-востока), 5-й гвардейской танковой, 11-й гвардейской и 31-й армий (все они вошли в город с севера), а через несколько часов с юго-востока вступили передовые части 1-го Белорусского фронта (части 1-го гвардейского танкового корпуса и 3-й армии). Город обороняли одна танковая и три пехотных дивизии вермахта, три полка СС и другие части. К концу дня 3 июля Минск был освобождён. Благодаря этому восточнее города 105 тысяч немецких солдат попали в «Минский котёл»; попавшие в окружение войска были разбиты к 11 июля. По итогам операции 53 соединения и части получили почётные наименования «Минских». Активно участвовали в операции партизанские соединения.
На момент освобождения города Красной армией 3 июля 1944 года в центральных районах Минска осталось всего около 70 неразрушенных зданий. Предместья и окраины пострадали заметно меньше. 16 июля 1944 года, в воскресенье, в освобождённом Минске состоялся партизанский парад.

### Послевоенный период

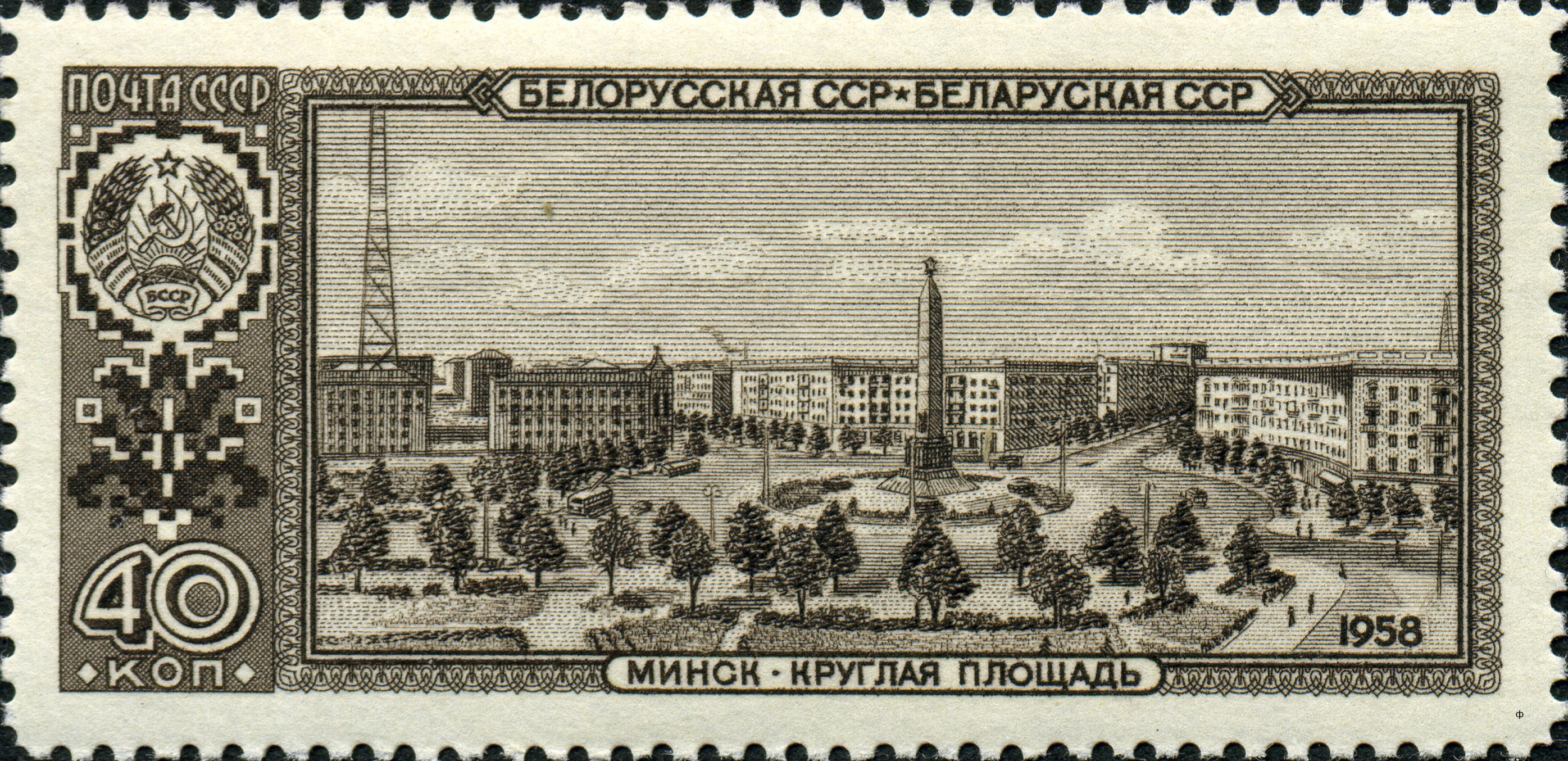
Почтовая марка 1958 год. Белорусская ССР. Минск. Круглая площадь

Беларусь, как первая территория на пути наступавших войск, понесла огромный ущерб от войны. Большая часть зданий и сооружений в городе превратились в руины. Только согласно официальным данным Чрезвычайной государственной Комиссии по установлению и расследованию злодеяний немецко-фашистских захватчиков, в Минске было сожжено и взорвано 23 крупнейших предприятий, разрушено 4 гостиницы, 47 школ, разграблены и уничтожены культурные и научные учреждения. Были приведены в негодность канализация, водопровод, телефонно-телеграфная и транспортная сети. Общий ущерб, нанесённый за годы оккупации, согласно той же статистике, оценивается примерно в 6 миллиардов рублей по оценкам того времени.
В 1945—1946 годах заработали бисквитная и обойная фабрики, 1-й и 2-й хлебозаводы. В начале 1950-х годов на Советской улице были открыты столичные магазины вроде ГУМа или «Динамо».
Указом Президиума Верховного Совета Белорусской ССР от 14 мая 1946 года Минск был отнесён к категории городов республиканского подчинения. Были построены Минский мотоциклетно-велосипедный завод (6 ноября 1945), а с 1951 года — мотовелозавод. Тогда же был создан первый мотоцикл М1А. 29 мая 1946 Совет Министров СССР принял постановление о создании в Беларуси Минского тракторного завода. Минский автомобильный заводы (1947). В первой половине 50-х годов вступили в строй подшипниковый, часовой и радиаторный заводы, а также камвольный комбинат. Минск превратился в один из главных центров Советского Союза в отраслях машиностроения и высоких технологий, с развитыми культурой, здравоохранением, образованием, транспортом и наукой. Продукция автомобильного и тракторного заводов стала визитной карточкой республики на мировом рынке. В 1952 году в городе появился троллейбус, в 1982 — международный аэропорт, а в 1984 году открылся метрополитен.
26 июня 1974 года Минску было присвоено звание города-героя.

### Столица Республики Беларусь

Дворец Независимости

C 1991 года Минск является столицей государства — Республики Беларусь. Статус города Минска определяется законодательством и Уставом. 5 сентября 1991 года городской Совет народных депутатов утвердил исторический герб города; у города также имеются флаг и гимн. Сегодня в столице более 600 улиц и проспектов. В 1991 году в Минске разместилась штаб-квартира СНГ.
В 2009 году в связи с празднованием 65-й годовщины освобождения Республики Беларусь от немецко-фашистских захватчиков и в целях увековечения подвига воинов Красной Армии, партизан и подпольщиков Минск награждён вымпелом «За мужнасць і стойкасць у гады Вялікай Айчыннай вайны» (Указ Президента Республики Беларусь от 29 июня 2009 года № 355).
20 ноября 2010 года в Минске впервые прошёл конкурс песни «Детское Евровидение».
10 августа 2014 года городам Дзержинску, Заславлю, Логойску, Смолевичи, Фаниполю, г. п. Руденск придан статус города-спутника г. Минска.
В 2014 году Минск принял Чемпионат мира по хоккею с шайбой, в 2018 году — конкурс песни «Детское Евровидение», в 2019 году — II Европейские игры.
С 4 по 14 августа 2023 года прошли II Игры стран СНГ 2023 (Указ Президента Республики Беларусь от 13 мая 2023 года № 134).
За достижение в 2023 году наилучших показателей в сфере социально-экономического развития г. Минск (вместе с Брестской областью и Минской областью) признан победителем соревнования (среди областей и г. Минска) и занесен на Республиканскую доску Почёта.
Город Минск (среди областей и г. Минска) признан победителем соревнования и занесен на Республиканскую доску почёта за достижение в 2024 году высоких результатов в сфере социально-экономического развития (вместе с Гродненской областью, Минской областью, Могилёвской областью).

## Органы власти
Исполнительная власть представлена Минским городским исполнительным комитетом, а законодательная — Минским городским Советом депутатов. Также для реализации молодёжной политики при Мингорсовете в 2007 году создан рекомендательный орган молодёжного парламентаризма — Молодёжная палата.

## Административное деление
В настоящее[когда?] время территория Минска делится на 9 административных районов:
1. Центральный район (бел. Цэнтральны раён)
2. Советский район (бел. Савецкі раён)
3. Первомайский район  (бел. Першамайскі раён)
4. Партизанский район (бел. Партызанскі раён)
5. Заводской район (бел. Заводскі раён)
6. Ленинский район (бел. Ленінскі раён)
7. Октябрьский район (бел. Кастрычніцкі раён)
8. Московский район (бел. Маскоўскі раён)
9. Фрунзенский район (бел. Фрунзенскі раён)

## Население
Численность населения — 1 996 730 человек (на 1 января 2025 года).
На 1 января 2024 года численность населения — 1 992 862 человека (на 1 января 2023 года — 1 995 471 человек).
По переписи 2019 года население города Минска составило 2 018 281 человек. В начале 2011 года Александр Лукашенко высказал мнение, что численность населения Минска следует ограничить 1,8 млн человек, а в июле 2020 года, несмотря на уже более чем двухмиллионное население, он же заявил, что перенаселять город нельзя.
По данным этой же переписи, из 2 018 281 жителя Минска 982 084 (48,7 %) указали белорусский язык родным, а 980 064 (48,6 %) указали таковым русский.
С 2005 по 2012 год коэффициент рождаемости вырос с 9,4 до 12 на 1000 человек (в 1990 году — 14,4), коэффициент смертности снизился с 9,6 до 9,2 на 1000 человек (в 1990 г. — 6,6), а общий коэффициент естественного прироста населения вырос с −0,2 до +2,8 на 1000 человек (+7,8 в 1990 г.). Ожидаемая продолжительность жизни выросла за этот же период с 72,3 (67 у мужчин и 77,2 у женщин) до 74,9 года (69,6 у мужчин и 79,4 у женщин).
В 2012 году в Минске было зарегистрировано 15 514 браков (8,2 на 1000 человек) и 8121 развод (4,3 на 1000 человек); по обоим показателям город превышает средние показатели по регионам Республики Беларусь.
| 1897       | 1926       | 1939       | 1959       | 1972       | 1989       | 1999       | 2009       | 2014       |
| ---------- | ---------- | ---------- | ---------- | ---------- | ---------- | ---------- | ---------- | ---------- |
| 90 912     | ↗128 043   | ↗238 948   | ↗509 667   | ↗1 000 000 | ↗1 607 077 | ↗1 680 567 | ↗1 836 808 | ↗1 921 800 |
| 2017       | 2018       | 2019       | 2019       | 2020       | 2021       | 2022       | 2023       | 2024       |
| ↗1 974 800 | ↗1 982 475 | ↗1 992 685 | ↗2 018 281 | ↗2 020 600 | ↘2 009 786 | ↘1 996 553 | ↘1 995 471 | ↘1 992 862 |
| 2025       |            |            |            |            |            |            |            |            |
| ↗1 996 730 |            |            |            |            |            |            |            |            |

### Жильё
После Великой Отечественной войны активно строились крупные заводы (машиностроение, станкостроение), что привело к притоку населения в город и образовалось устойчивое отставание условий проживания граждан от количества въезжающих. Для снижения проблем с жильём активно строились общежития (в 60—70-е годы). В 1990-х годах изменились условия для постановки на учёт — с 6 м² жилой площади на 15 м² общей площади, что улучшило условия жизни с 60 тыс. нуждающихся до 110 тысяч. На начало 2010 года в общежитиях проживало около 33 тыс. семей. На 2010 год в аренду под жильё сдавалось 32 тыс. квартир. В 2010 году объём вводимого жилья с господдержкой составлял около 80 %, в 2011 году — 75 %, в 2012 году не должен был превысить 50 % и затем постепенно снижаться. С начала 2010-х годов в городе, как и в стране в целом, был взят курс на строительство арендного жилья. В сентябре 2013 года в Минске были сданы в эксплуатацию первые дома с арендными квартирами (при этом договор аренды аннулируется, если сотрудник увольняется из компании).

Количество граждан, нуждающихся в улучшении жилищных условий, с 2005 по 2010 год выросло с 171,2 до 279,9 тыс. граждан (семей), а к 2012 году снизилось до 259,2 тысячи. Обеспеченность жильём за этот же период выросла с 19,2 до 21,2 м². С 2005 по 2012 год количество ежегодно вводимого в строй жилья выросло с 843 тыс. м² до 1048 тыс. м². Однако из-за финансового кризиса 2011 года формирование новых жилищных кооперативов в городе резко замедлилось, а очередь на жильё практически перестала сокращаться (к 2014 году в очереди после пересмотра списка осталось 235 тысяч человек). При этом в 2014 году жильё строилось для людей, стоящих в очереди с 1989 года. 6 января 2012 года Александр Лукашенко подписал Указ № 13, в соответствии с которым лишь немногие категории граждан (многодетные семьи, военнослужащие, сотрудники органов внутренних дел, судьи, прокурорские работники, семьи с детьми-инвалидами I и II групп и другие) могли претендовать на льготный кредит для строительства жилья. Тем, кто не подпадает под новые требования (65—70 % стоящих в очереди), чиновники предлагают брать кредит на общих основаниях — под 31 % годовых до 15 лет (в 2012 году).

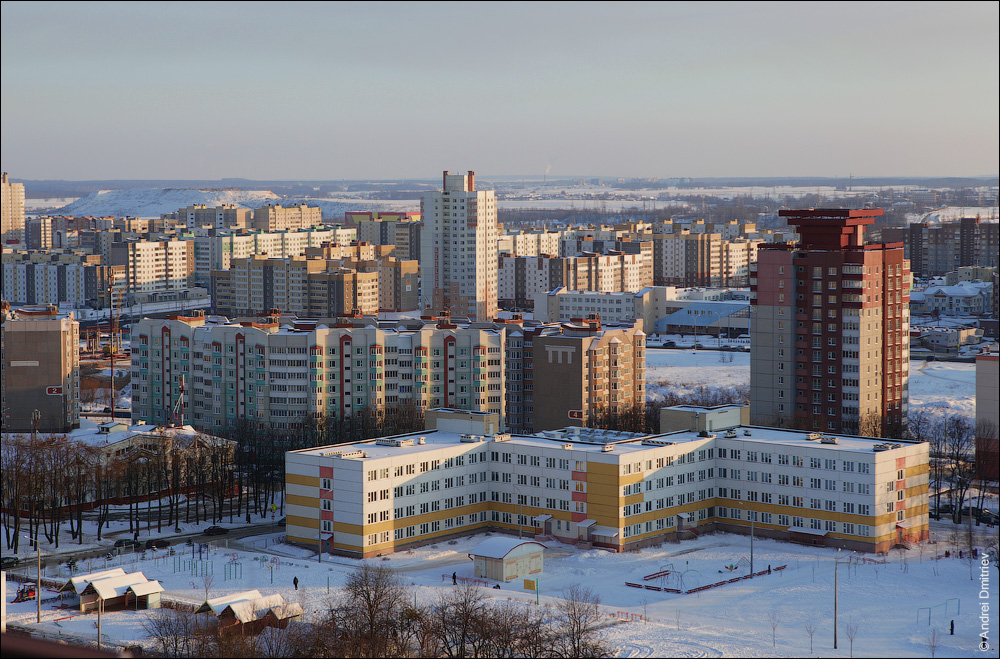
Микрорайон Ло́шица
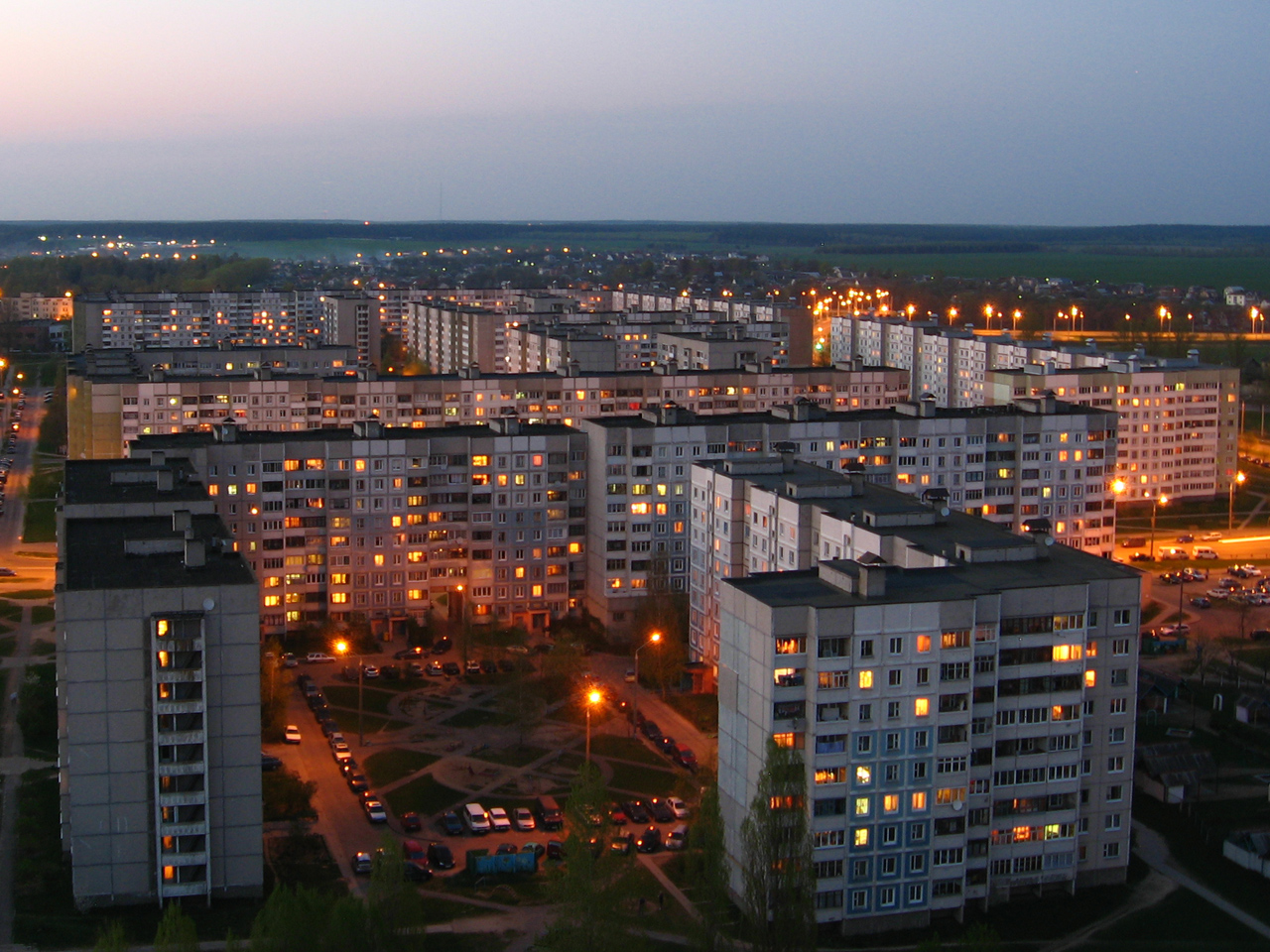
Микрорайон Шабаны
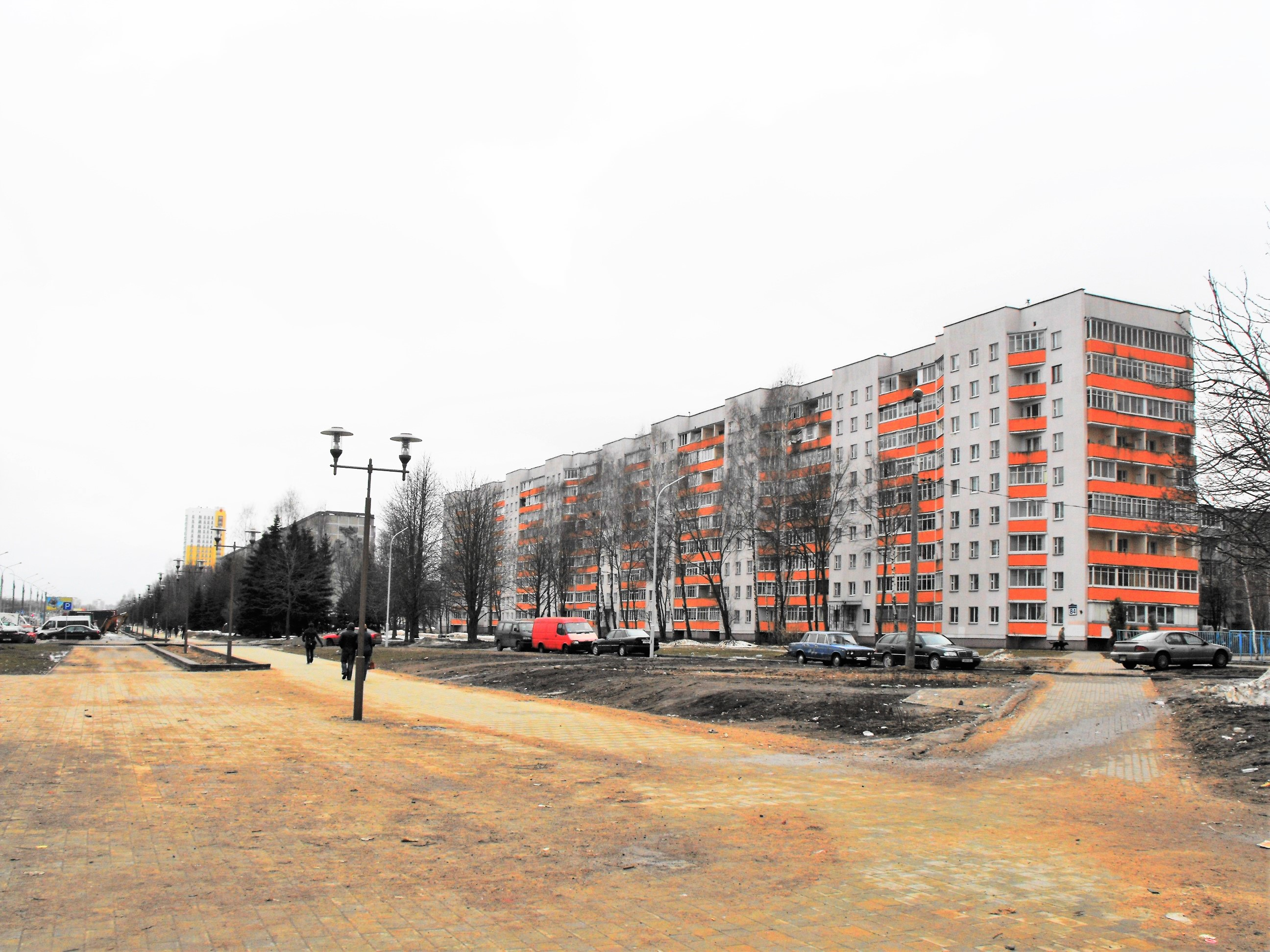
Микрорайон Серебрянка
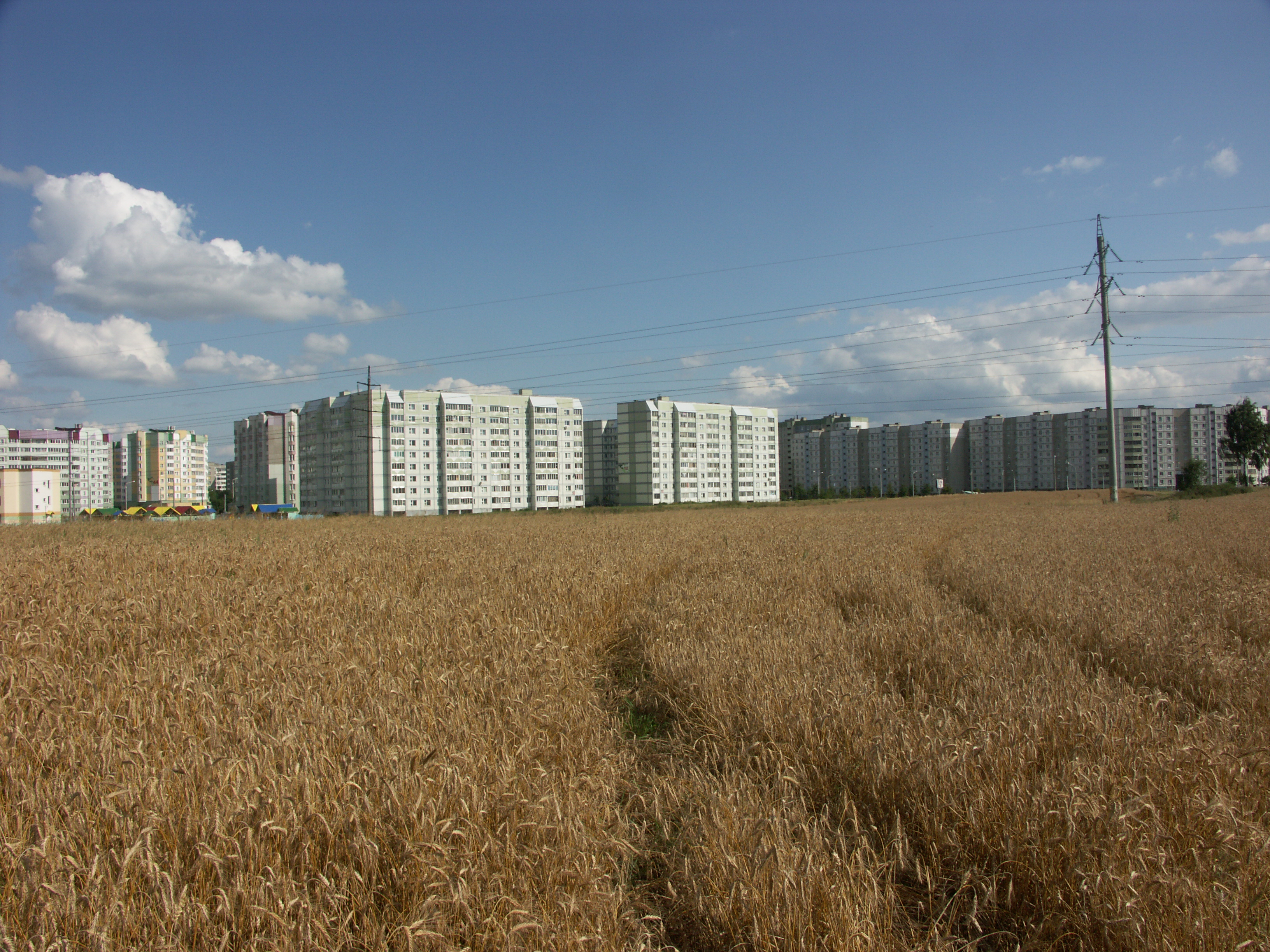
Микрорайон Юго-Запад

### Города-спутники Минска
С начала 2010-х власти страны и города взяли курс на сворачивание строительства жилья в черте города и на ближайших территориях вопреки утверждённому генеральному плану. Вместо этого была выдвинута идея застройки городов-спутников. Одновременно Президент Беларуси Александр Лукашенко наложил запрет на застройку земель сельскохозяйственного назначения возле Минской кольцевой автодороги и на оставшихся полях внутри неё, что означало в том числе сворачивание строительства по уже подготовленным планам.

### Безработица. Трудовые ресурсы
В 2012 году численность населения в трудоспособном возрасте составляла 1217,3 тыс. человек (64 % населения), а численность экономически занятого населения — 1078,8 тыс. человек.
Уровень безработицы в Минске, по данным выборочного обследования Национального статистического комитета Республики Беларусь, составил 3,9 % в 2017 году. В органах по труду, занятости и социальной защите зарегистрировано в качестве безработных 0,2 % населения в трудоспособном возрасте (2017 год).
Однако по официальной статистике, уровень безработицы в Минске составляет 0,3 % от общего числа экономически активного населения (3340 человек; данные на февраль 2011 г.). В то же время в Мингорисполкоме признают существование значительной незарегистрированной безработицы на основании данных переписи 2009 года: тогда 5,6 % трудоспособного населения Минска (около 70 000 человек) определили свой статус как безработные. В качестве причин значительного расхождения официального и реального уровня безработицы называют необходимость участия в общественных работах и небольшой размер пособия по безработице. В начале 2011 года в Минске пособие составляло 68,2 тыс. рублей — $22,5 по курсу на февраль 2011 года при среднем размере бюджета прожиточного минимума в 296,9 тыс. рублей, а во второй половине 2010 года — 50 тыс. ($16), что является одним из самых низких показателей на территории бывшего СССР. В то же время Александр Лукашенко озвучил мнение о необходимости уменьшения размеров пособия по безработице как слишком большого. По данным Комитета по труду, занятости и социальной защите Мингорисполкома, в среднем на поиск работы у зарегистрированных безработных уходило не более двух с половиной месяцев. Средний возраст зарегистрированного безработного — 34,6 года.
С 2005 по 2012 год количество пенсионеров в городе выросло с 401,9 до 475 тыс. человек.

## Экономика
Минск — крупнейший экономический центр Беларуси. Совокупный объём налоговых поступлений составляет около половины от общего объёма по стране. Крупнейшими налогоплательщиками города в первом квартале 2011 года были ОАО «Белтрансгаз», ИП «Лукойл-Белоруссия», РУП «Минск Кристалл» (производитель ликёро-водочных изделий), ИП «А1», УП «Мингаз», РУП «Минскэнерго», РУП «Белтелеком», ООО «Табак-инвест», ИООО «Юнис ойл» и ОАО «Приорбанк». В совокупности они обеспечили 40 % поступлений. В первом квартале 2011 года 54 % поступлений в консолидированный бюджет города пришлось на негосударственные предприятия, в то время как в 2010 году на их долю приходилось 46,6 % поступлений. В 2010 году около 25 % налоговых поступлений обеспечил малый бизнес. Валовой региональный продукт Минска на 26,4 % формируется обрабатывающей промышленностью, на 19,9 % — оптовой торговлей, на 12,3 % — транспортом и связью, на 8,6 % — розничной торговлей, на 5,8 % — строительством. Удельный вес валового регионального продукта (ВРП) города в республиканском валовом внутреннем продукте (ВВП) составляет 23,7 %, или 120 трлн рублей (около 12,8 млрд долларов).

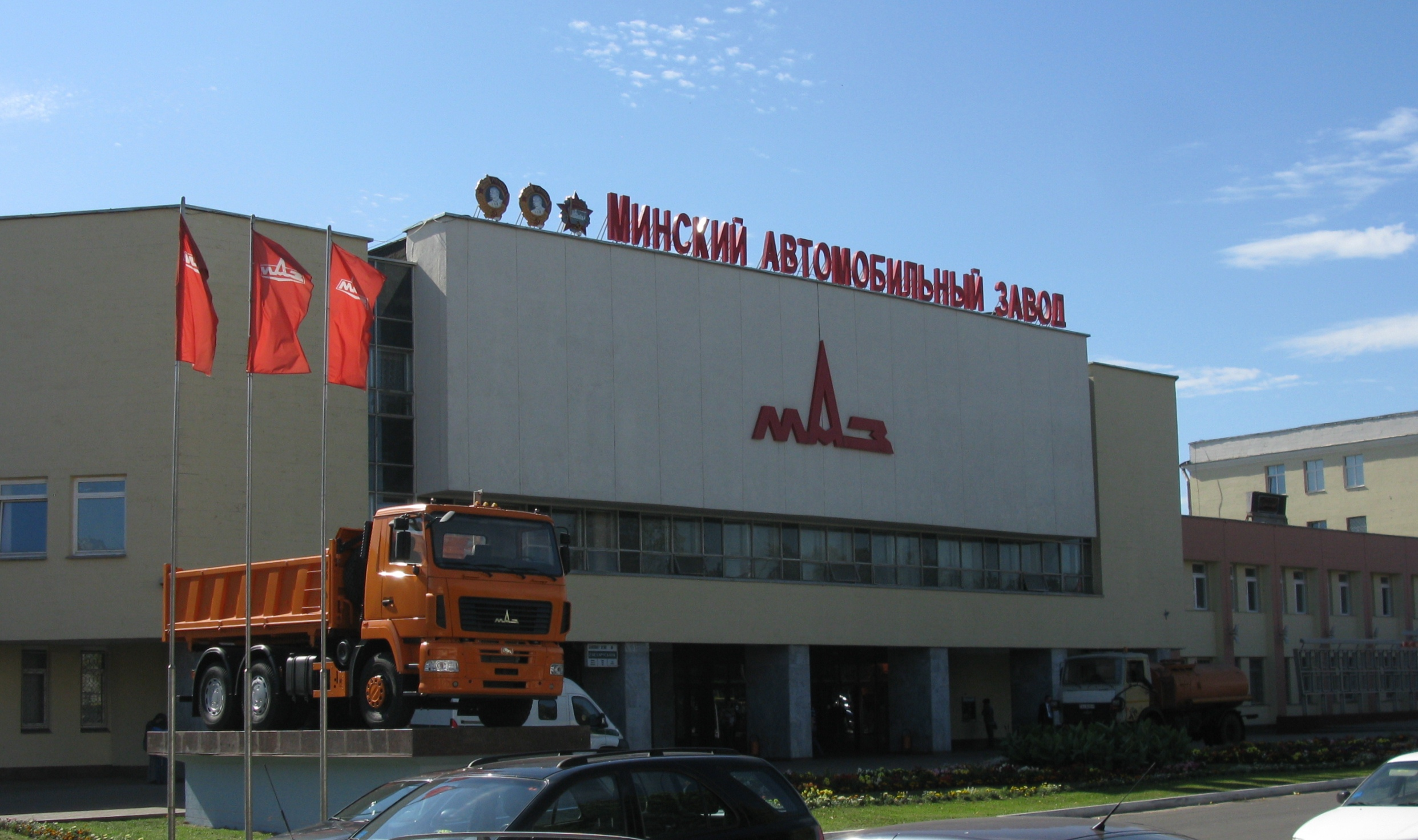
Минский автомобильный завод

Минск — крупнейший промышленный город страны. В городе производится 18,8 % промышленной продукции всей Беларуси. Здесь находятся крупнейшие сборочные предприятия: тракторный завод МТЗ, выпускавший около 8—10 % от мирового рынка колёсных тракторов, автомобильный завод МАЗ, завод колёсных тягачей (торговая марка VOLAT), производитель дизельных двигателей ММЗ, три станкостроительных завода (имени Кирова, имени Октябрьской революции, завод автоматических линий имени Машерова), а также завод Амкодор — производитель дорожно-строительной и прочей специализированной техники и оборудования. В городе также расположен ряд предприятий по производству комплектующих (моторный завод, рессорный завод, завод шестерён и др.), вагоноремонтный завод, мотоциклетно-велосипедный завод, часовой завод «Луч», Белорусское оптико-механическое объединение (БелОМО), 407-й авиаремонтный завод и другие. Сравнительно развита электронная промышленность: в Минске работают производитель электронной продукции «Интеграл», производитель телевизоров, DVD-проигрывателей и бытовой техники «Горизонт», производитель холодильников и бытовой техники «Атлант», производитель бытовой техники Белорусский радиоэлектронный завод (БелВАР), электромеханический и электротехнический заводы. После распада СССР были организованы новые предприятия, такие как Белкоммунмаш, ныне один из крупнейших в СНГ производителей электротранспорта, который был создан в начале 1990-х годов на базе ремонтного трамвайно-троллейбусного завода.
Пищевая промышленность представлена ликёро-водочным заводом Минск Кристалл, пивзаводами «Криница» (бренды «Крыніца», «Александрыя», «Kult» и «Кaltenberg») и «Оливария» (бренды «Аліварыя» и «Бровар»), кондитерскими фабриками «Коммунарка» и «Слодыч», несколькими хлебозаводами, молочными заводами, хладокомбинатами и мясокомбинатом. В Минске действуют предприятия по выпуску одежды и белья («Элема», «Мілавіца», «Serge» и др.), обуви, производители косметики «Белита-Витэкс», «Модум — наша косметика», «Белор-Дизайн», Белорусский камвольный комбинат, а также ряд небольших предприятий лёгкой промышленности. Строительная промышленность представлена ОАО «Керамин», комбинатами железобетонных изделий и другими предприятиями.
В 2012 году предприятия машиностроения Минска произвели, в частности, 20 тыс. грузовых автомобилей, 59,7 тыс. тракторов, 2 тыс. автобусов, 172 троллейбуса, 106 тыс. двигателей внутреннего сгорания, 5,9 тыс. мотоциклов, 166,5 тыс. велосипедов. Предприятия электротехники и электроники выпустили 1,3 млн холодильников и морозильников, 321 тыс. стиральных машин, 531 тыс. телевизоров, 15,5 тыс. автомобильных аккумуляторов, 35,5 тыс. километров волоконно-оптических кабелей, 1,7 млрд интегральных схем. Предприятия лёгкой промышленности в том же году произвели 543 тыс. единиц верхней одежды, 2,6 млн пар обуви, 3,1 млн м² шерстяной ткани, 23,5 тыс. тонн мяса и пищевых субпродуктов, 13,7 тыс. тонн колбасных изделий, 288,6 тыс. тонн цельномолочной продукции (в пересчёте на молоко), 1,7 тыс. тонн сыра, 6,8 млн декалитров (68 млн литров) безалкогольных напитков. В Минске производится 21,5 % всей электроэнергии, генерируемой в Республике Беларусь, 81 % грузовых автомобилей, 13,5 % трикотажных изделий, 15,9 % обуви, 89,3 % телевизоров, 99 % стиральных машин, 39,8 % лекарственных средств, 8,7 % мебели, 22,4 % обоев, 16,3 % цельномолочной продукции, 26,2 % мучных кондитерских изделий и 30 % кондитерских изделий из шоколада, 27,6 % алкогольных дистиллированных напитков и 18,4 % минеральных и газированных вод.
С 2005 по 2012 год объём внешней торговли товарами через компании, зарегистрированные в Минске, вырос с 12,6 до 38,8 млрд долларов.

## Общество

### Образование
В Минске действует 28 вузов, в которых в 2017/2018 учебному году обучалось 154,6 тыс. студентов — 54,4 % от общего количества студентов в Республике Беларусь. В 2012/2013 учебном году профессорско-преподавательский состав вузов города составил 13 901 человек.
В городе действует более 200 средних общеобразовательных школ, более 40 гимназий, 48 средних специальных учебных заведений, 26 учреждений профессионально-технического образования, 4 лицея. В 2017/2018 учебном году в 278 учреждениях общего среднего образования обучалось 196 тыс. человек, в учреждениях среднего специального образования — 31,1 тыс. учащихся, профессионально-технического — 12,1 тыс. учащихся. Численность учащихся на каждом из этих уровней образования выше, чем в любой из областей страны. Численность учителей в Минске — 17,4 тыс. человек (четвёртый показатель в стране). В 2012/2013 учебном году 2 % учеников в школах и гимназиях обучались на белорусском языке, 98 % — на русском.

В 2018 году в Минске действовало 462 учреждения дошкольного образования (детских сада). В 2012—2018 годах в Минске было открыто 17 новых детских садов, а число детей в них выросло с 87,1 до 98,8 тысяч, из-за чего в пересчёте на 100 мест в детских садах приходится 117 детей в возрасте 1-5 лет, что является самым высоким показателем в стране. В 2012/2013 учебном году 3,1 % детей обучались только на белорусском языке, 94,3 % — только на русском, 2,5 % — на белорусском и русском.

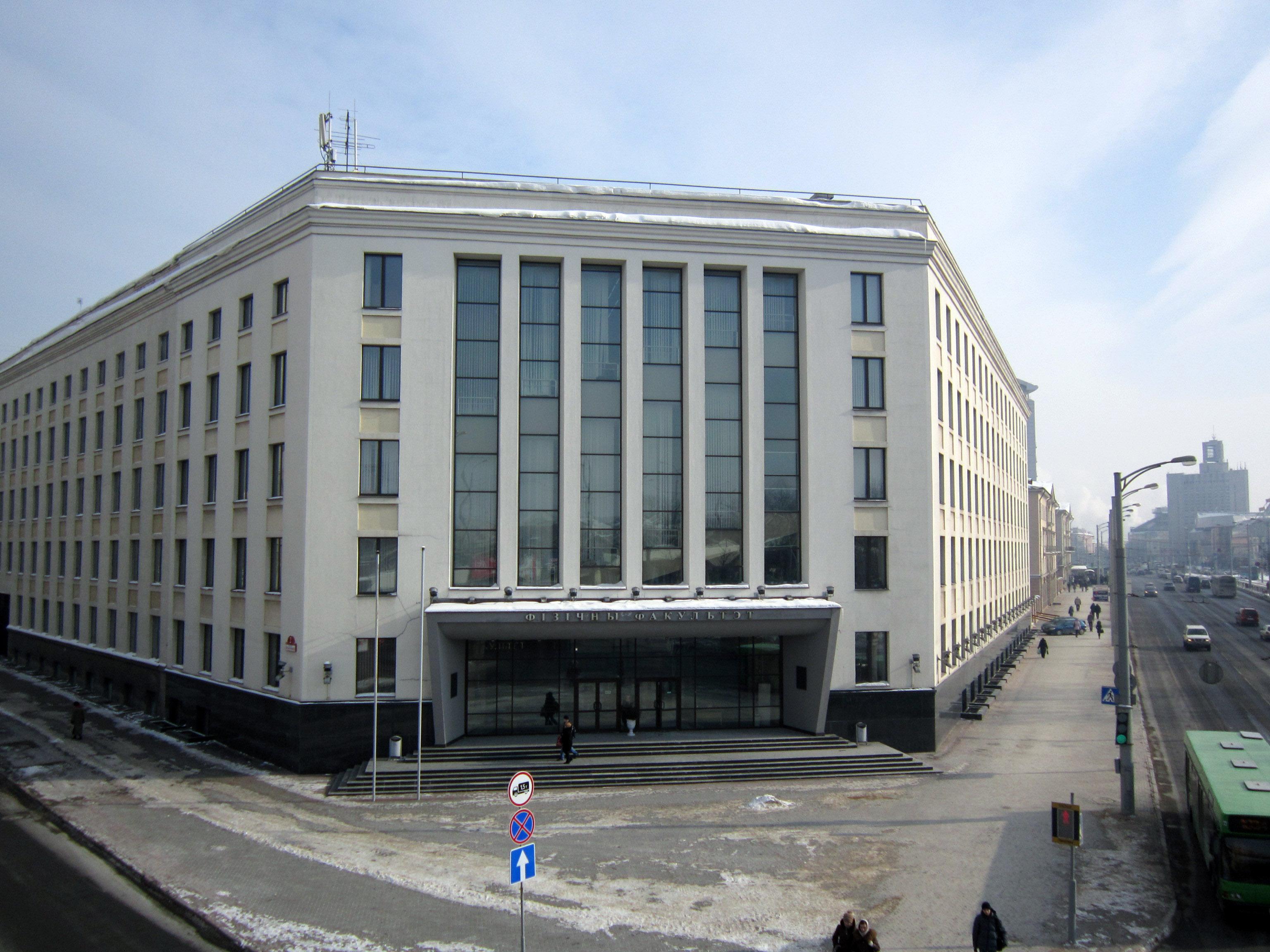
БГУ, физический факультет
БГУИР, корпус № 5
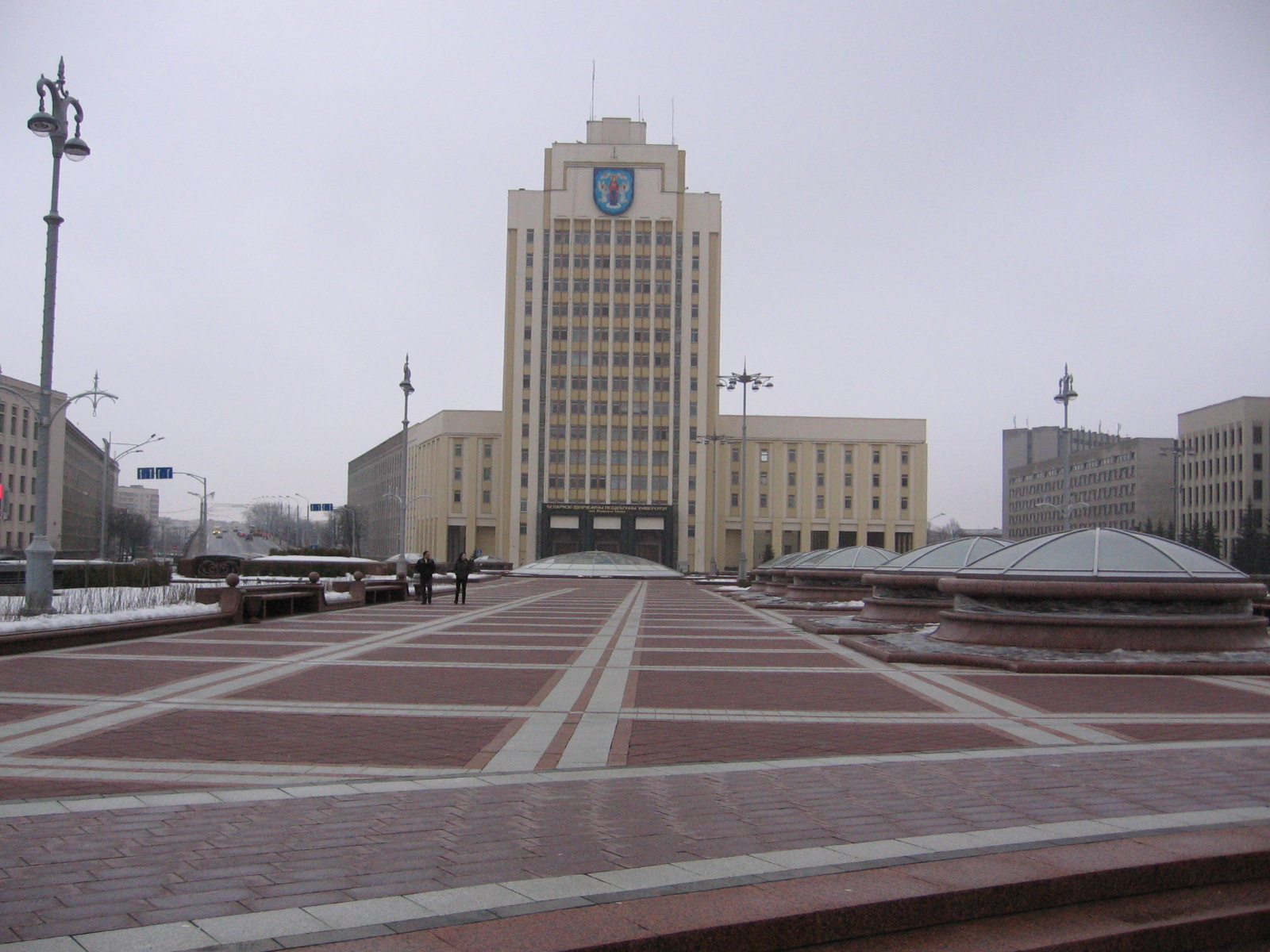
БГПУ им. Максима Танка
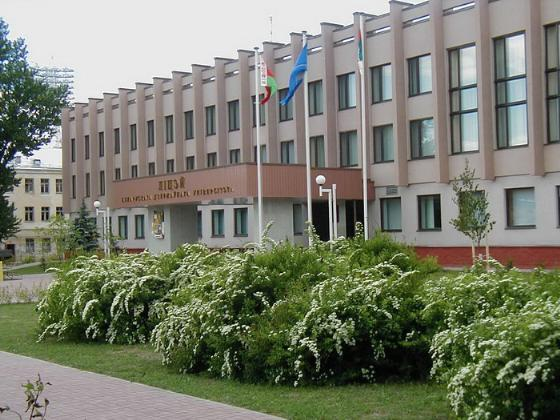
Лицей БГУ
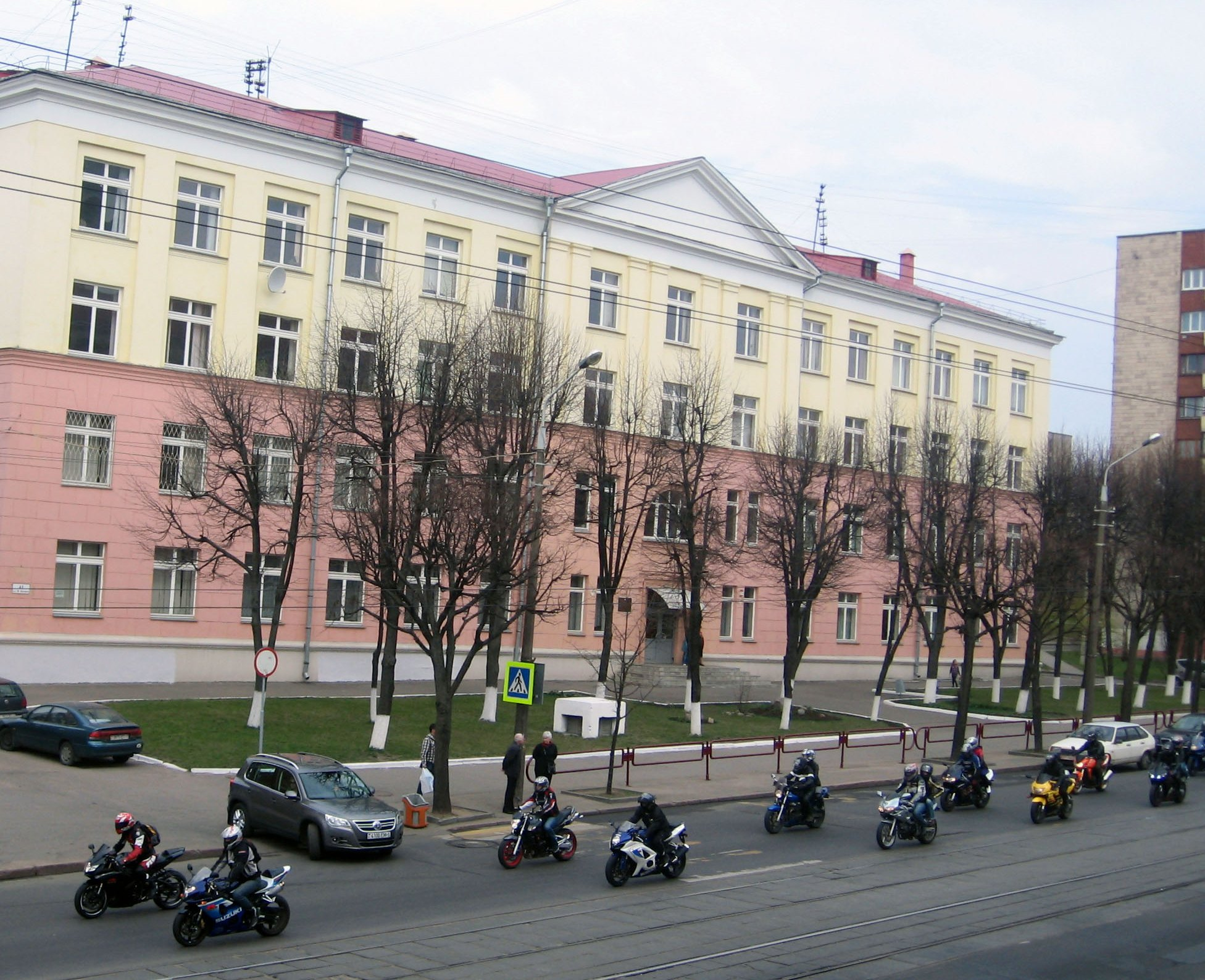
Гимназия № 8

### Здравоохранение
Система государственного здравоохранения Минска сегодня включает в себя 12 стационарных лечебных учреждений для взрослого населения, 4 детских клинических больницы, 9 диспансеров, городской родильный дом, 2 центра реабилитации детей, больницу паллиативного лечения «Хоспис», 37 городских поликлиник для взрослого населения, две врачебные амбулатории, 18 детских поликлиник, консультативно-диагностический центр, центр пластической хирургии и косметологии. На базе 9-й городской клинической больницы Минска функционирует Республиканский научно-практический центр трансплантации органов и тканей. Также в городе по состоянию на 1 января 2011 года функционировали 490 аптек. По данным 2017 года, в Минске насчитывается более 30 круглосуточных аптек, которыми охвачены все районы города.
Стоматологическая помощь оказывается в 11 городских стоматологических поликлиниках, 1 городской детской стоматологической поликлинике, ОАО «9-я стоматологическая поликлиника», УП «Медицинская инициатива». Кроме того, стоматологическая помощь оказывается в 16 городских взрослых и 12 городских детских поликлиниках. На предприятиях и в учреждениях города функционируют 13 врачебных и 161 фельдшерский здравпункт. В 64 амбулаторно-поликлинических учреждениях функционируют дневные стационары на 1473 койки, в 14 городских поликлиниках — стационары на дому. Скорая и неотложная помощь осуществляется силами 146 бригад городской станции скорой медицинской помощи.
Результат реализации принципа «одного окна»: через Интернет можно записаться к врачу в поликлиники города Минска.
Численность врачей-специалистов в Минске с 2005 по 2012 год выросла с 10 998 до 13 410 (70,5 врачей на 10 000 человек населения), а число коек в больничных организациях — с 17 492 до 18 555 (97,6 на 10 000 человек населения).

### Преступность
Уровень преступности в Минске — самый высокий в Беларуси (193,5 преступления в пересчёте на 10 000 человек). В Минске совершается 25 % тяжких и 20 % особо тяжких преступлений от общего их количества в Беларуси. В 2009 и 2010 годах наблюдался рост уровня преступности в городе — в частности, за 2009 год в Минске на 36 % увеличился уровень выявленных случаев коррупционных преступлений. В то же время, по словам генерального прокурора Григория Василевича, в Минске по состоянию на конец 2008 года наблюдалась «относительно благополучная» ситуация с уровнем убийств.
Раскрываемость преступлений в Минске по итогам 9 месяцев 2009 года составила 40,1 %, в том числе раскрываемость краж — 13 % (по итогам 2008 г.), убийств — 92 %. За 2008 год было совершено 3025 квартирных краж: более 1800 — из-за оставления свободного доступа в дом, более 900 — с помощью взлома двери или через окно и балкон. Наибольшее количество квартирных краж совершается в Заводском, Ленинском, Московском и Фрунзенском районах. Доля квартирных краж в общем объёме краж имущества составляет 1/7 (около 14 %), доля краж из транспортных средств — 50 %. В Минске происходит 2/3 всех хищений мобильных телефонов в Беларуси, которые составляют большинство карманных краж. Значительная часть горожан высказывает опасения за свою безопасность в тёмное время суток, а наименее защищёнными себя считают жители микрорайонов Чижовка и Шабаны.
В Минске расположены три исправительных учреждения: СИЗО-1 (Пищаловский замок; известен также как «Володарка» из-за расположения на улице Володарского), ИК-1 (оба подчиняются Департаменту исполнения наказаний МВД Республики Беларусь по г. Минску и Минской обл.) и внутренняя тюрьма КГБ, известная как «Американка». Также в Минске находится шесть исправительных учреждений открытого типа. В СИЗО-1 приводятся в исполнение все смертные приговоры в Беларуси.

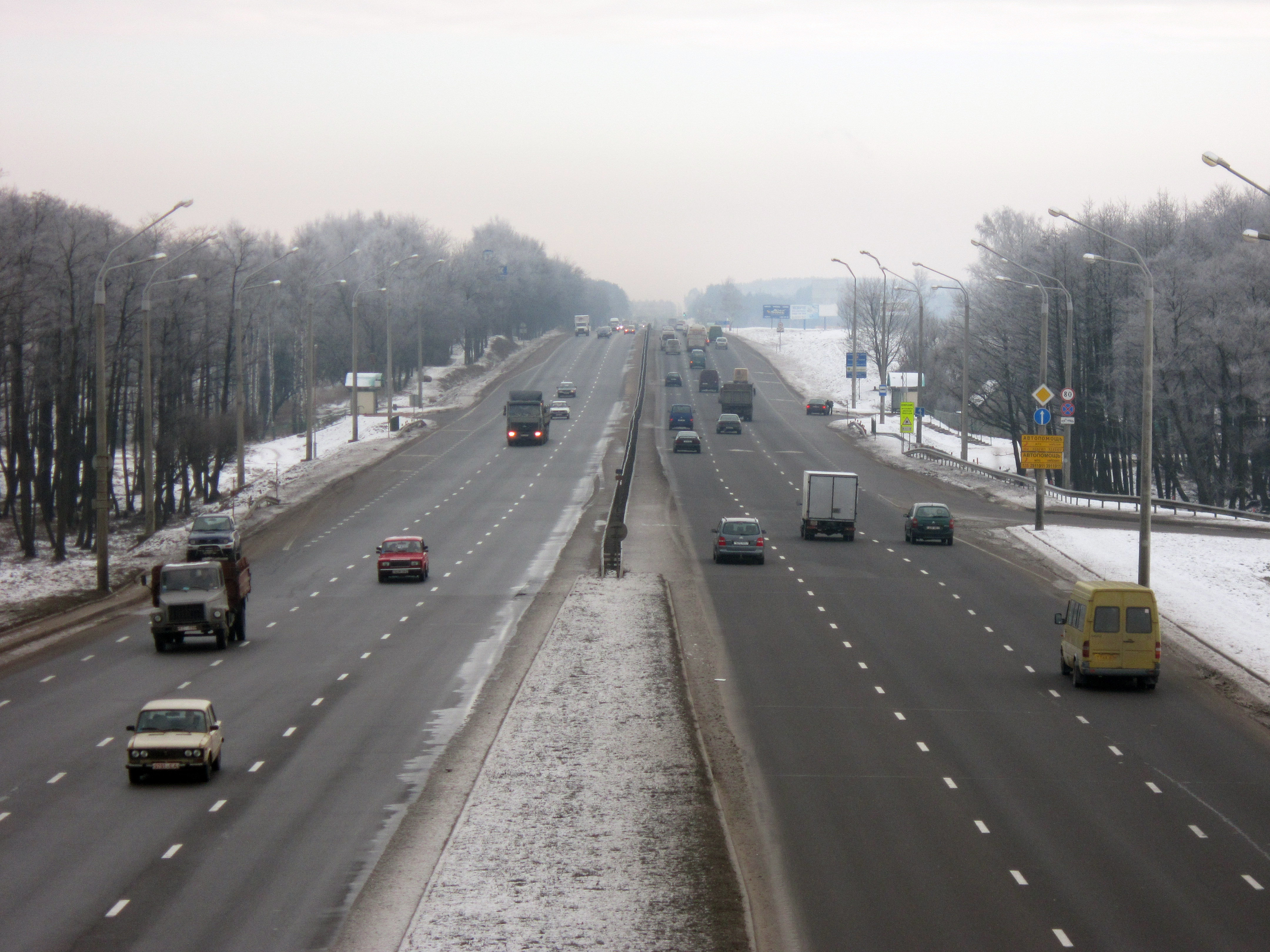
Трасса М4 на МКАД

Минск является крупнейшим транспортным узлом Беларуси. Он расположен на пересечении транспортных коридоров, связывающих Россию с Польшей и Украину с Прибалтикой. Расстояние от Минска до Москвы по автомобильной дороге М1 — около 700 км. На долю города приходится около 30 % железнодорожных пассажироперевозок в стране, 20 % автомобильных грузоперевозок по ввозу и 40 % — по вывозу. Город соединяется с другими регионами автомобильными дорогами М2 (Минск — Национальный аэропорт «Минск»), М3 (Минск — Витебск), М4 (Минск — Могилёв; неподалёку от города от трассы ответвляется М5 Минск — Гомель), М6 (Минск — Гродно), P1 (Минск — Дзержинск; неподалёку от города вливается в М1 Брест — Орша — Москва), P23 (Минск — Слуцк — Солигорск — Микашевичи), P28 (Минск — Молодечно — Нарочь), P58 (Минск — Мядель) и местные дороги. Кроме того, полностью на территории города находится трасса М9 (Минская кольцевая автомобильная дорога). В 2010 году было озвучено намерение к 2017 году построить на значительном удалении от МКАД вторую кольцевую дорогу. Протяжённость МКАД-2, последний участок которой был открыт 22 декабря 2016 года, составила около 160 км против 56 км у действующей МКАД.

## Общественный транспорт
Минск располагает хорошо развитой сетью общественного транспорта. Помимо минского метрополитена имеется более 200 автобусных и более 60 троллейбусных маршрутов, работает трамвай (8 маршрутов) и сеть маршрутных такси. С 2011 года работает городская электричка — сеть маршрутов железнодорожного общественного транспорта в пределах Минска и ближайшего пригорода. Три вида транспорта (метро, автобус, троллейбус) перевозят абсолютное большинство пассажиров. В 2018 году общественным транспортом воспользовалось более 770 млн пассажиров. Автобусами было перевезено 39,3 % пассажиров, метро — 36,7 %, троллейбусами — 20,1 %, трамваями — 3,9 %.
Городской общественный транспорт Минска активно развивается. Так, с 1984 по 2024 год построено 36 станций метрополитена, в новых периферийных районах организовано движение троллейбусов (однако ликвидирована значительная часть контактной сети в центре города, а для новых маршрутов закупаются троллейбусы с увеличенным автономным ходом), а на отдельных участках трамвайные пути перенесены на выделенную полосу. Подвижной состав наземного транспорта также активно обновляется: только за 2004—2007 годы было закуплено более 820 новых автобусов, более 430 троллейбусов, 53 трамвая. Вся наземная техника производства белорусских предприятий МАЗ (автобусы, троллейбусы), Неман (пригородные автобусы), Белкоммунмаш (троллейбусы и трамваи). Вагоны метрополитена импортируются из России, но в 2019—2020 годах также поставлялся подвижной состав производства завода «Штадлер Минск» в Фаниполе. С 2012 года в городе на некоторых остановках устанавливаются электронные табло, отслеживающие расположение общественного транспорта и указывающие ожидаемое время его прибытия. В 2014 году в общественном транспорте началось внедрение системы оплаты проезда с помощью бесконтактных электронных проездных, а для гашения одноразовых талонов начали устанавливаться электронные компостеры. В 2017—2018 годах в Минском метрополитене началось внедрение оплаты проезда бесконтактными банковскими картами. С весны 2019 года оплата бесконтактными банковскими картами и устройствам с поддержкой технологии NFC начала внедряться в наземном транспорте — первоначально на одном трамвайном маршруте, в 2020 году ожидалось распространение системы на весь наземный транспорт. С 2017 года в системе общественного транспорта появились электробусы, которые на первом этапе заменяли троллейбусы на двух маршрутах. С 2019 года электробусами начали заменять автобусные маршруты.

Минский метрополитен, станция «Малиновка»
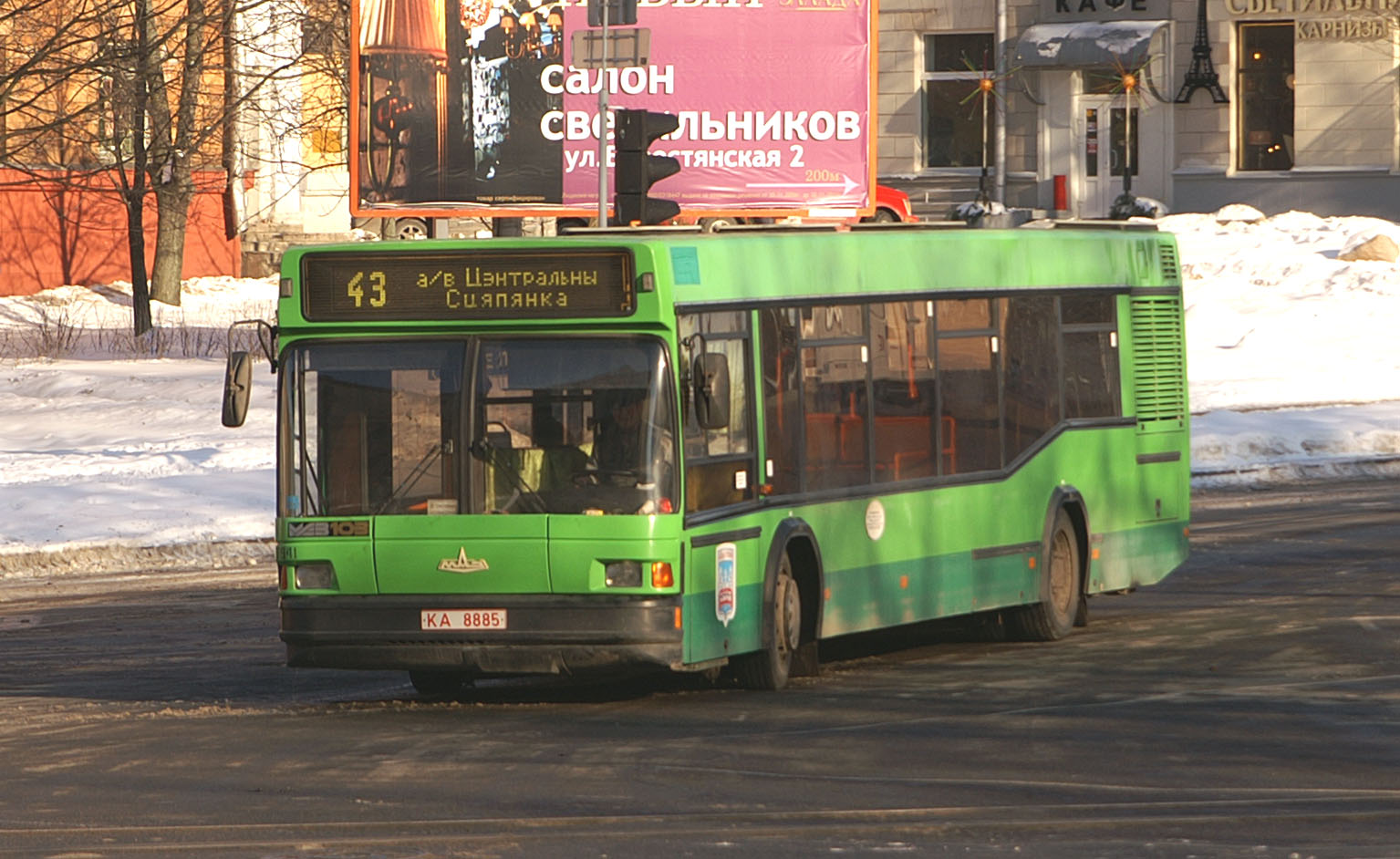
Минский автобус
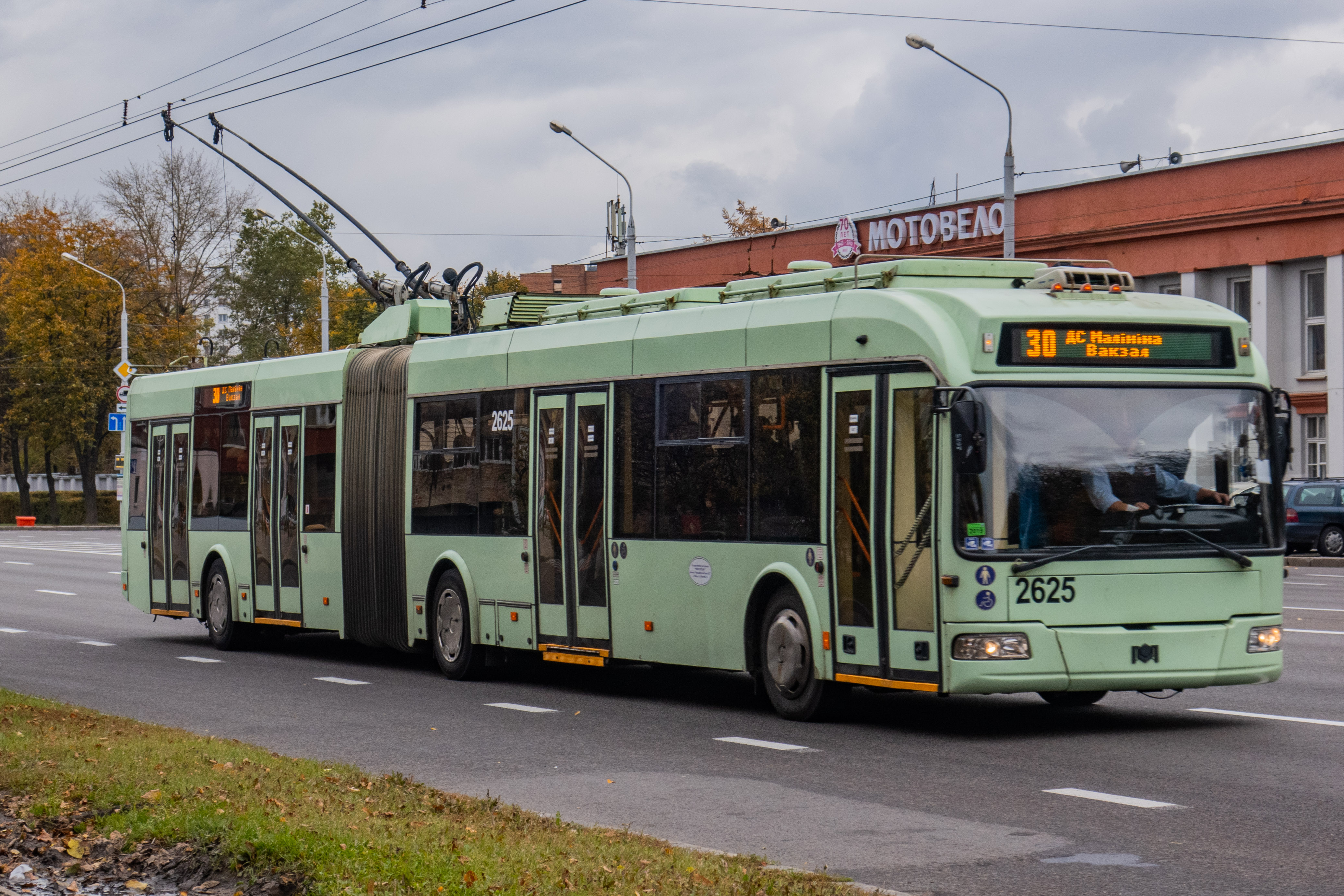
Минский троллейбус
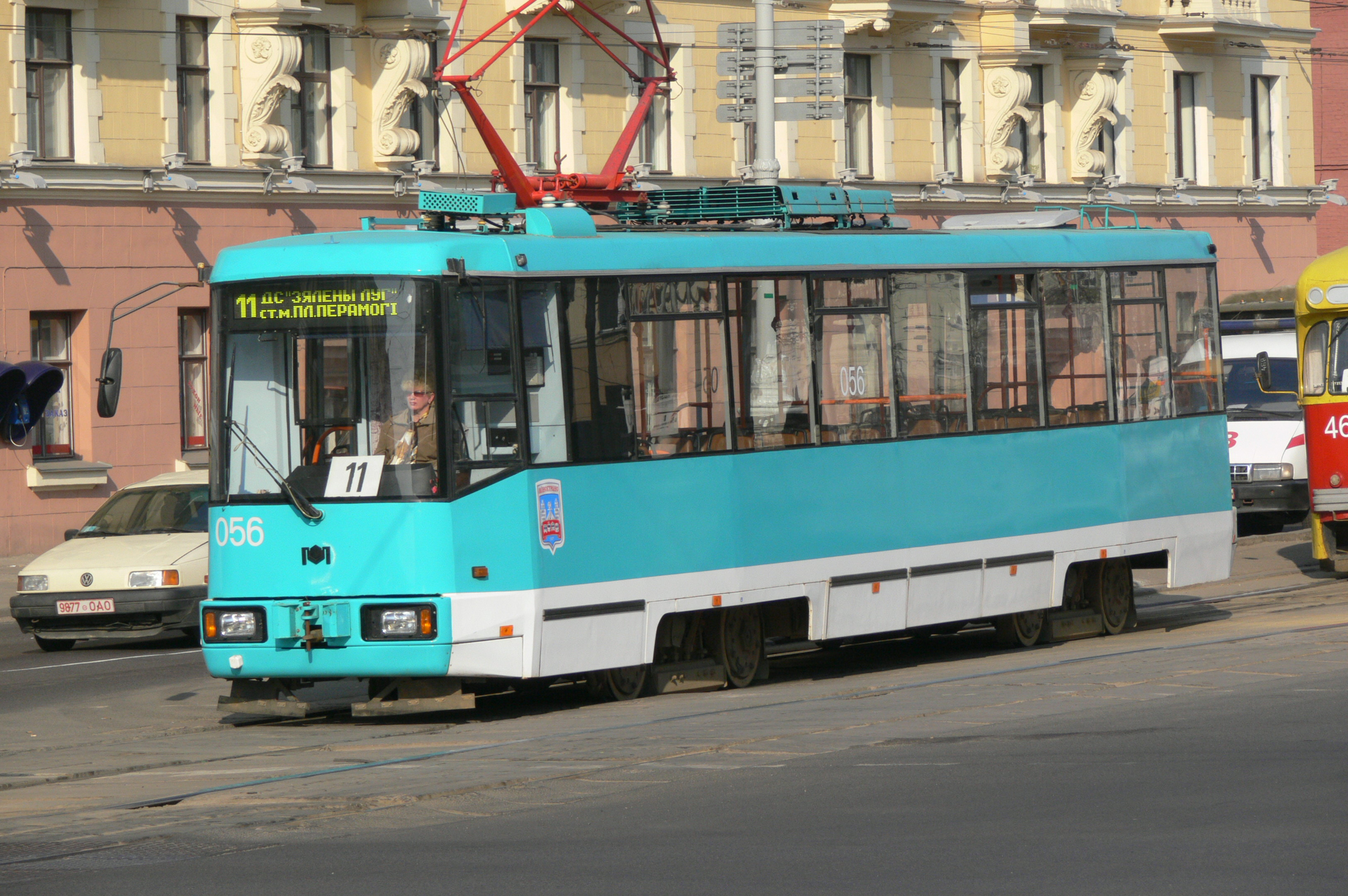
Минский трамвай
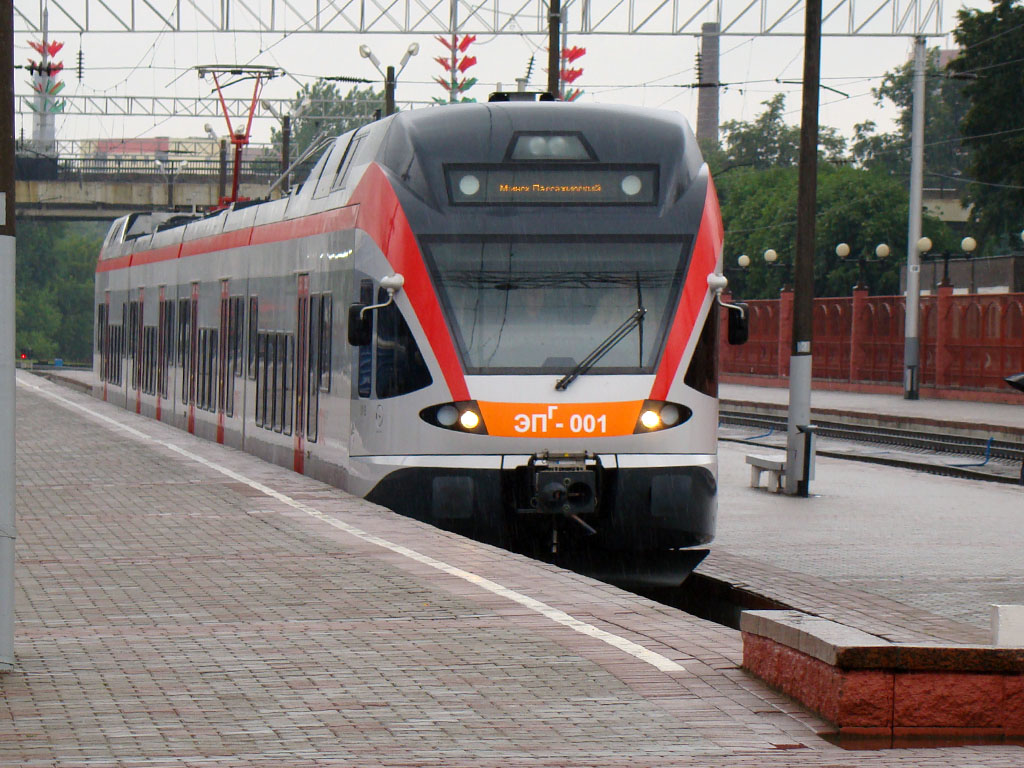
Городской электропоезд
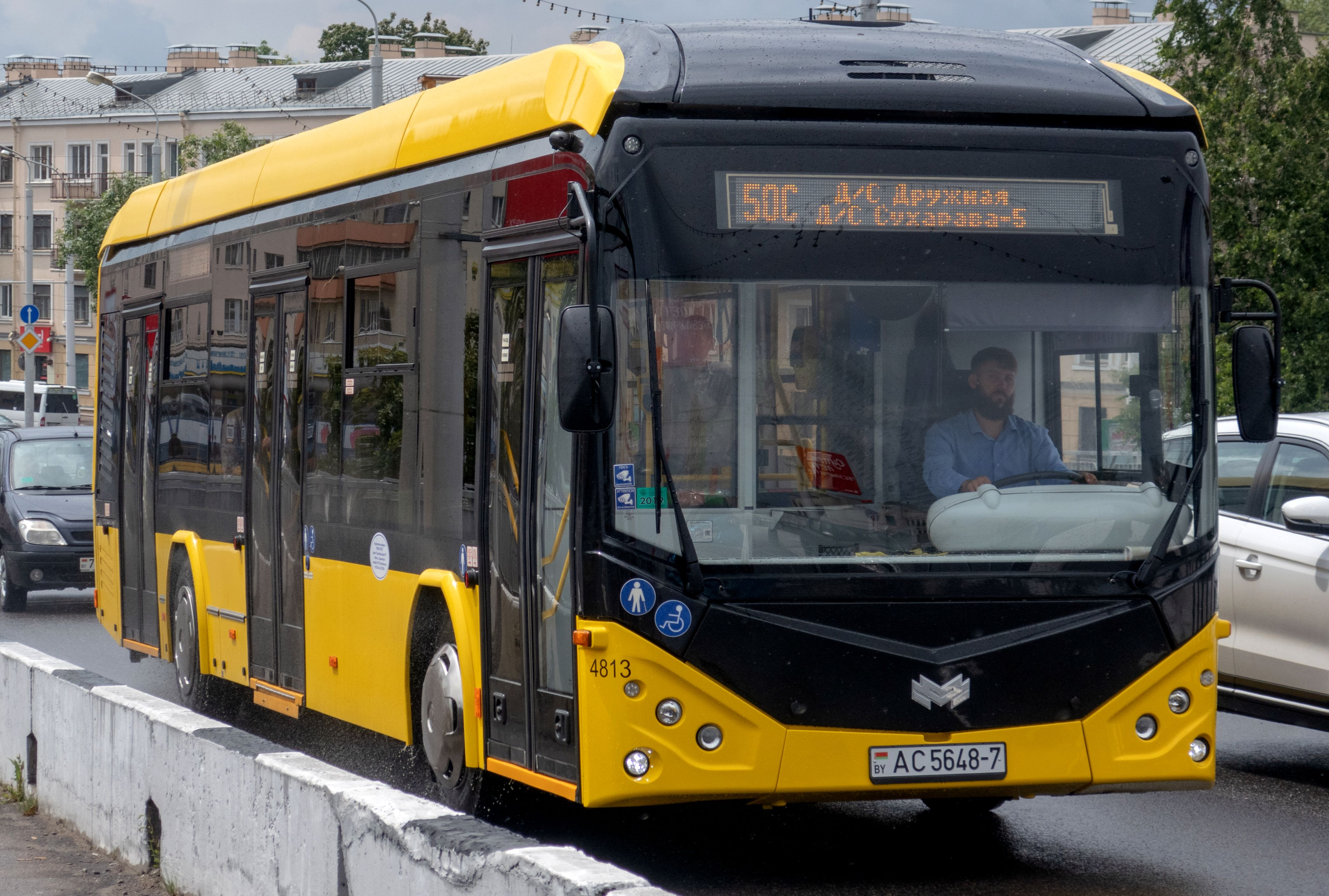
Электробус на автобусном маршруте
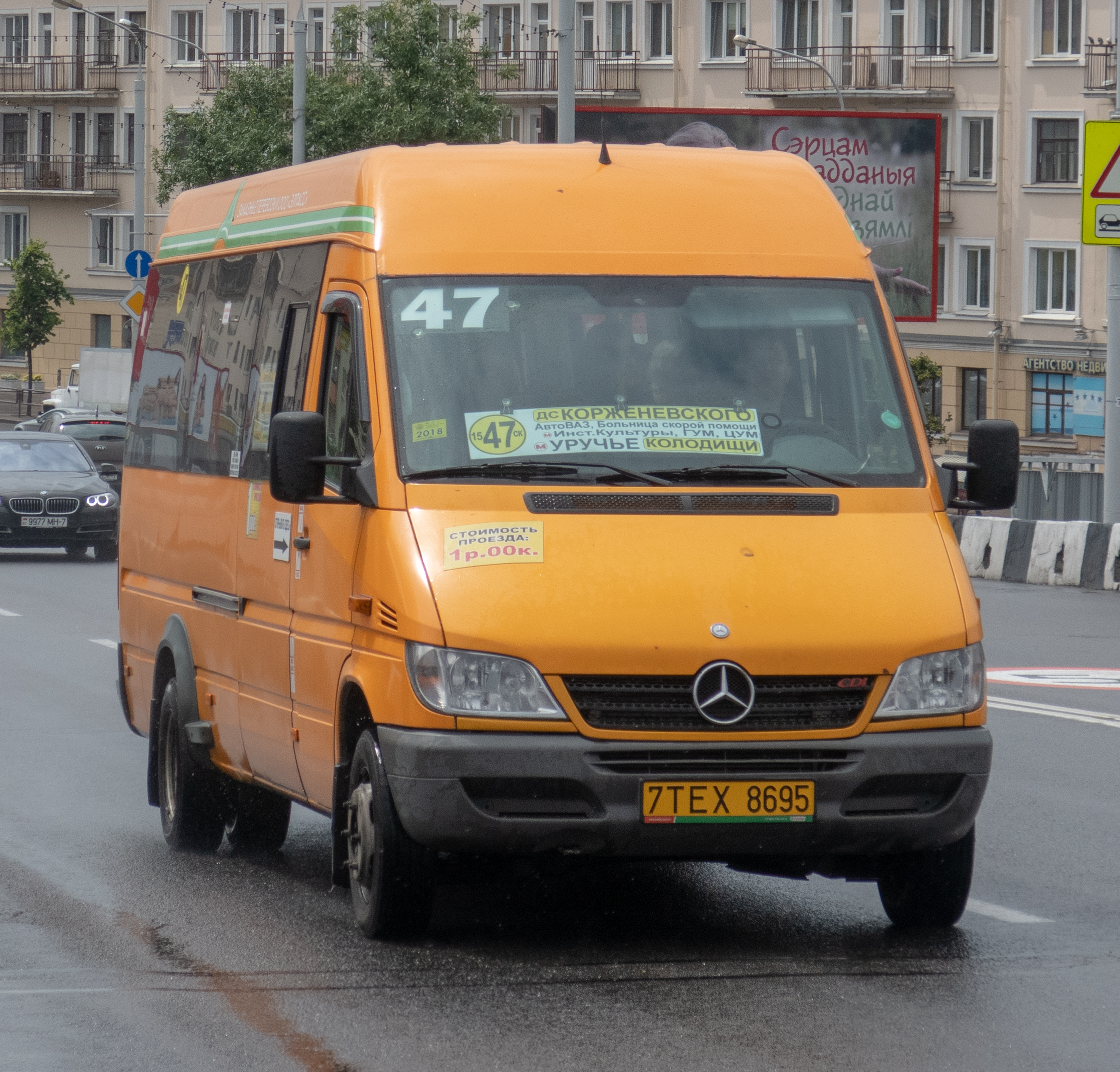
Маршрутное такси

### Минский метрополитен

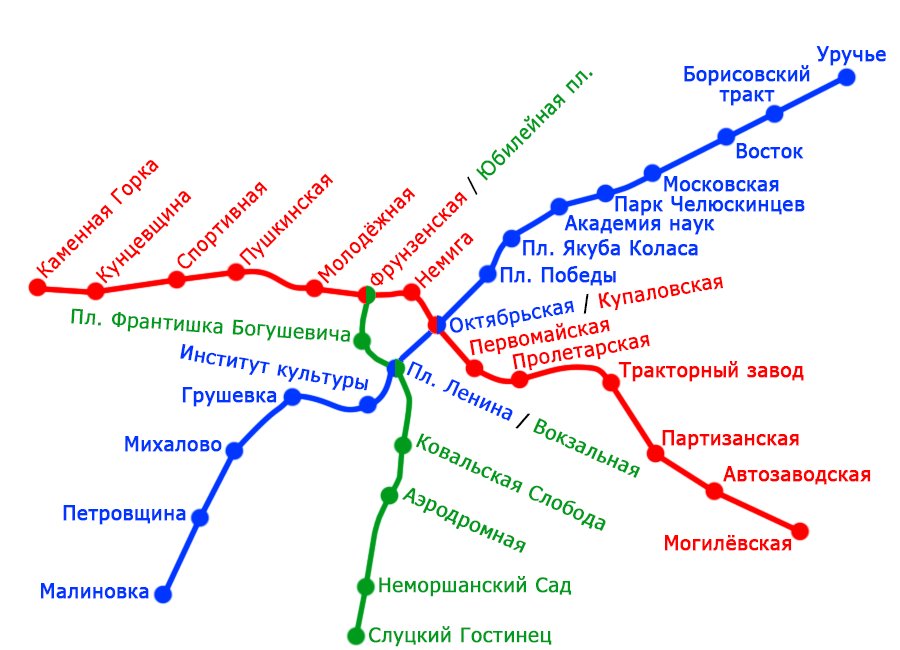
Схема линий минского метро

Первая очередь Минского метрополитена открылась в 1984 году. Ныне он состоит из трёх линий общей длиной 45 км и 36 станций.

### Велодвижение
Согласно данным социологического исследования 2019 года (было опрошено 1934 человека), в Минске около 811 тысяч взрослых велосипедов, а также 232 тысячи детских и подростковых велосипедов. В Минске один велосипед приходится на 1,9 человека. Общее количество велосипедов в Минске превышает общее количество автомобилей (770 тысяч персонального авто). Личный велосипед есть примерно у 39 % минчан. 43 % минчан ездят на велосипеде раз в месяц и чаще. По состоянию на 2017 год, уровень использования велосипеда составляет около 1 % от всех транспортных перемещений (для сравнения: 12 % в Берлине, 50 % в Копенгагене). Средняя дистанция от дома до работы и обратно в Минске составляет около 22,5 км, что на 5 км больше, чем у жителей Гомеля и Бреста и на 7,5 км больше, чем в Гродно). В 2020 году Минск вошёл в топ-3 самых велосипедных городов СНГ — после Москвы и Санкт-Петербурга.

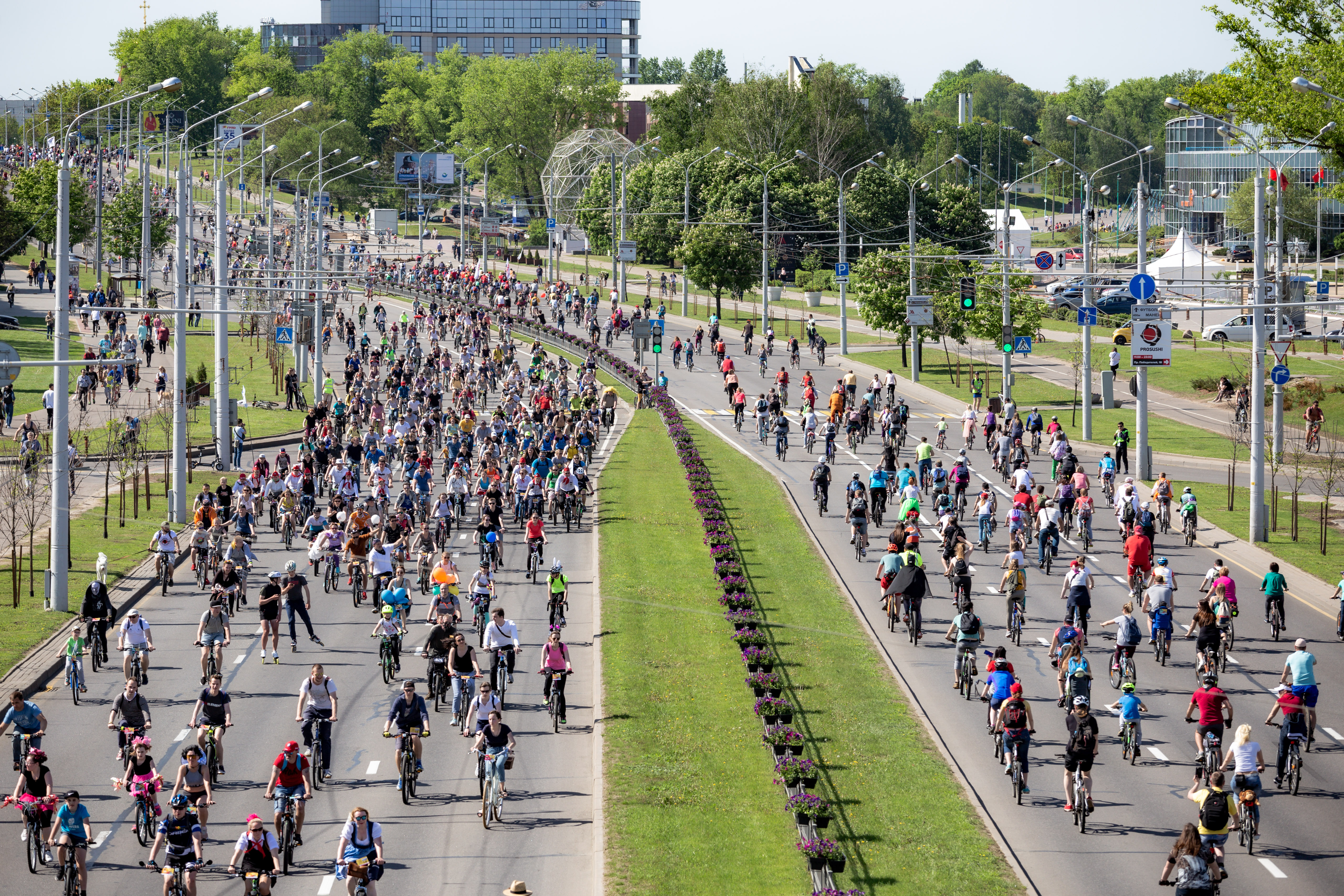
Ежегодный велокарнавал в Минске

С 2015 года в Минске проходит ежегодный велопарад/велокарнавал, во время которого на несколько часов блокируется проезд автотранспорта по проспекту Победителей (одна из главных улиц Минска). Количество участников в 2019 году составило более 20 тысяч, количество регистраций — около 12 тысяч.

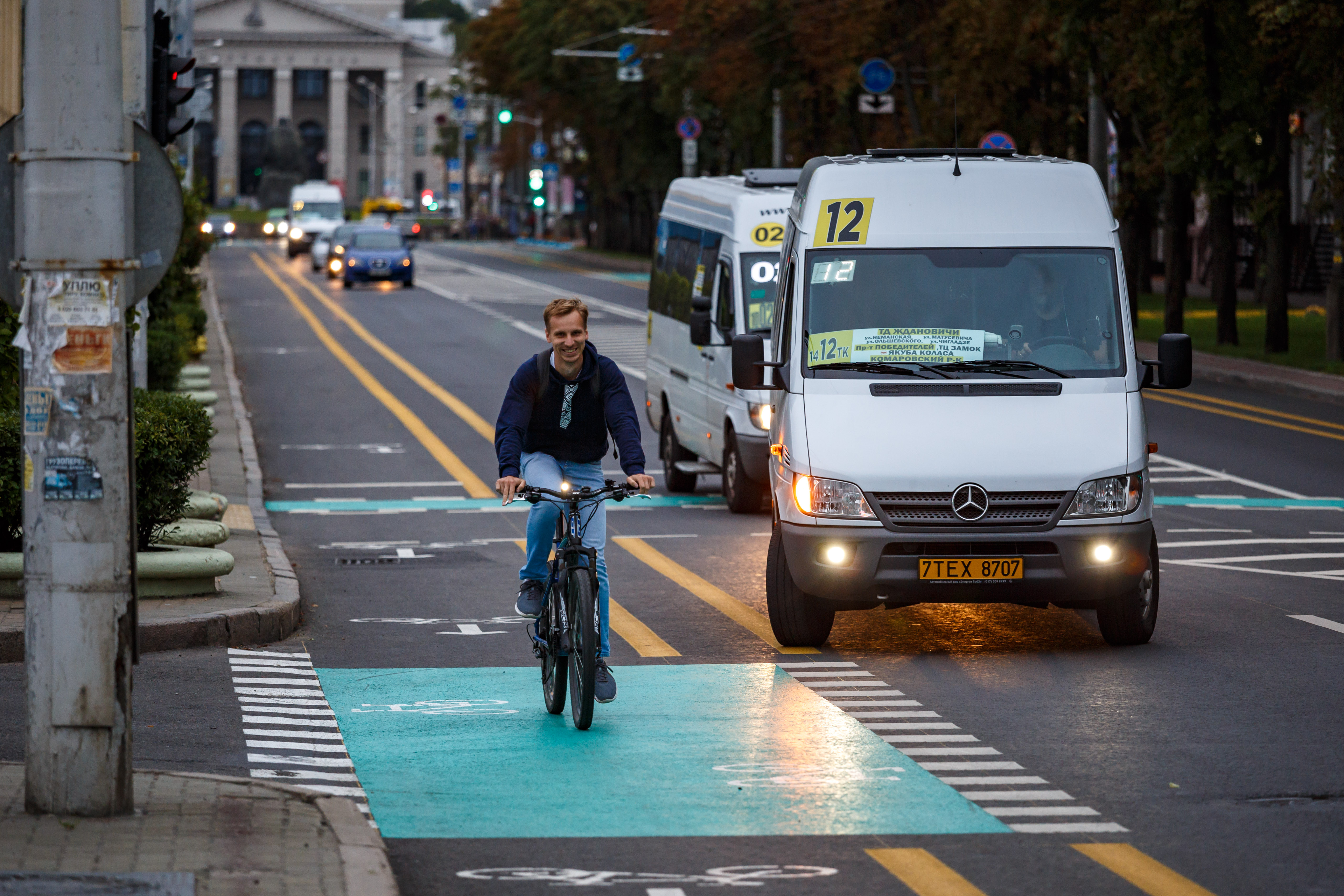
Первая в Минске велодорожка на проезжей части, пилотный проект

В 2017 году Европейский союз профинансировал проект «Городское велодвижение в Беларуси» на сумму 560 тысяч евро. Было проведено около 50 мероприятий, связанных с велосипедной тематикой, был построен маршрут Евровело-2 от Минска до границы с Польшей.
Через весь город проходит велодорожка, протяжённостью 27 км. По состоянию на 2020 год в наиболее интенсивное время проезжает 300—500 велосипедистов в час. Всего на начало 2020 года по Минску 55 км выделенных велодорожек, 196 км велопешеходных дорожек (когда тротуар разделен для движения велосипедистов и пешеходов при помощи разметки).
В 2019 году стартовал первый в Беларуси сервис автоматического проката велосипедов и электросамокатов, Колоbike, с 2020 года — также и автоматический прокат электровелосипедов.

### Аэропорты
- Национальный аэропорт Минск

## Официальные символы Минска
Герб и флаг утверждены решением Минского городского Совета депутатов от 27 марта 2001 года № 160. Зарегистрированы в Гербовом матрикуле Республики Беларусь 13 апреля 2001 года № 56. Учреждены Указом Президента Республики Беларусь от 23 июля 2012 года № 326.
Герб Минска — Вознесение Богородицы — представляет собой Богородицу в красно-фиолетовых одеждах на серебряном облаке. Её возносят в небо два летящих ангела, а над ними два херувима. Герб был присвоен городу в 1591 году. Согласно легенде, икона с изображением Вознесения прибыла в город вверх по течению Свислочи из Киева, разрушенного монголо-татарами.
Флаг Минска представляет собой прямоугольник из ткани голубого цвета с соотношением ширины и длины 11:18. Посередине лицевой стороны полотнища флага располагается изображение гербовой эмблемы города Минска.
Гимном Минска является «Песня про Минск». Утверждён в качестве официального минского символа решением Минского городского Совета народных депутатов № 207 от 24 октября 2001 года «О гимне города Минска — столицы Республики Беларусь». Автор текста — И. Панкевич. музыка В. Оловникова. Он исполняется при открытии и закрытии сессий Минского городского Совета депутатов, собраний и заседаний Минского городского исполнительного комитета, посвящённых государственным праздникам Республики Беларусь; при открытии памятников, монументов, обелисков и других сооружений в ознаменование важнейших исторических и общественно-политических событий города Минска; при вручении городу Минску государственных наград Республики Беларусь и на других торжественных мероприятиях.
| Оригинал |
| --- |
| Краса беларускага краю I творчае думкi ўзлёт, Табе сваю песню складаю, Мой горад герой-патрыёт. Припев: Хай удалеч песня мчыцца Над краiнай дарагой. Ты спявай, мая сталiца, Родны сэрцу горад мой. I паркi твае, i бульвары Люблю я вячэрняй парой. Паўсюль закаханыя пары I шэпат, i смех над ракой. Припев: Хай удалеч песня мчыцца Над краiнай дарагой. Ты спявай, мая сталiца, Родны сэрцу горад мой. Тваёй ганаруся я славай, I рады я шчырай душой, Што ў гэтай красе велiчавай Ёсць доля i працы маёй. Припев: Хай удалеч песня мчыцца Над краiнай дарагой. Ты спявай, мая сталiца, Родны сэрцу горад мой. |

## В произведениях культуры
- песня «Минск — это мы» (музыка Gusto, слова Егор Zeman Гаврилов)
- «Песня пра Мінск» (музыка Владимира Оловникова, слова Игнатия Панкевича) 24 октября 2001 года единогласно утверждена депутатами Минского городского Совета в качестве гимна г. Минска.
- «Песня пра Мінск» (музыка Игоря Лученка, слова Пимена Панченко). Мелодию припева этой песни каждый час на протяжении 19 секунд отбивают куранты на башне восстановленной в 2004 году Минской ратуши.
- «Песня о Минске» (музыка О. Ламброзо, слова В. Стриженова)
- Песня «Мінск-Менск» белорусской рок-группы N.R.M.
- Песня «Баллада о городе-герое» (музыка Ю. Семеняко, слова А. Бачило)
- Песня «Баллада о Минске» (музыка И. Лученка, слова Русака)
- Песня «Вячэрні Мінск» (музыка Бутвиловского, слова Дзеружинского)
- Песня «В Минске ясная погода» (музыка С. Носкова, слова И. Галкина)
- Песня «Звёзды над Минском» (музыка Л. Абелиовича, слова М. Ясеня)
- Песня «Мінскі вечар» (музыка И. Капланова, слова А. Жукова)
- Песня «Мінская зорка» (музыка А. Козловича, слова А. Козловича)
- Песня «Минск — это я» (музыка С. Ковалёва, слова К. Слуки)
- Песня «Минск» (музыка А. Струева, слова М. Ясеня)
- Песня «Минск» (музыка Е. Введенского, слова Е. Введенского)
- Песня «Минская осень» (музыка М. Качана, слова М. Ясеня)
- Песня «Минские окна» (музыка С. Ковалёва, слова С. Ковалёва)
- Песня «Минские окраины» (музыка Л. Захлевный, слова М. Ясеня)
- Песня «Минский вальс» (музыка Шумилина, слова Дзеружинского)
- «Песня молодых строителей Минска» (музыка Владимира Оловникова, слова Н. Лазарюка)
- Песня «Чатыры штыкі над Мінскам» (музыка Ю. Семеняко, слова П. Бровки)
- Песня «Minsk One Love» (музыка М. Корж)
- Песня «Здравствуй, Минск» (музыка Л. Захлевный, слова С. Сологуб)
- Песня «Mensk — Paris» (Ольга Палюшик)
- Песня «Города Беларуси»
- Песня «А Минск озяб совсем» (музыка и слова Николая Анисимова)
- Песня «Перловка» (музыка А. Косенкова)
- Песня «Житель Столицы»
- Песня «Есть у города слава гордая» (музыка И. Лученка, слова А. Вертинского)
- Песня «Горад мой» (музыка Л. Захлевного, автор слов — Л. Прончак)
- Песня «Город распустившихся каштанов» (музыка Н. Третьякова, автор слов — Курлович)
- Песня «Город счастья весеннего» (музыка С. Альхимович, слова Н. Чернявского)
- Песня «Горад вясны» (музыка В. Прохорова, слова В. Коризны)
- Песня «Признание городу» (музыка Ю. Семеняко, слова А. Легчилова)
- Песня «Говорит и показывает Минск» (музыка Анатолия Вечера, слова неизвестного, исполнитель Лариса Грибалёва)
- Песня «В холода, в холода» (музыка и слова Владимира Высоцкого)
- Песня «Месторождение» (музыка и слова Атморави)

- «Освобождение Минска» (Валентин Волков)[134]
- «Площадь Победы» (Довгялло М. Х., 1953 г., картон/масло)[135]
- «Западный мост» (Варламов В. М., 1963 г., холст/масло)
- «Район Немиги» (Скрипниченко Г. С., 1960 г., картон/масло)
- «Минск строится» (Аракчеев Б. В., 1966 г., холст/масло)
- «Ул. Богдана Хмельницкого» (Беланович И. И., 1985 г., картон/масло)
- «Немига» (Скрипниченко Г. С., 1965 г., бумага/масло)
- «Минская ТЭЦ-1» (Беланович И. И., 1970 г., холст/масло)
- «Кафедральный собор» (Довгялло М. Х., 1965 г., картон/масло)
- «Улица Мясникова» (Варламов В. М., 1980 г., холст/масло)
- «По чистой воде. Комсомольское озеро» (Куйчик Н. Н., 1970 г., холст/масло)
- «Утро над городом» (Чепик С. М., 1954 г., холст/масло)
- «Парк Горького» (Чепик С. М., 1959 г., холст/масло)
- «Улица Я. Мавра. Снег» (Бархатков А. С., 1984 г., картон/масло)
- «Городской пейзаж» (Дучиц Н. Н., 1944 г., холст/масло)
- «Вечер на Свислочи» (Данциг М. В., 1953 г., холст/масло)
- «Мост по ул. Я. Купалы» (Дучиц Н. В., 1963 г., холст/масло)
- «Уголок старого Минска. Немига» (Непомнящий Б. А., 1950 г., холст/масло)
- «Старая баня» (Непомнящий Б. А., 1949 г., холст/масло)
- «Минск» (Непомнящий Б. А., 1949 г., холст/масло)
- «У Свислочи» (Дучиц Н. В., 1966 г., холст/масло)
- «Руины Минска» (Дучиц Н. В., 1943 г., холст/масло)
- «Студенты на отдыхе» (Непомнящий Б. А., Моносзон М. И., 1960 г., холст/масло)
- «На берегу Свислочи» (Дучиц Н. В., 1966 г., холст/масло)
- «Сушится бельё. Ул. Кропоткина» (Белоусов В. П., 1955 г., картон/масло)
- «Минск. Окраина» (Басов В. И., 1949 г., холст/масло)
- «Старый Минск» (Чепик М. Ф., 1960 г., бумага/акварель)
- «Свислочь» (Беланович И. И., 1961 г., холст/масло)
- «Набережная Свислочи» (Волынец Н. И., 1970 г., холст/масло)
- «Заводской посёлок. ТЭЦ-1» (Михайловский В. К., 1952 г., картон/масло)
- «Строительство детского сада» (Куйчик Н. Н., 1964 г., холст/масло)
- «ЦУМ строится» (Чепик М. Ф., 1962 г., бумага/акварель)
- «Телестудия» (Чепик М. Ф., 1961 г., бумага/акварель)
- «Улица Я. Купалы» (Чепик М. Ф., 1989 г., бумага/гуашь)
- «Церковь Марии Магдалины» (Гомонов В. К., 1993 г., холст/масло)
- «По улице Веры Хоружей» (Куйчик Н. Н., 1983 г., холст/масло)
- «Минск» (Мельникова Светлана)

## Культура
С 20 по 26 октября 2008 года в Минске прошли юбилейные V молодёжные Дельфийские игры государств-участников СНГ. Подготовку и проведение мероприятия осуществили совместно Национальный Дельфийский комитет Беларуси и Международный Дельфийский комитет.
В городе действует Белорусский государственный цирк.
В Минске работают несколько десятков библиотек. Вот список крупнейших:
- Национальная библиотека Беларуси — библиотечный фонд насчитывает 9263,8 тыс. экземпляров; в 2012 году выдано 2606,8 тыс. экземпляров книг и журналов[136]
- Центральная научная библиотека им. Я. Коласа НАН Беларуси
- Научная библиотека Белорусского национального технического университета
- Президентская библиотека Республики Беларусь
- Минская областная библиотека имени А. С. Пушкина
- Минская городская библиотека имени Я. Купалы
- Городская библиотека № 1 имени Л. Толстого
- Библиотека имени Ф. Богушевича
- Республиканская научная медицинская библиотека

Самые посещаемые музеи города Минска (2016 год):
1. Белорусский государственный музей истории Великой Отечественной войны — 559,6 тыс.
2. Национальный исторический музей Республики Беларусь — 394,5 тыс.
3. Национальный художественный музей Республики Беларусь — 186,7 тыс.
4. Государственный музей истории белорусской литературы[бел.] — 135,2 тыс.
5. Государственный литературный музей Янки Купалы — 126 тыс.

Самые посещаемые театры Минска (2016 год):
1. Национальный академический Большой театр оперы и балета Республики Беларусь — 239 693 посетителя;
2. Белорусский государственный академический музыкальный театр — 137 570 посетителей;
3. Национальный академический драматический театр имени М. Горького — 82 990 посетителей;
4. Национальный академический театр имени Янки Купалы — 78 495 посетителей.

В 2023 году постановлением Министерства культуры Республики Беларусь от 30 мая 2023 года № 80 статус нематериальной историко-культурной ценности присвоен элементам «Культура белорусской дуды в г. Минске» и «Культура белорусской дуды» на территории г. Минска.

## Архитектура и достопримечательности

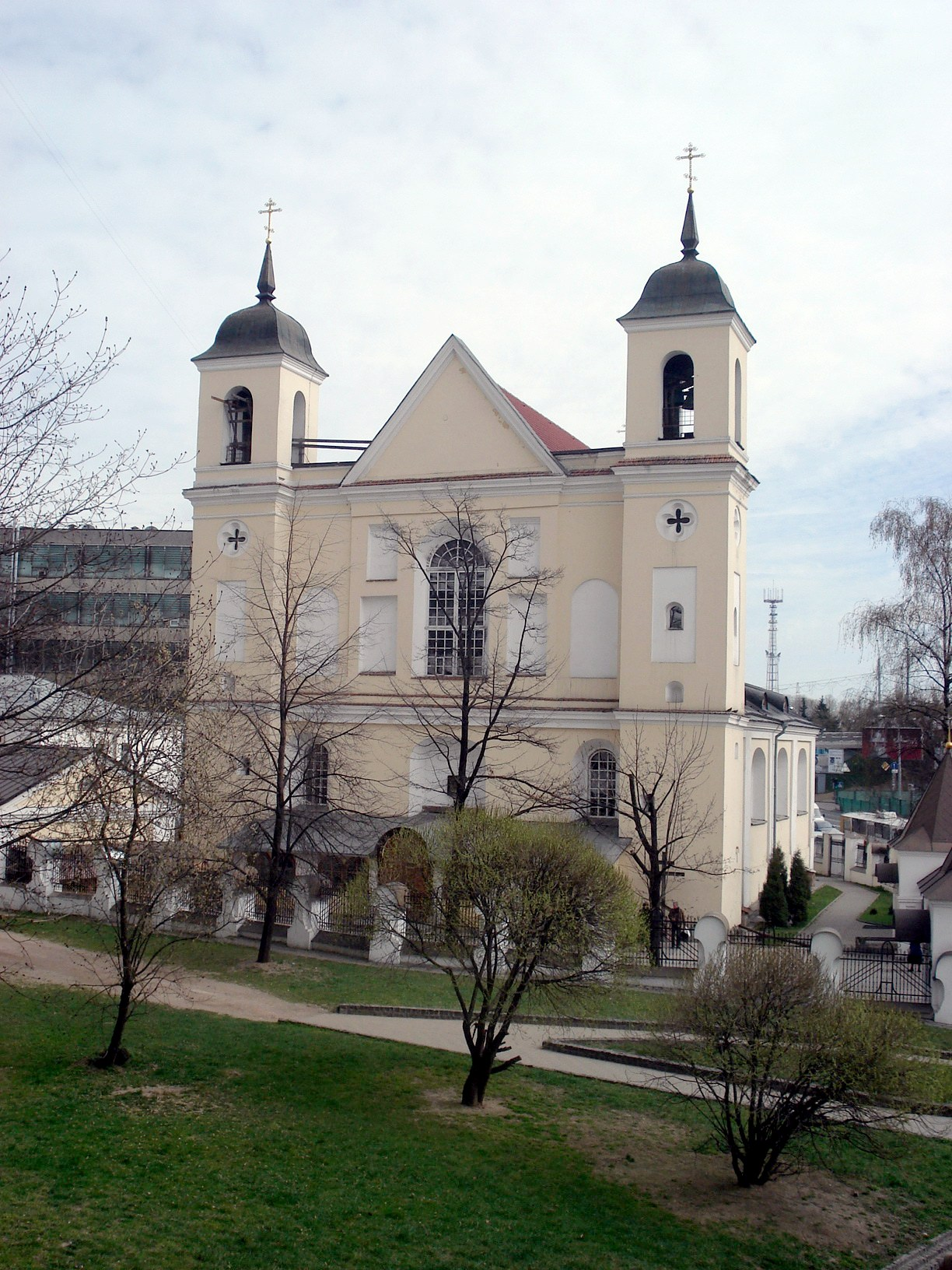
Собор святых апостолов Петра и Павла, 1610—1620

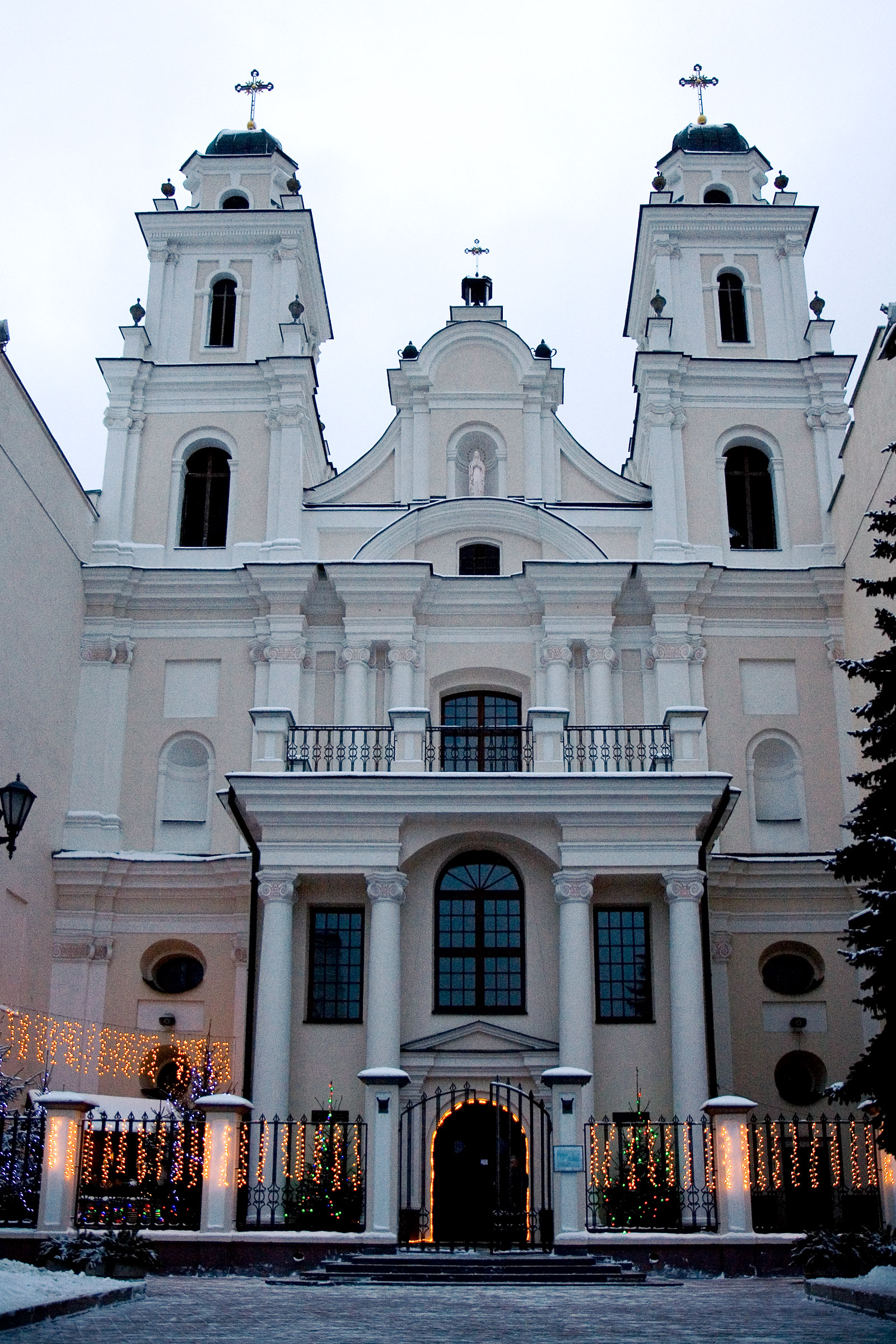
Кафедральный собор Девы Марии, 1700—1710

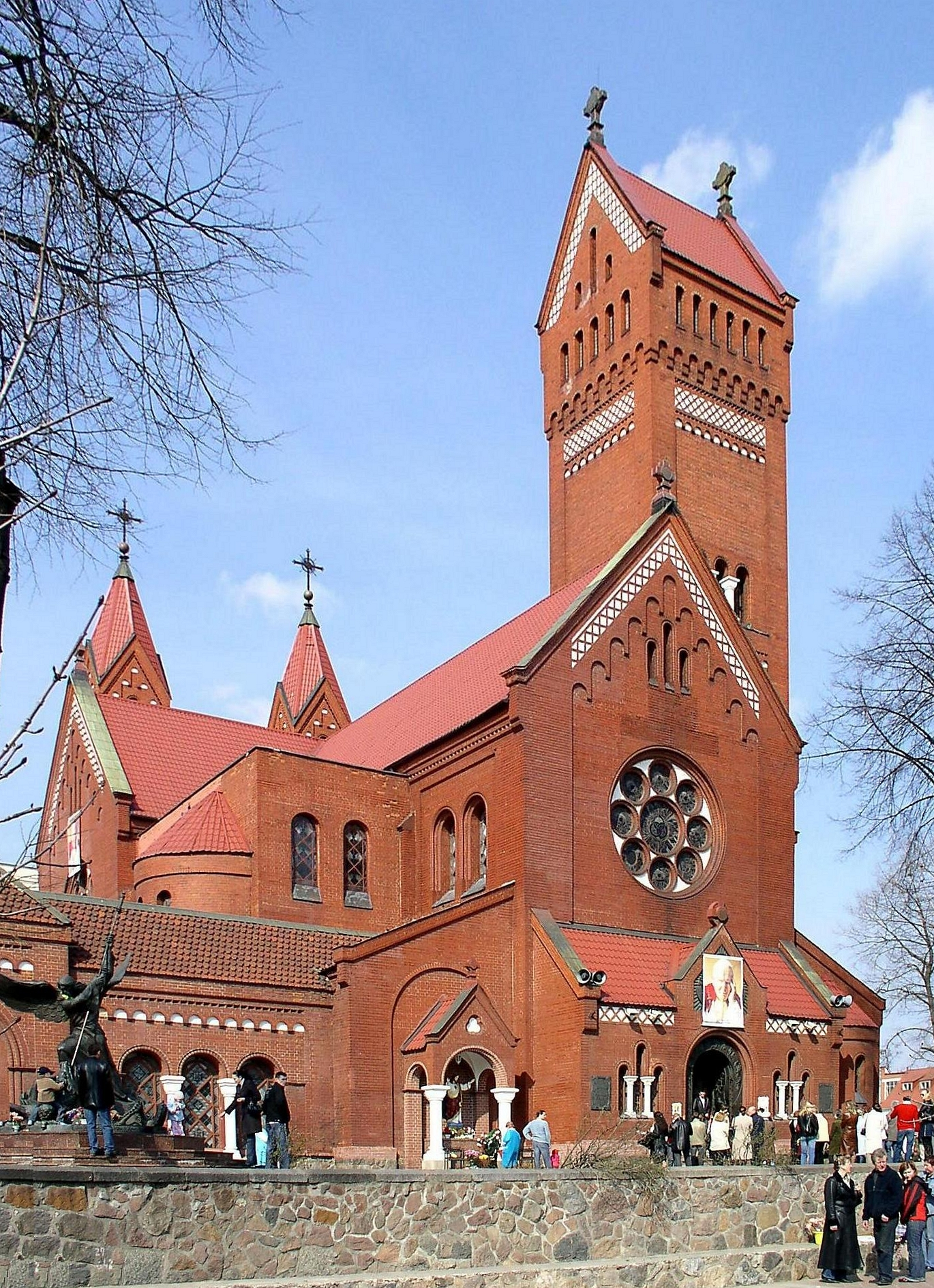
Костёл святых Симеона и Елены («Красный костёл»), 1905—1910

Театр оперы и балета, 1934—1938

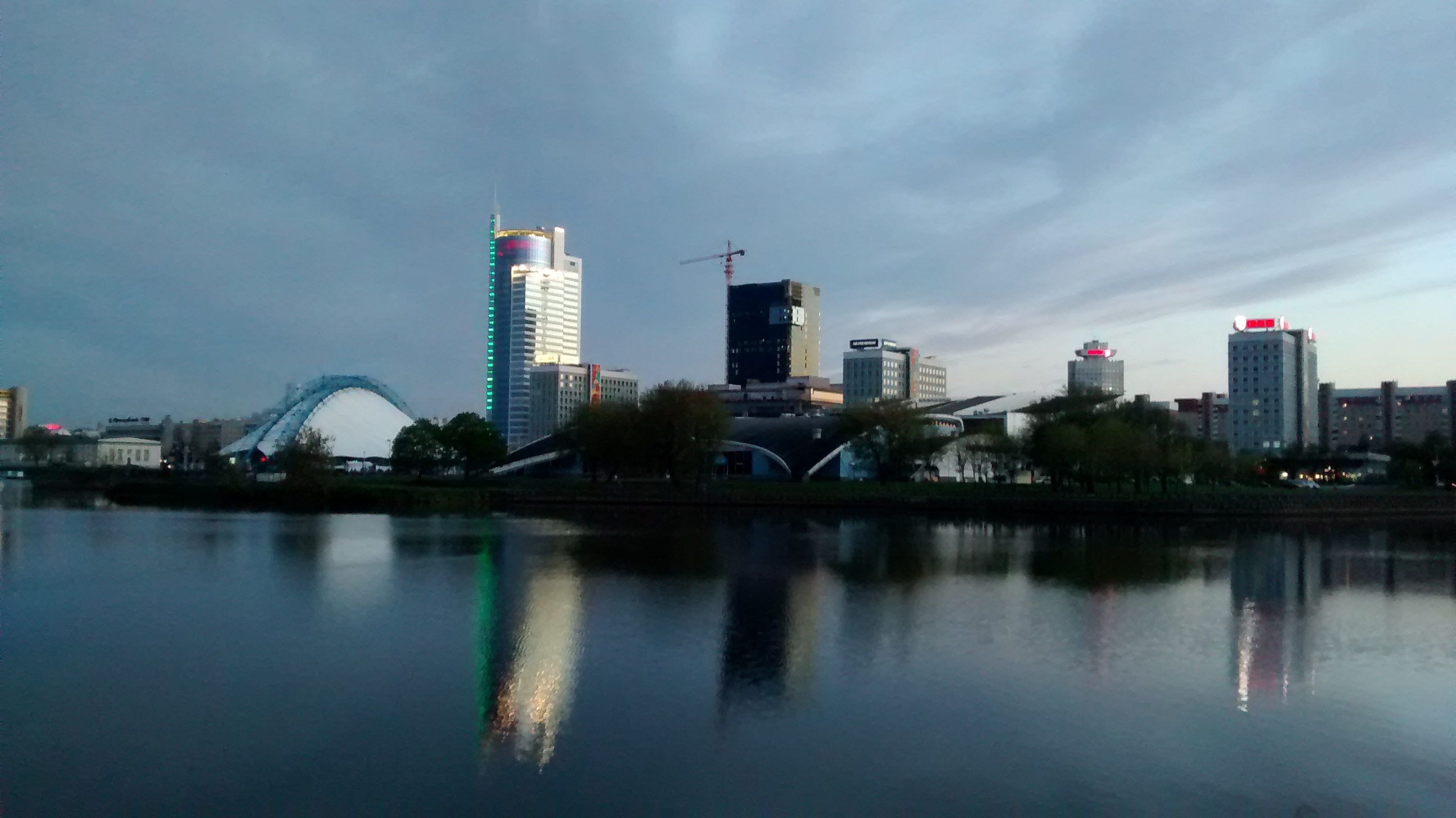
Вид на комплекс офисных и жилых высоток в Минске

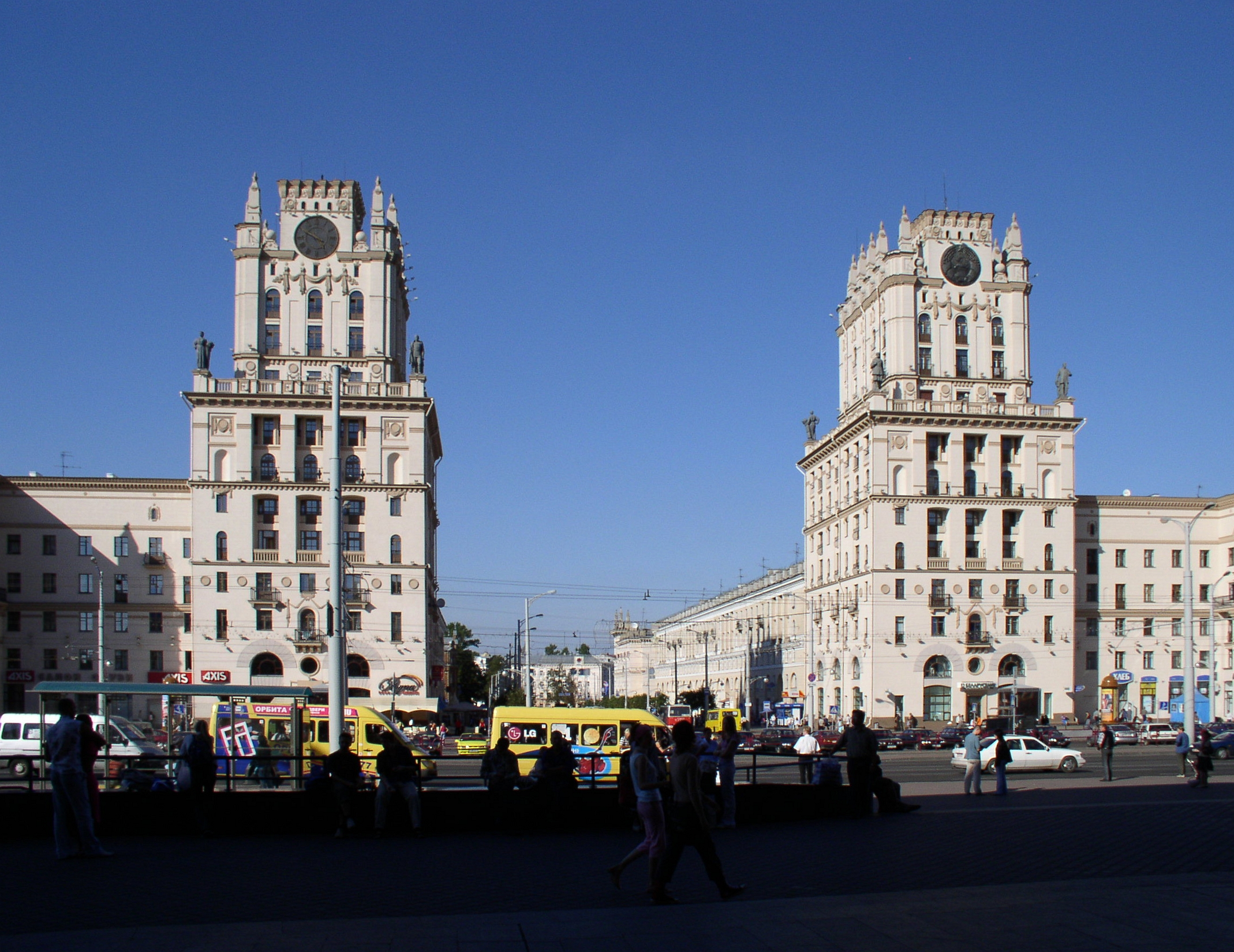
«Ворота Минска», Привокзальная площадь, 1947—1953

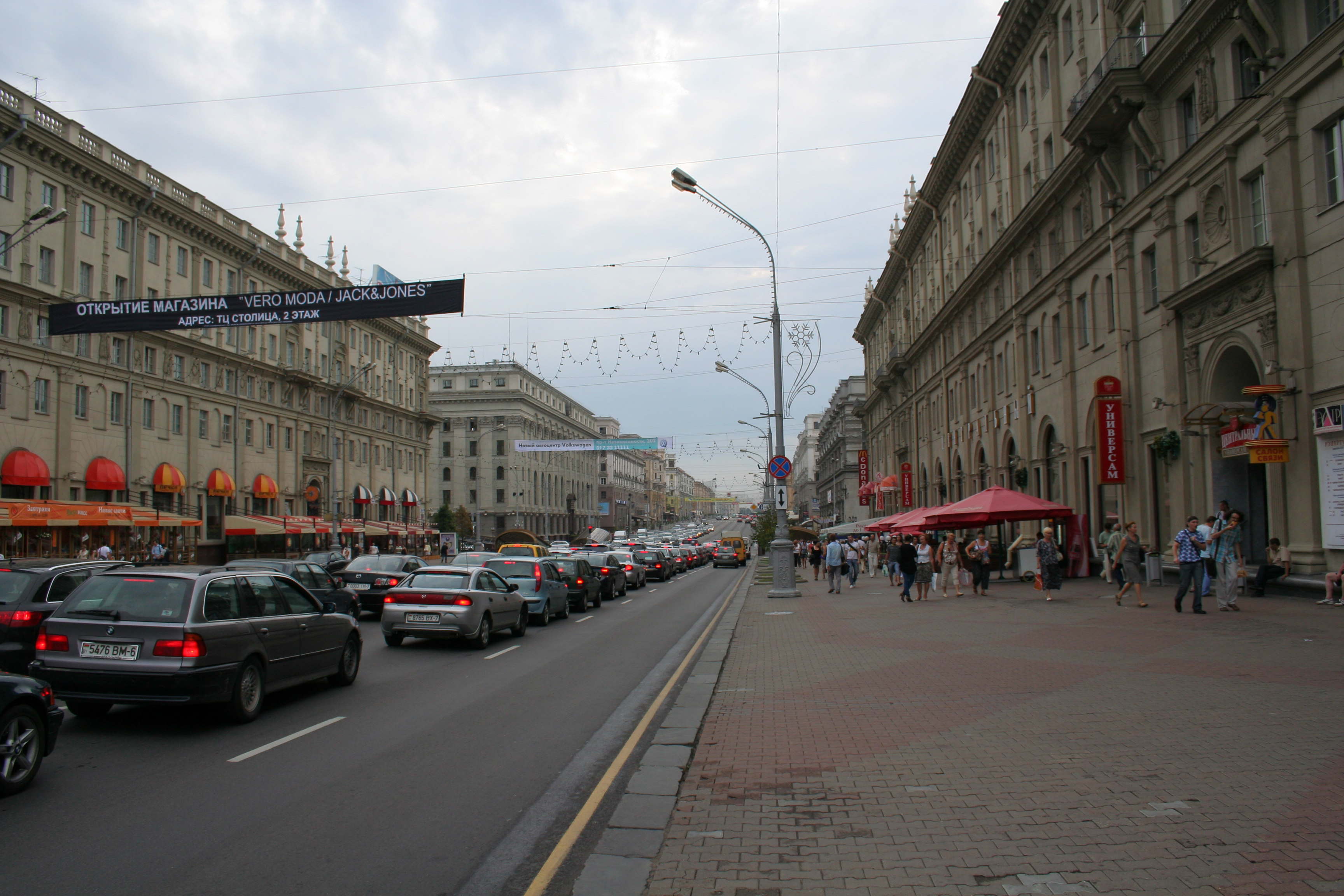
Застройка начального участка проспекта Независимости, 1940—1950

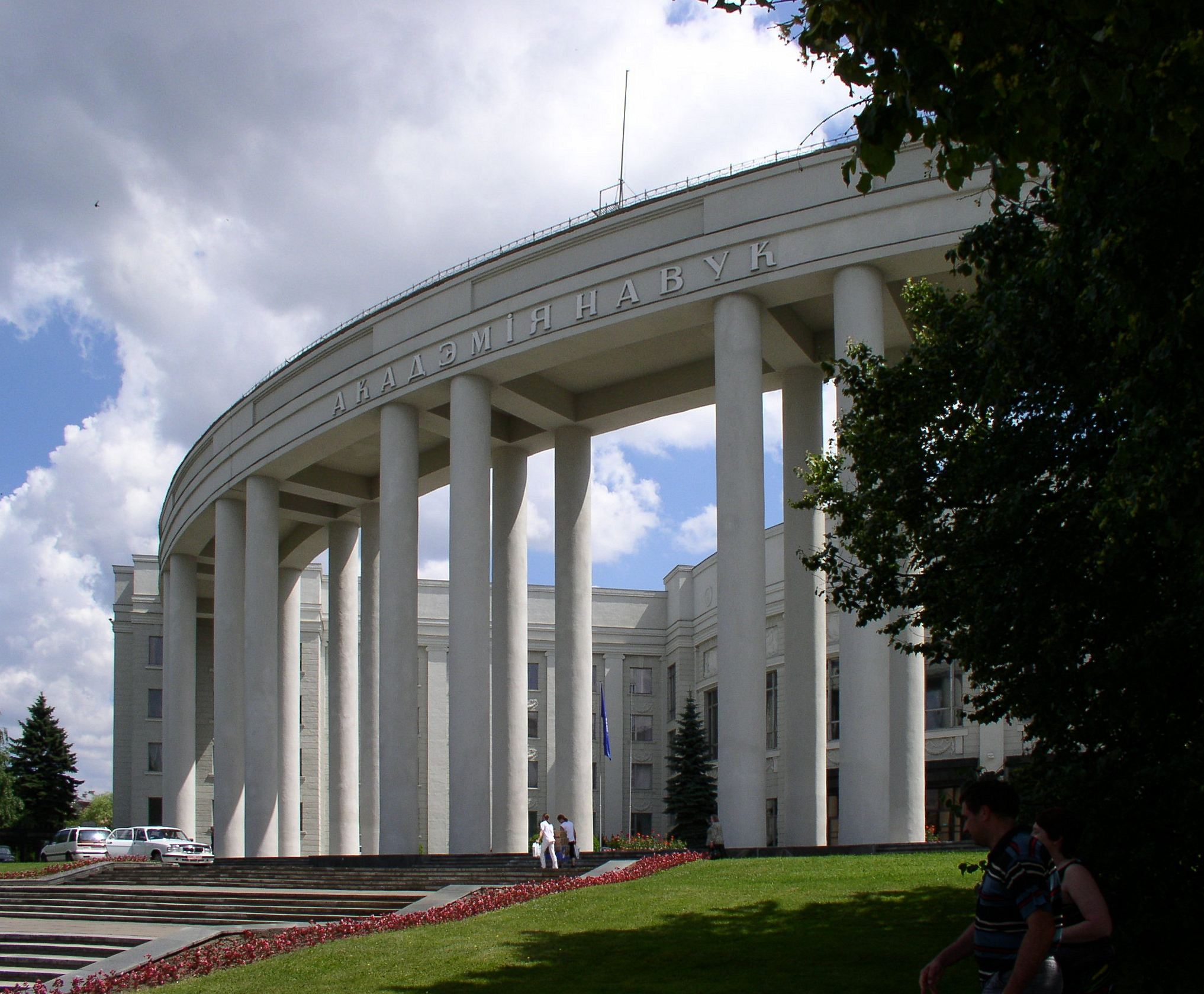
Главное здание академии наук

### Архитектура Минска
Древний Минск располагался в низине на берегу Свислочи, на уровне примерно восьми метров выше современного уровня реки. Близлежащие возвышенности — Троицкая гора, район площади Свободы и район Юбилейной площади. Важнейшее архитектурное сооружение раннего Минска — деревянный замок. Вокруг него располагался неукреплённый посад. Все сооружения древнего города были деревянными. Преобладал срубный тип застройки, площадь жилых домов в основном составляла от 9 до 25 м². Большинство домов были однокамерными и лишь немногие имели сени. Первое известное каменное сооружение в Минске — фундамент незавершённого храма второй половины XI века — строился по нетипичным для Древнерусского государства методам, хотя архитектурный план храма схож с культовыми сооружениями полоцкой архитектурной школы. Ширина покрытых деревянным настилом улиц составляла три-четыре метра. Все улицы сходились у ворот замка. Из-за болотистой почвы в городе также существовали дренажные конструкции.
Сложившаяся планировка улиц сохранялась очень долго, однако после пожара 1547 года система улиц и площадей была частично пересмотрена, а рынок был перенесён с прежнего места перед замком на нынешнюю площадь Свободы, расположенную в нескольких сотнях метров южнее. Тем не менее в старой, низинной части города расположение улиц сохранилось до XX века. Болотистый район севернее замка оставался почти незаселённым до XVI века, пока здесь не появилось и начало быстро застраиваться Татарское предместье (Татарский конец). Главной улицей северной части города оставалась улица Немига (Немигская), которая возникла на торговом пути в западном направлении. Из-за того что параллельно улице текла наполовину высохшая река Немига, улицу затапливало каждую весну и осень.
В XVI—XVII веках стал активно застраиваться и заселяться район Верхнего рынка, а в начале XVII века новые границы города были обнесены земляным валом с бастионами по линии современных улиц Романовская слобода, Городской вал, проспект Независимости, улица Янки Купалы. Вал также проходил у Татарского конца и за Троицкой горой на левом берегу Свислочи.
Долгое время Минск оставался преимущественно деревянным. В XVII—XVIII веках была построена двухэтажная каменная ратуша, а также несколько каменных культовых сооружений в стиле барокко (в том числе виленского барокко): католические иезуитский костёл Девы Марии 1709 года, костёлы монастырей бернардинцев и бернардинок (последний преобразован в Кафедральный собор Сошествия Святого Духа Белорусского экзархата РПЦ), костёл святого Фомы Аквинского, православная церковь Петра и Павла, униатская церковь Святого Духа). В результате в 1800 году в Минске появилось 39 каменных и 970 деревянных жилых домов, а также 48 других сооружений, большинство из которых были каменными, — в 1795 году в городе было 11 каменных храмов и 6 деревянных. Количество католических храмов сокращалось — в XIX веке велась перестройка ряда католических и униатских храмов в стиле барокко по православным канонам. 30 мая 1835 года в Минске произошёл сильный пожар, после которого было запрещено строить деревянные дома в центре города. После этого количество каменных домов в городе увеличилось с более чем 40 в 1800 году до 1027 в 1904 году и 3 тысяч в 1917-м. В центре города преобладала двух- и трёхэтажная застройка. В 1857 году была снесена Минская ратуша. Немалая часть земли в центре города принадлежала дворянам, церквям и монастырям — в начале XIX века на этих землях стояло 62 % всех домов в городе. Предместья Слобода и Комаровка до 1812 года были юридикой (частным владением) Радзивиллов. В 1841 году у католического духовенства была конфискована вся недвижимость. Сокращалось число монастырей — если на момент второго раздела Речи Посполитой в Минске было 13 монастырей, то в середине века их осталось всего три. В 1913 году построена Главная синагога города.
В 1836 году началось освоение «Нового места» (территория современного Александровского сквера). Во второй четверти XIX века начала застраиваться улица Захарьевская (современный проспект Независимости), вскоре ставшая главной улицей города, а также кварталы южнее её. В 1871 году через город прошла железная дорога, а в 1873 году пересеклись две железнодорожные магистрали, что привело к появлению районов поселения железнодорожников и строительству вокзала на тогдашней юго-западной окраине города. Городские районы заметно различались по национальному и имущественному признаку — чернорабочие и мелкие ремесленники жили в предместьях, а еврейская беднота — в районе улицы Немига и севернее её.
Большое значение в XIX веке придавалось благоустройству города — в 1830-е годы улицы города начали активно мостить брусчаткой, в основном на деньги от «каменного сбора» — сбора денег с проезжавших через минские заставы. В 1872 году был заложен Александровский сквер, в 1874 году — открыт первый городской фонтан, а в городе начал работать водопровод, действующий от водонапорной башни возле Александровского сквера. В конце века открылся городской театр (нынешний театр имени Янки Купалы). В 1896—1898 годах на пожертвования была возведена церковь святого Александра Невского с использованием элементов русского барокко. В 1905—1910 годах на деньги местного купца был возведён костёл святых Симеона и Елены («Красный костёл»). Благоустройство, однако, не коснулось предместий, окрестных слобод и всего старого города. К началу XX века центр города представлял систему прямоугольных кварталов с расходящейся от центра радиальной системой улиц и трактов, в то время как предместья застраивались хаотично. В начале XX века действовал ряд промышленных предприятий, располагавшихся на юго-востоке (машиностроительный завод, дрожже-винокуренный завод), юге (скотобойни, крахмало-паточный завод, завод «Технолог»), юго-западе (мастерские по ремонту железнодорожных составов), западе (производство кирпичей и обоев) и северо-востоке (пивоваренный завод «Богемия»). Вокруг них располагались рабочие посёлки.
После подписания Брест-Литовского мира Минск перешёл под контроль Германии. В 1919—1920 годах город был после небольших боёв занят польскими войсками и затем вновь почти без боя взят Красной Армией. Практически бескровные переходы в чужие руки позволили избежать масштабного повреждения городской застройки. Тем не менее за годы войн коммунальное хозяйство пришло в упадок, а многие дома требовали ремонта.
В 1923 году территория Минска была законодательно увеличена вдвое. В 1930-е годы границы города расширялись дальше. В середине 1920-х началось строительство рабочего посёлка имени Коминтерна и других в Ляховке, в районе площади Парижской коммуны, улицы Кропоткина и вокзала. За 1920—1932 годы население города увеличилось почти втрое, из-за чего появилась проблема острой нехватки жилья. Однако её удавалось успешно решать: в 1926 году средняя обеспеченность жильём составляла 4,4 м² на человека, а в 1930 году — 5,7. Тем не менее рост города происходил очень быстро, и средняя обеспеченность жилой площадью к 1938 году упала до уровня 1926 года (4,4 м² на человека). В этот период было открыто несколько новых заводских корпусов и реконструированы многие старые. В 1934 году была построенная новая электростанция мощностью 6,4 МВт (современная ТЭЦ-2).
Значительное внимание уделялось благоустройству города. В мае 1930 года была пущена в эксплуатацию общегородская сеть канализации, в 1926—1932 годах были открыты три новых бани и механизированная прачечная. В этот период открылись кинотеатры «Центральный» и «Победа». В 1934 году стали асфальтировать улицы, первыми были заасфальтированы Привокзальная площадь, улицы Кирова, Ленина, Свердлова, Советская и начальный отрезок нынешнего проспекта Независимости. Большое внимание уделялось строительству новых школ — в 1935—1937 годах, например, было построено 16 новых школ, и все имели актовые и спортивные залы. Велись работы по электрификации рабочих окраин, по осушке Комаровского и Слепянского болот.
В 1920—1930-х годах в центральной части города велось активное строительство. Самые известные сооружения этого периода: Дом правительства БССР, Большой театр оперы и балета, Дом офицеров, главное здание Академии наук (все — по проекту Иосифа Лангбарда), Дворец пионеров и здание ЦК КПБ (оба — по проекту Анатолия Воинова и Владимира Вараксина) и Государственная библиотека (архитектор — Георгий Лавров). Часть новых зданий была выполнена в стиле конструктивизма (прежде всего, Дом правительства и Государственная библиотека), но с 1930-х годов от него отказались. Построили крупный университетский (архитектор И. К. Запорожец) и клинический городок. До начала Второй мировой войны были также построены Дом печати, Дом партийных курсов, здание Политехнического института, корпус Института физической культуры, гостиница «Беларусь», здание школы № 4 (по индивидуальному проекту), центральный дом физкультуры (1933) и стадион Динамо (1934), который вмещал тогда 10 000 зрителей. Также был открыт аэропорт со зданием аэровокзала. В 1938—1940 годах реконструировали железнодорожный вокзал. В 1929 году была взорвана небольшая каплица Александра Невского в районе Александровского сквера. На 22 июня 1941 года было назначено открытие Комсомольского озера.
Тем не менее большинство зданий города за пределами центра оставались деревянными, а строительство новых зданий носило точечный характер. Долгое время не существовало единой концепции развития города, хотя в 1926 году был принят план развития города, разработанный В. Н. Семёновым. План предусматривал преобразование прямоугольной структуры города в радиально-кольцевую, где центр был бы плотно застроен, а окраины сохранили бы преимущественно одноэтажную застройку. Главными магистралями города должны были стать нынешние проспект Независимости и улицы Долгобродская — Козлова — проспект Машерова. В 1934 году были представлены наброски генерального плана развития Минска и лишь в 1938 году утвердили генеральный план развития города, разработанный в Ленинграде под руководством Владимира Витмана, в основе которого лежали идеи создания радиально-кольцевой планировки улиц и серии зелёных рекреационных зон по берегам реки Свислочь, а также перестройки хаотично застроенных районов Старого города. Окончательный вариант плана был завершён в 1940 году.

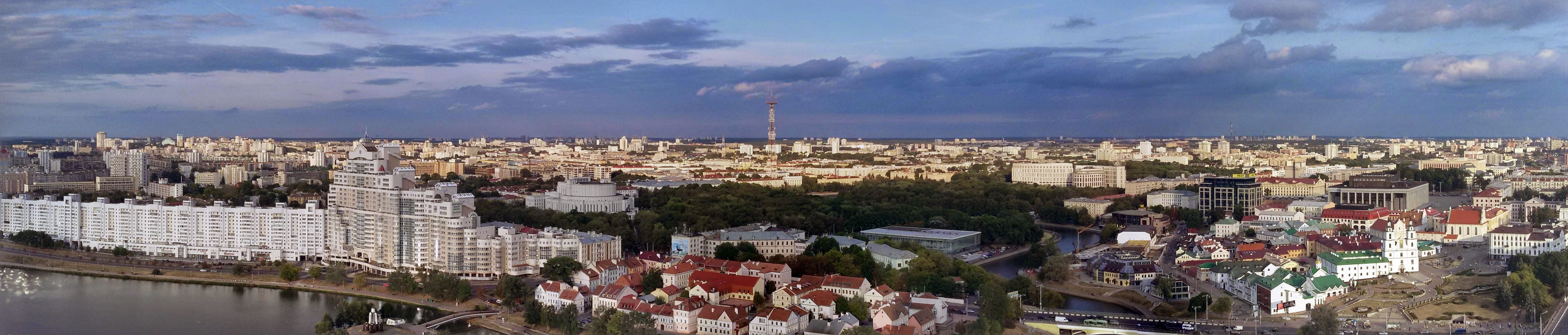
Вид на Троицкое предместье и Верхний город

В годы Великой Отечественной войны Минск был в основном разрушен. Наиболее монументальные постройки (Красный костёл и соборы в стиле барокко, Дом правительства, Дом офицеров, Театр оперы и балета), однако, уцелели. Вскоре после ухода немецких войск в город прибыла комиссия Комитета по делам архитектуры при Совете Министров СССР, которая разработала эскиз плана реконструкции и развития Минска. В работе над созданием плана участвовал и Лангбард. В 1946 году был принят новый генеральный план, разработанный архитекторами под руководством Трахтенберга и Андросова на основании этого эскиза; впоследствии этот план уточнялся пять раз. В основу этого плана заложили идеи, озвученные ещё в плане 1938 года: формирование радиально-кольцевой структуры уличной сети, развитие зелёной зоны по берегам Свислочи, формирование центра города в районе площади Ленина и Ленинского проспекта (современные площадь и проспект Независимости).
В 1950 году был взорван частично разрушенный во время войны костёл св. Фомы Аквинского с прилегающим к нему монастырём доминиканцев, хотя ранее он был объявлен памятником архитектуры. В 1947—1953 годах построили «Ворота Минска».
1965 год — Совет министров БССР утвердил новый план развития и реконструкции города, разработанный в 1963 году под руководством Людмилой Гафо, Евгением Заславским и другими архитекторами. В 1971 году план был скорректирован с учётом ускоренного роста численности населения, а в 1982 году был разработан генеральный план развития Минска до 2000 года.
Самым высоким зданием в Минске в настоящее[когда?]ё время является 34-этажный жилой дом «Парус» (высота 133 м).

### Сады и парки
В Минске насчитывается 26 парков, 159 скверов и 26 бульваров общей площадью более 2 тыс. га. Многие парки построены ещё в 1980-е годы и нуждаются в реконструкции. Кроме того, темпы строительства новых объектов зелёного хозяйства отстают от темпов возведения жилья. Поэтому в 2011—2015 годах в Минске будет реализована программа строительства и реконструкции парков, скверов и бульваров.

### Гостиницы
- Гостиница «40 лет Победы»
- Гостиница «Crowne Plaza»
- Гостиница «IBB»
- Гостиница «Агат»
- Гостиница «Академическая»
- Гостиница «Алмаз»
- Гостиница «Беларусь»[168]
- Гостиница «Виктория»
- Гостиница «Европа», пять звёзд (вновь воссозданный памятник архитектуры на месте довоенной «Европы»)[169]
- Гостиница «Желонь»
- Гостиница «Журавинка»
- Гостиница «Звезда»
- Гостиница «Кемпински» (строится, пять звёзд)[170])
- Гостиница «Минск»
- Гостиница «Октябрьская»
- Гостиница «Орбита»
- Гостиница «Планета»
- Гостиница «Спорт»
- Гостиница «Спутник»
- Гостиница «Турист»
- Гостиница «У Фонтана»
- Гостиница «Экспресс»
- Гостиница «Юбилейная»
- Гостиница БГУ (Белорусского государственного университета)
- Гостиница Белкоопсоюза
- Гостиница Белтрансгаз
- Гостиница Высшего государственного колледжа связи
- Гостиница МВД (Министерства внутренних дел Республики Беларусь)
- Гостиница ММЗ (Минского моторного завода)
- Гостиница РИПО (Республиканского института профессионального образования)
- Гостиница РУП минтруда и соцзащиты
- Гостиница спортклуба Министерства обороны Республики Беларусь[171][172]

| Единовременная вместимость гостиниц и аналогичных организаций в Минске                                                         |
| --- |
| График не отображается по техническим причинам. Чтобы исправить это, воспроизведите график в новом формате, если это возможно. |
| Численность размещённых лиц, тыс.                                                                                              |
| График не отображается по техническим причинам. Чтобы исправить это, воспроизведите график в новом формате, если это возможно. |

Гостиница «Беларусь» — образец архитектуры советского Минска

На 31 декабря 2018 года в Минске действовало 67 организаций в сфере размещения туристов, в том числе 52 гостиницы и аналогичных заведения. В Минске располагались все 4 гостиницы категории «5 звёзд» в Республике Беларусь, 4 из 5 гостиниц категории «4 звезды» в стране, 13 из 35 гостиниц категории «3 звезды», а также 5 гостиниц категории «2 звезды» и 26 — без категории. 30 гостиниц и аналогичных заведений находились в государственной собственности (19 — в республиканской, 11 — в коммунальной), 28 — в частной, 9 — в иностранной.
На 31 декабря 2018 года в гостиницах и аналогичных заведениях Минска было 6298 номеров единовременной вместимостью в 11 431 человек. Всего за 2018 год в них было размещено 785,7 тысяч человек (600,9 тыс. иностранцев и 184,8 тыс. граждан Республики Беларусь). Выручка гостиниц от размещения туристов составила 150,7 млн руб. (около 75 млн долларов). Коэффициент загрузки гостиниц в 2018 году составил 41 % (самый высокий показатель в стране). Ещё 469,9 тыс. человек (338,7 тыс. граждан РБ и 131,2 тыс. иностранцев) было размещено в индивидуальных средствах размещения, выручка составила 21,9 млн руб. (около 10 млн долларов).
На лето 2011 года имеются, строятся или планируются (например, одна из них — в бывшем монастыре бернардинцев — памятнике архитектуры XVII в.):
| Категория                                                                | Название                 |
| ------------------------------------------------------------------------ | ------------------------ |
| 5 из 5 звёзд · 5 из 5 звёзд · 5 из 5 звёзд · 5 из 5 звёзд · 5 из 5 звёзд | Crowne Plaza             |
| 5 из 5 звёзд · 5 из 5 звёзд · 5 из 5 звёзд · 5 из 5 звёзд · 5 из 5 звёзд | Europe                   |
| 5 из 5 звёзд · 5 из 5 звёзд · 5 из 5 звёзд · 5 из 5 звёзд · 5 из 5 звёзд | President Hotel          |
| 4 из 5 звёзд · 4 из 5 звёзд · 4 из 5 звёзд · 4 из 5 звёзд · 4 из 5 звёзд | Victoria                 |
| 4 из 5 звёзд · 4 из 5 звёзд · 4 из 5 звёзд · 4 из 5 звёзд · 4 из 5 звёзд | Minsk                    |
| 4 из 5 звёзд · 4 из 5 звёзд · 4 из 5 звёзд · 4 из 5 звёзд · 4 из 5 звёзд | Crowne Plaza Hotel Minsk |

| Категория                                                                | Название         |
| ------------------------------------------------------------------------ | ---------------- |
| 3 из 5 звёзд · 3 из 5 звёзд · 3 из 5 звёзд · 3 из 5 звёзд · 3 из 5 звёзд | Ibb              |
| 3 из 5 звёзд · 3 из 5 звёзд · 3 из 5 звёзд · 3 из 5 звёзд · 3 из 5 звёзд | Орбита           |
| 3 из 5 звёзд · 3 из 5 звёзд · 3 из 5 звёзд · 3 из 5 звёзд · 3 из 5 звёзд | Yubileinaya      |
| 3 из 5 звёзд · 3 из 5 звёзд · 3 из 5 звёзд · 3 из 5 звёзд · 3 из 5 звёзд | Планета          |
| 3 из 5 звёзд · 3 из 5 звёзд · 3 из 5 звёзд · 3 из 5 звёзд · 3 из 5 звёзд | Беларусь         |
| 2 из 5 звёзд · 2 из 5 звёзд · 2 из 5 звёзд · 2 из 5 звёзд · 2 из 5 звёзд | Гостиница Звезда |

### Музеи
В Минске расположено более 20 музеев (с учётом ведомственных — 150). В них представлены как постоянные экспозиции, так и периодически действующие выставки.
- Белорусский государственный музей истории Великой Отечественной войны
- Дом-музей I съезда РСДРП
- Национальный исторический музей Республики Беларусь
- Музей истории белорусского кино
- Музей истории и культуры евреев Беларуси
- Национальный художественный музей Республики Беларусь
- Государственный литературный музей Янки Купалы
- Музей минского метро

### Кинотеатры
Кинотеатры в городе существуют с 1900 года. На 2019 год в Минске работают 22 кинотеатра, включая 13 кинотеатров с 24 залами, подконтрольных государственной структуре УП «Киновидеопрокат Мингорисполкома». Все кинотеатры в столице являются цифровыми.

### Рынки
- Минский Комаровский рынок
- Минский Червенский рынок[178]
- Ждановичи
- Уручье 3
- Западный Рынок

## СМИ
Согласно перечню, определённому постановлением Министерства информации Республики Беларусь, в общедоступный пакет входят телеканалы:
Беларусь 1
Беларусь 2
Беларусь 3
Беларусь 5
ОНТ
РТР-Беларусь
НТВ-Беларусь
СТВ
Мир
Помимо этого, в Минске работают системы кабельного телевидения «Космос ТВ» и МТИС (Минские телевизионные информационные сети).

## События и мероприятия
Минск отмечает День города во вторую субботу сентября.
В Минске проходят следующие фестивали:
- Кинофестиваль «Листопад» (бел. Лістапад)
- Минская весна — 2009 — международный фестиваль музыки
- Фестиваль «Минск Блюз» — международный блюзовый фестиваль.
- Фестиваль «MAYDAY»
- Фестиваль «Global Gathering Freedom Festival»
- Минский хоровой праздник «Спявай, мая сталіца!» («Пой, моя столица!»)[180]
- Фестиваль мыльных пузырей
- Фестиваль «Хиган» — фестиваль традиционной и современной японской культуры и аниме.
- Гастрофест — серия гастрономических фестивалей, которая придется по душе всем ценителям вкусной еды и качественных напитков.

## В филателии и нумизматике
- 4 января 1999 года выпущены в обращение памятные монеты «Мiнск» («Минск»)[181]
- 3 марта 2017 года выпущен в обращение почтовый блок «950 лет со времени первого письменного упоминания Минска»[182].
- 1 сентября 2017 года выпущены в обращение памятные монеты «Минск. 950 лет» («Мінск. 950 гадоў»)[183]
- 18 ноября 2008 года выпущены в обращение памятные монеты «Мінск. Сталіцы краін ЕўрАзЭС» («Минск. Столицы стран ЕврАзЭС»)[184]

## Спорт
- Футбольные:

- Стадион «Динамо» (22 246 мест)
- Стадион «Трактор» (17 600)
- Стадион «Торпедо» (5200)
- Стадион «Динамо-Юни» (5200)
- Стадион ФК «Минск» (3000)
- Футбольный манеж (3000)[185]

- Хоккейные:

- Минск-Арена (15 000)
- Чижовка-Арена (9614)
- Ледовая площадка Дворца спорта (3311)
- Минский ледовый дворец спорта (1823)
- Крытый каток парка им. Горького (767)

- Другие:

- Дворец спорта
- Дворец тенниса
- Дворец водного спорта
- Скейтпарк[186]
- Стадион «Орбита»[187]

Футбол. В чемпионате Беларуси по футболу 2024 года среди команд высшей лиги выступает две команды, представляющие Минск — «Динамо» и «Минск». Кроме того, в городе проводит домашние матчи команда «Ислочь» из Минского района.
Хоккей. В городе базируются хоккейные клубы «Динамо» (КХЛ), «Юность-Минск» (Белорусская экстралига, в сезоне 2012/13 — ВХЛ) и «Юность» (МХЛ).
Баскетбол. В городе есть три мужских баскетбольных клуба: «Цмоки-Минск» (Единая лига ВТБ), «Виталюр», БГУИР и два женских: «Горизонт» и «Цмоки-Минск».
Гандбол. В городе есть титулованная мужская команда по гандболу — клуб СКА.
Также в городе базируется первая белорусская команда по американскому футболу — «Минские Зубры» (основана в 1991 г., а также ещё два клуба — «Литвины» и «Mooses» (фарм-клуб «Минских Зубров», основан в 2012 г.).
В 2014 году Минск принял Чемпионат мира по хоккею с шайбой, в 2019 году — Вторые Европейские игры.
С 4 по 14 августа 2023 года прошли II Игры стран СНГ 2023.

## Международные отношения
Представительства международных организаций
- Всемирный Банк
- Европейский банк реконструкции и развития
- Международная организация по миграции
- Международная федерация обществ Красного Креста и Красного Полумесяца
- Международный комитет Красного Креста
- Всемирная организация здравоохранения
- Международная финансовая корпорация
- Международный валютный фонд
- Представительство Европейского союза
- Представительство ООН
- Представительство Детского Фонда ООН (ЮНИСЕФ)
- Исполнительный комитет СНГ
- Экономический Суд Содружества Независимых Государств

## Города-побратимы
У Минска есть следующие города-побратимы:
1. Сендай, Япония (c 1973 года)
2. Лион, Франция (c 1976 года)
3. Ноттингем, Великобритания (c 1986 года)
4. Бангалор, Индия (c 1986 года)
5. Чанчунь, Китай (c 1992 года)
6. Бонн, Германия (c 1993 года)
7. Эйндховен, Нидерланды (c 1994 года)
8. Бейкерсфилд, США (с 1994 года[190])
9. Бишкек, Кыргызстан (с 1997 года)
10. Душанбе, Таджикистан (с 1998 года)
11. Кишинёв, Молдова (c 2000 года)
12. Ханой, Вьетнам (с 2004 года)
13. Гавана, Куба (с 2005 года)
14. Тегеран, Иран (с 2006 года)
15. Абу-Даби, ОАЭ (с 2007 года)
16. Анкара, Турция (с 2007 года)
17. Нижний Новгород, Россия (с 2007 года)[191]
18. Хошимин, Вьетнам (с 2008 года)
19. Новосибирск, Россия (с 2012 года)[192]
20. Шэньчжэнь, Китай (с 2014 года)[193]
21. Мурманск, Россия (с 2014 года)
22. Брянск, Россия (с 2014 года)[194]
23. Калуга, Россия (с 2015 года)[195]
24. Исламабад, Пакистан (с 2015 года)
25. Тбилиси, Грузия (с 2015 года)[196]
26. Ульяновск, Россия (с 2015 года)
27. Пекин, Китай (с 2016 года)[197]
28. Уфа, Россия (с 2017 года)
29. Ростов-на-Дону, Россия (с 2018 года)
30. Газиантеп, Турция (с 2018 года)
31. Шанхай, Китай (с 2019 года)
32. Сочи, Россия (с 2023 года)
33. Хараре, Зимбабве (с 2023 года)
34. Ташкент, Узбекистан (с 2024 года)[198]
35. Баку, Азербайджан (с 2024 года)[199]
36. Казань, Россия (с 2024 года)[200]

Прекращено сотрудничество
1. Киев, Украина[201] (1997—2022)
2. Лодзь, Польша (1992—2022)

## Почётные граждане
Звания Почётного гражданина города Минска удостоены:
- Алфёров, Жорес Иванович — физик, лауреат Нобелевской премии. Звание присвоено в 2002 году.
- Антонов, Игнатий Петрович — профессор, доктор медицинских наук, академик НАН Беларуси, член-корреспондент Академии медицинских наук СССР. Звание присвоено в 1988 году
- Барашкин, Дмитрий Иванович — Герой Социалистического Труда, сталевар Минского автомобильного завода. Звание присвоено в 1968 году.
- Белова, Елена Дмитриевна — заслуженный мастер спорта СССР, заслуженный деятель физической культуры Беларуси, заслуженный тренер Беларуси. Звание присвоено в 2007 году.
- Бирич, Татьяна Васильевна — Герой Социалистического Труда, член-корреспондент АН БССР, заслуженный деятель науки БССР. Звание присвоено в 1987 году.
- Бровка, Пётр Устинович (Пятрусь Бровка) — белорусский писатель, поэт, лауреат Ленинской премии. Звание присвоено в 1980 году.
- Булахов, Денис Григорьевич — Герой Социалистического Труда, бывший маляр строительного треста № 4. Звание присвоено в 1967 году.
- Бурдейный, Алексей Семёнович — Герой Советского Союза, командир 2-го Гвардейского танкового корпуса. Звание присвоено в 1967 году.
- Высоцкий, Михаил Степанович — учёный, государственный и общественный деятель.
- Григорьев, Юрий Пантелеймонович — архитектор, Народный архитектор Российской Федерации.
- Громов, Александр Матвеевич — Герой Социалистического Труда, заслуженный строитель БССР. Звание присвоено в 1987 году.
- Елизарьев, Валентин Николаевич — балетмейстер, хореограф, педагог. Народный артист СССР.
- Жижель, Иван Матвеевич — Герой Социалистического Труда, бывший министр промышленного строительства БССР. Звание почётного гражданина города Минска было присвоено в 1969 году.
- Колычев, Николай Иванович — Герой Советского Союза, бывший командир танкового взвода. 3 июля 1944 года в числе первых освободителей Минска захватил единственный уцелевший мост через реку Свислочь. Звание «Почётный гражданин города Минска» присвоено согласно решению Минского городского Совета депутатов трудящихся от 14.09.1967 года.
- Лавринович, Михаил Фёдорович — машиностроитель, депутат, заслуженный машиностроитель Белорусской ССР.
- Лосик, Олег Александрович — Герой Советского Союза, маршал бронетанковых войск, отличился в боях за освобождение г. Минска. Бригаде, которой командовал Лосик О. А., было присвоено почётное наименование «Минская». Звание «Почётный гражданин города Минска» присвоено решением Минского городского Совета народных депутатов от 27.06.1987.
- Лученок, Игорь Михайлович — композитор.
- Максим Танк — Герой Социалистического Труда, народный поэт БССР, академик. Звание почётного гражданина города Минска было присвоено в 1987 году.
- Медведь, Александр Васильевич — борец вольного стиля, трёхкратный олимпийский чемпион, многократный чемпион мира, Европы и СССР. Заслуженный мастер спорта СССР.
- Смольский Виктор — советский и белорусский музыкант-мультиинструменталист и композитор. Участник групп Rage и Mind Odyssey. Сын композитора Дмитрия Брониславовича Смольского.
- Оловников, Владимир Владимирович — народный артист БССР, заслуженный деятель искусств БССР, композитор. Звание почётного гражданина города Минска было присвоено в 1987 году.
- Осипова, Мария Борисовна — Герой Советского Союза, бывшая подпольщица города Минска. Звание почётного гражданина города Минска было присвоено в 1968 году.
- Павлов, Михаил Яковлевич — государственный деятель.
- Савицкий, Михаил Андреевич — живописец, педагог.
- Филарет (Вахромеев) — митрополит Минский и Слуцкий, Патриарший Экзарх всея Беларуси, Свято-Успенской Жировицкой обители священноархимандрит. Звание присвоено 14 октября 2003 года.
- Шарапов, Василий Иванович — председатель Мингорисполкома в 1954—1969 гг. Звание присвоено 29 июня 2016 года[203].
- Янковский, Ростислав Иванович — советский и белорусский актёр театра и кино
- Ярмоленко, Анатолий Иванович — солист, Народный артист Республики Беларусь

## Галерея

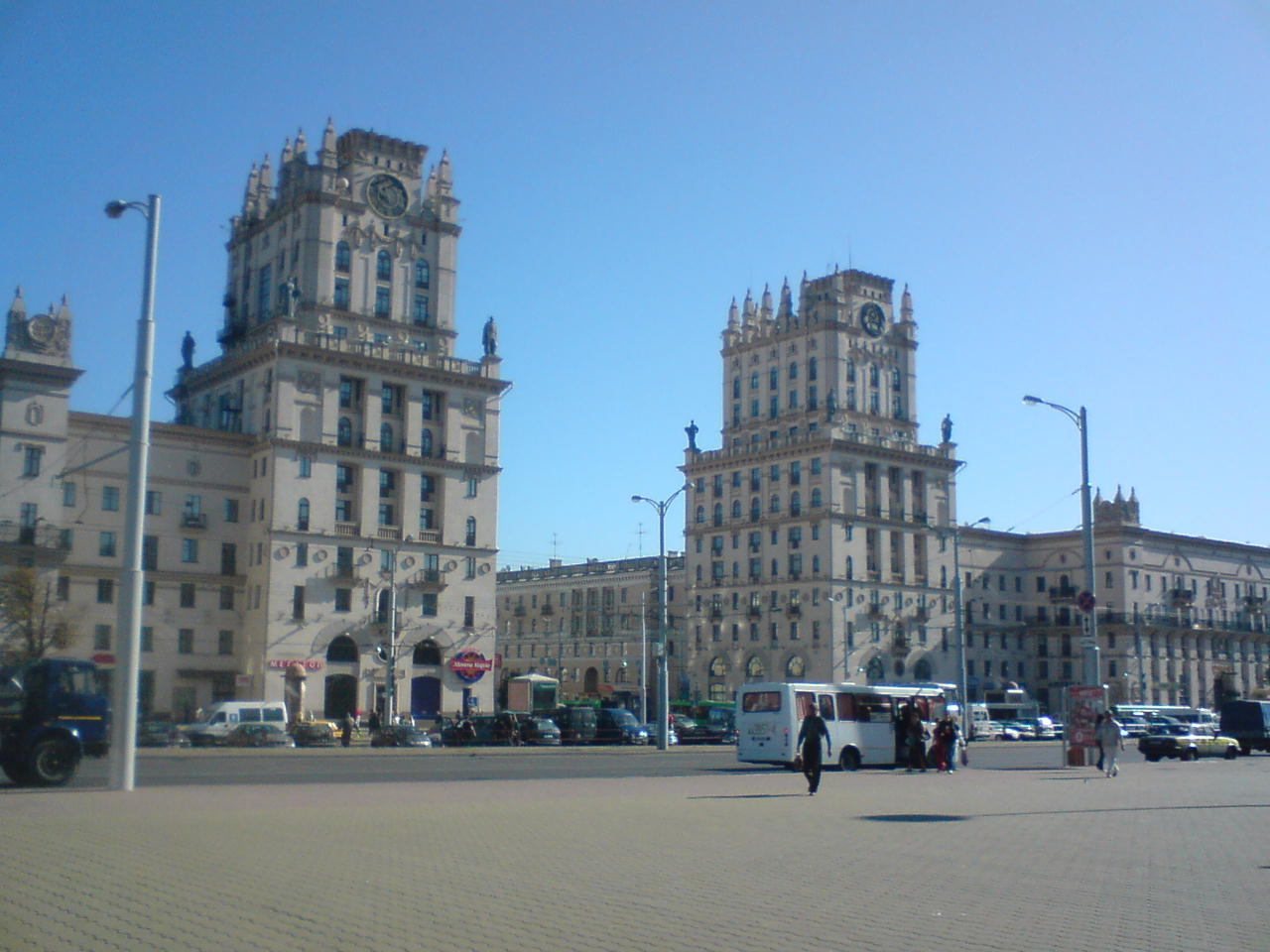
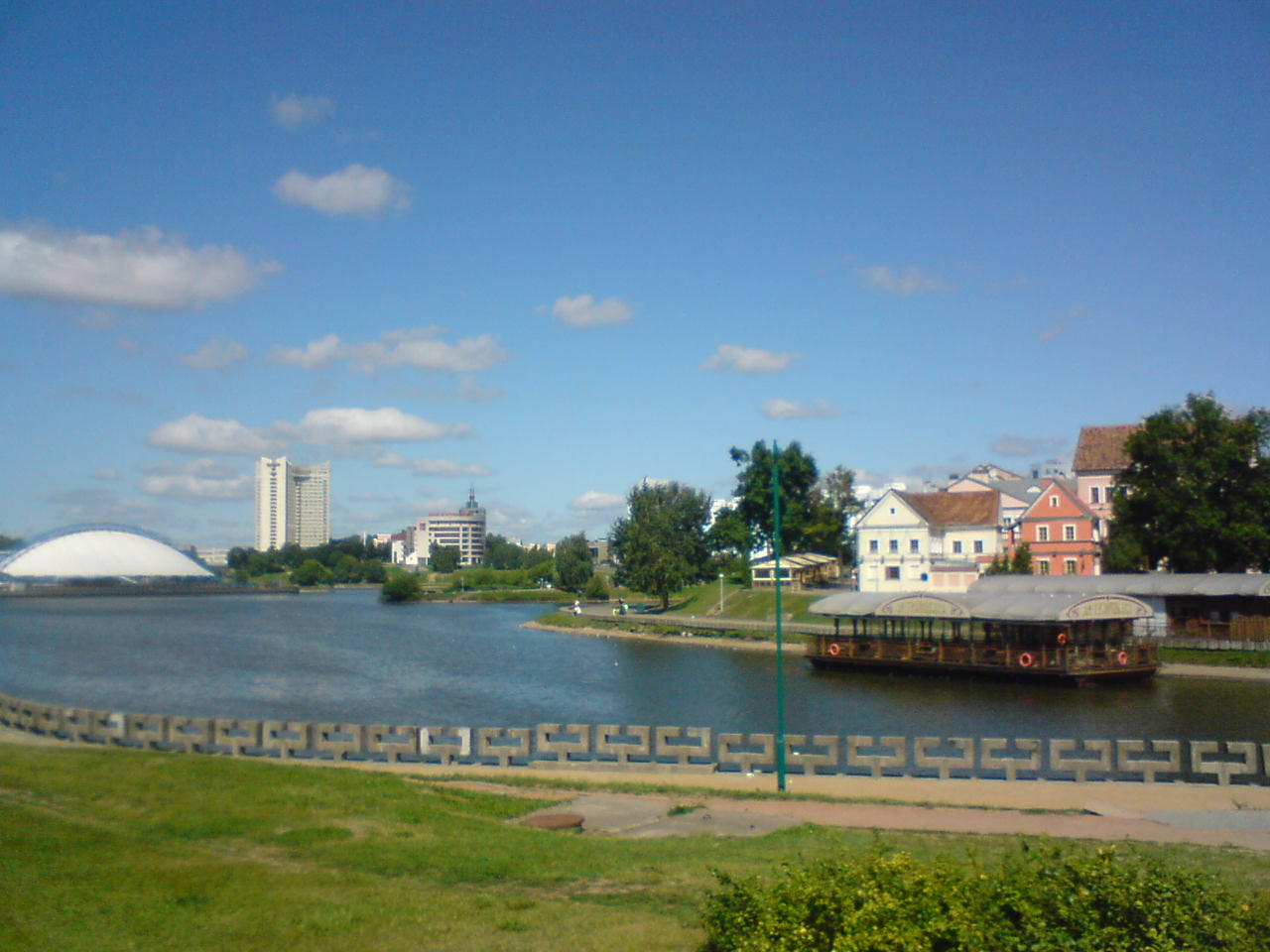
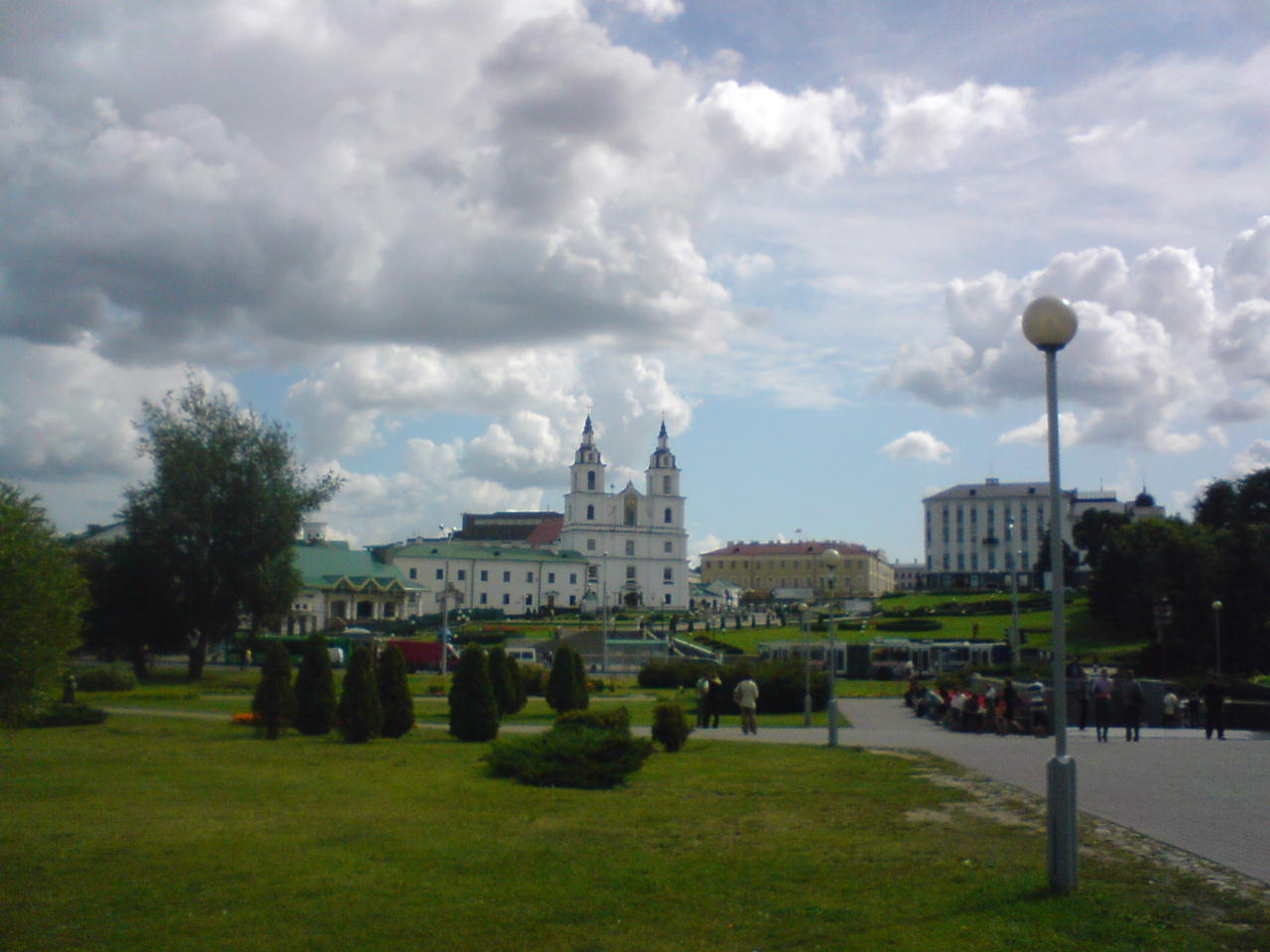
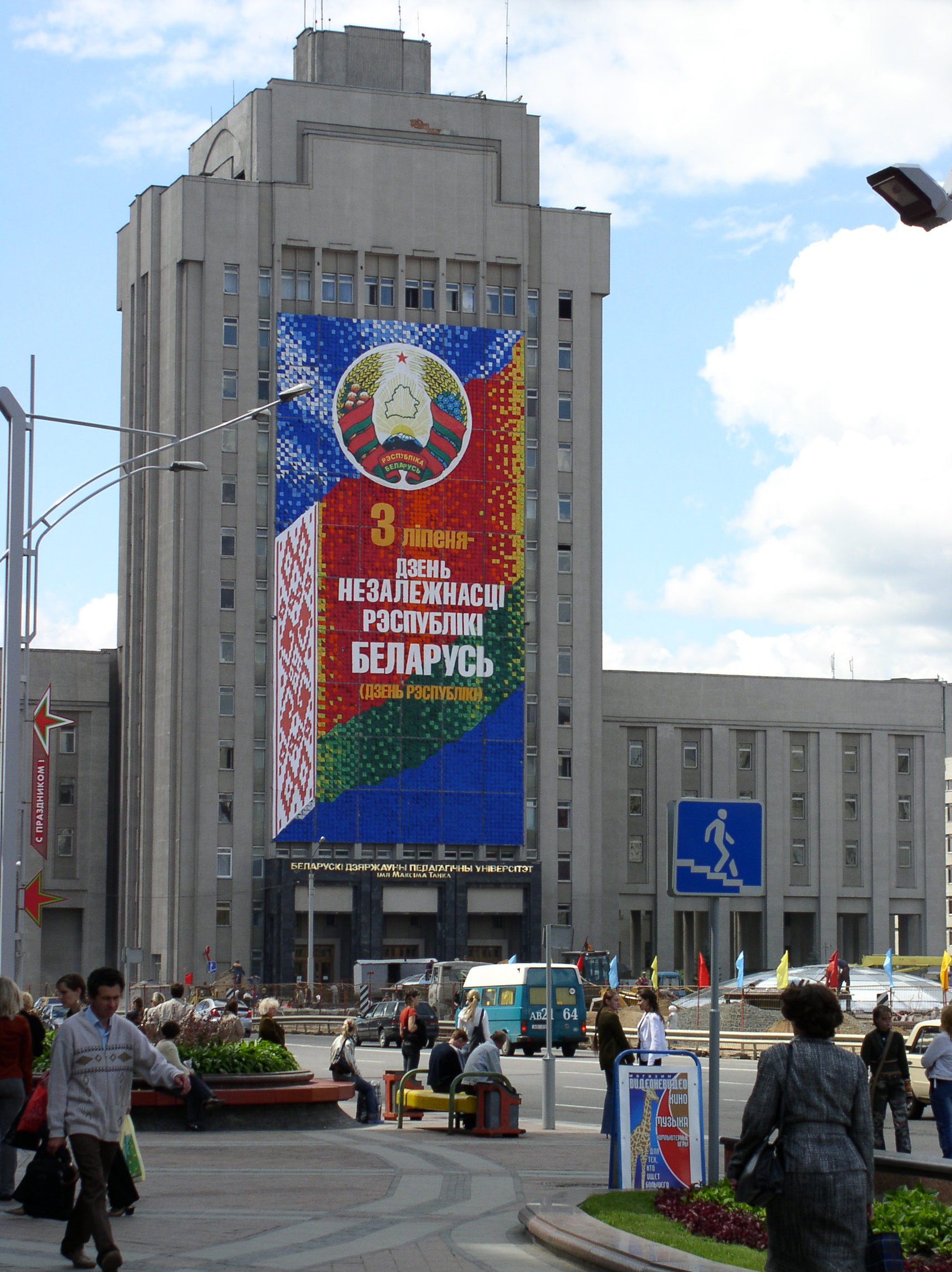
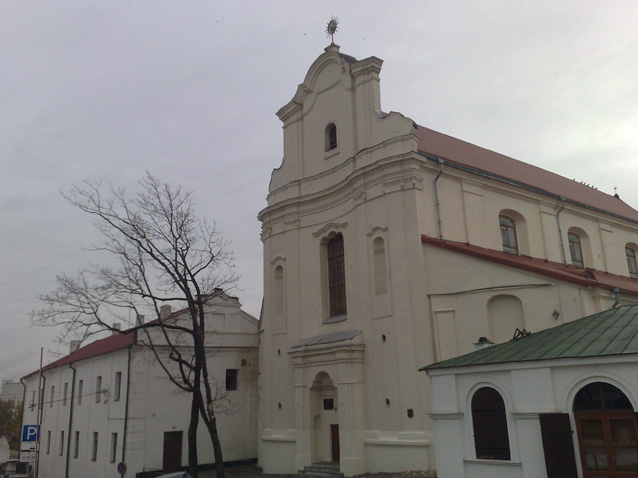
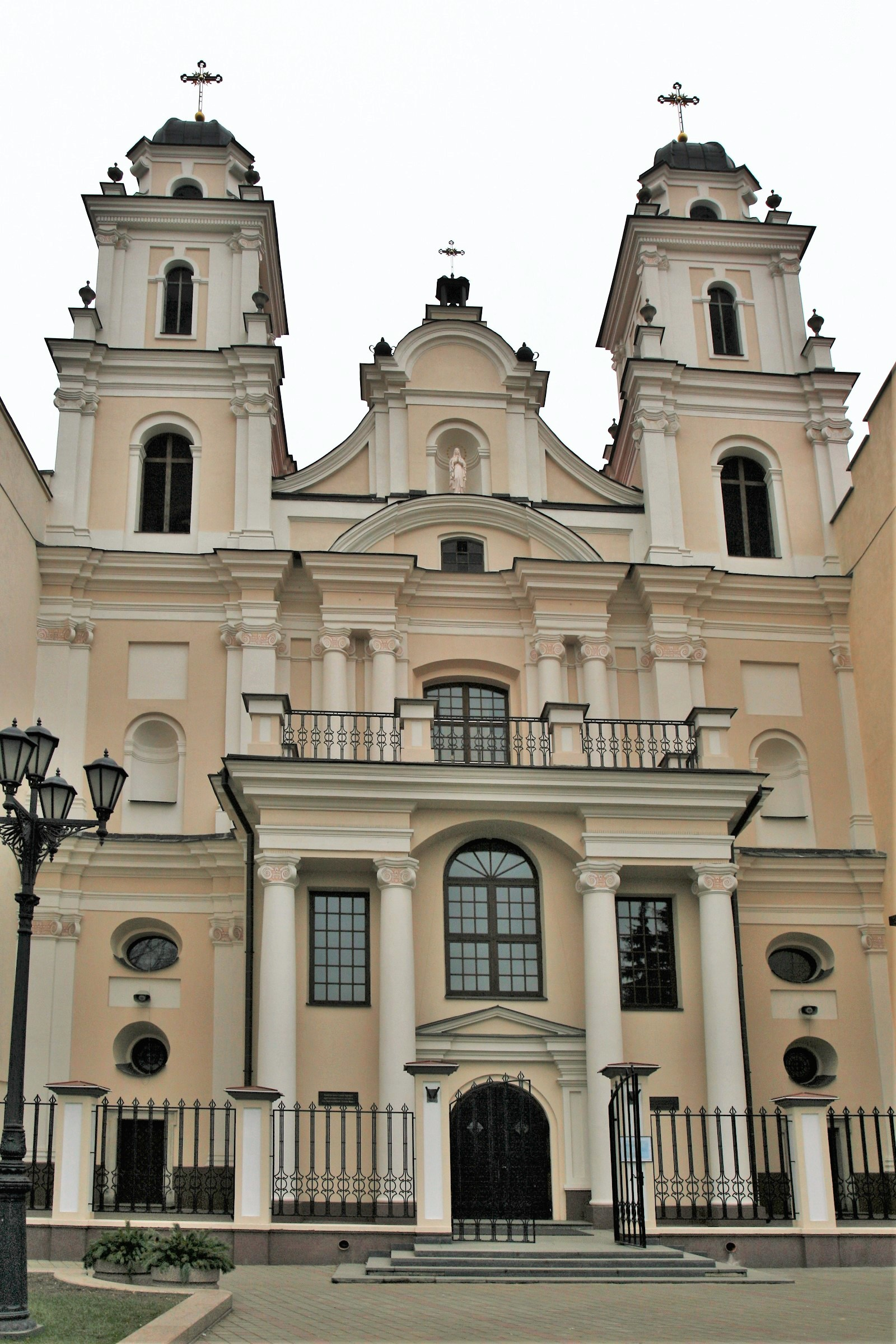
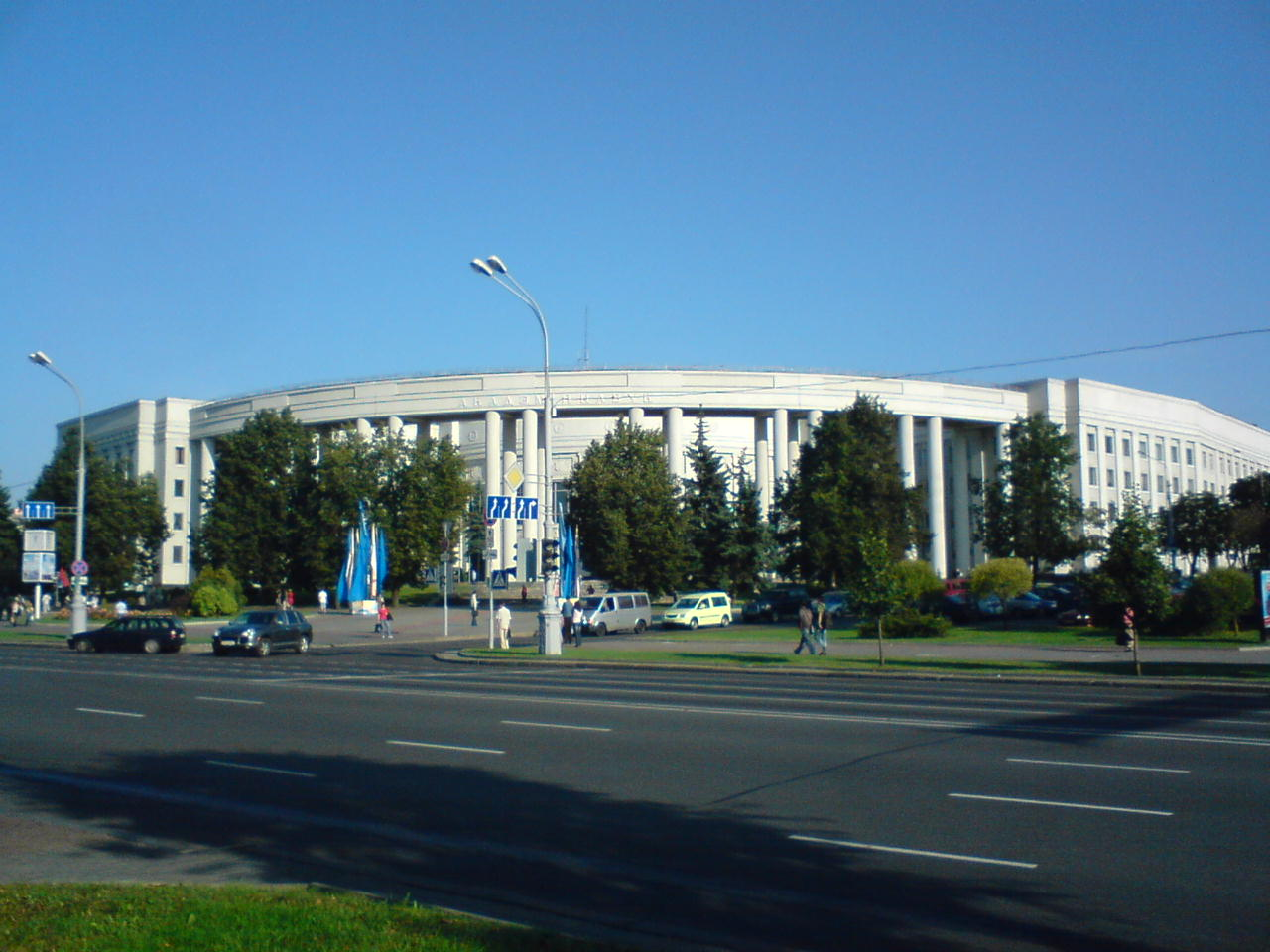
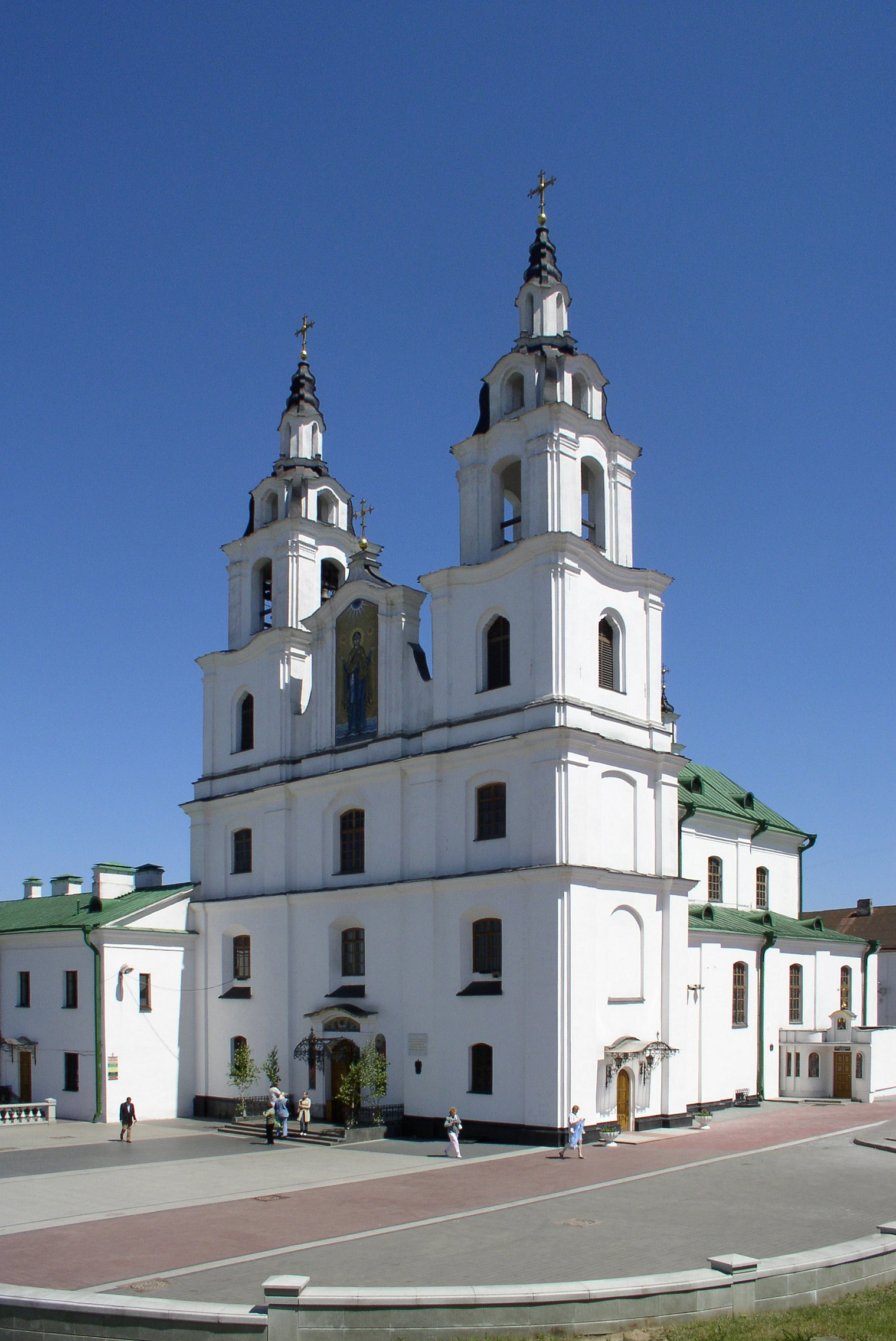
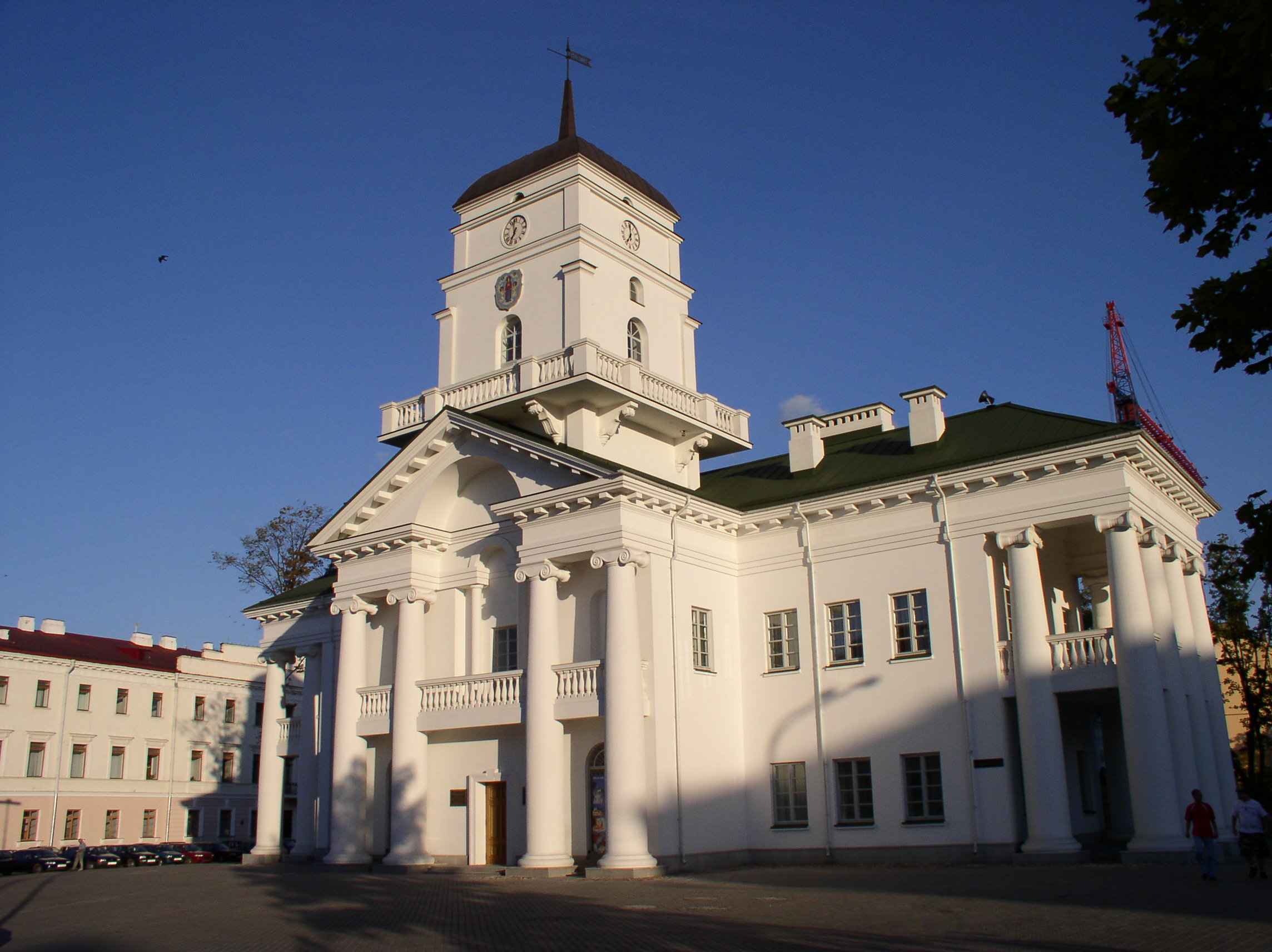